# Exposition universelle de 1992
Vous lisez un « article de qualité » labellisé en 2013.
Cet article concerne l'Exposition universelle de Séville. Pour l'Exposition spécialisée de Gênes ayant eu lieu la même année, voir Exposition spécialisée de 1992.
L’Exposition universelle de 1992 ou Expo '92, officiellement Exposition universelle de Séville 1992 (en espagnol Exposición universal de Sevilla 1992) s'est tenue du 20 avril au 12 octobre 1992 à Séville, en Espagne, sur l'île de La Cartuja. L'Exposition avait pour thème « L'Ère des Découvertes » et célébrait les 500 ans de la découverte de l'Amérique.
Pour l'occasion ont été construites plusieurs routes d'accès à la ville, dont les autoroutes Madrid-Séville et Séville-Cadix. Une nouvelle gare a été bâtie au centre de la capitale andalouse, de laquelle partent, depuis, les trains de la ligne ferroviaire à grande vitesse entre Madrid et Séville, créée pour l'occasion, et les trains régionaux en direction du site de l'expo. L'aéroport de Séville-San Pablo a été agrandi et a été relié au centre-ville par un nouveau tronçon autoroutier. La darse du Guadalquivir a été recreusée vers le nord et ses rives ont été aménagées. Six nouveaux ponts la traversent depuis. En aval, la zone portuaire a été adaptée et améliorée. L'ancien monastère Sainte-Marie des Grottes a été restauré et d'autres édifices ont été construits, comme le théâtre de la Maestranza, un palais des congrès et des expositions, un auditorium, plusieurs hôtels et bâtiments administratifs.
La chaleur estivale de Séville a été contrôlée sur le site de l'expo en y creusant un lac, en y plaçant des dizaines de fontaines, des canaux, des aqueducs, des chutes d'eau et des brumisateurs, en y plantant des milliers d'arbres et arbustes et en plaçant des pergolas, des tentures et des parasols.
Plus de cent pays y étaient représentés, ainsi que toutes les communautés autonomes espagnoles, de nombreuses organisations internationales et plusieurs entreprises nationales et multinationales. On y trouvait des pavillons thématiques et de nombreuses expositions de peinture, de sculpture et d'objets archéologiques. Plusieurs scènes étaient dispersées sur le site de l'expo et au centre-ville. Elles proposaient des spectacles de danse (salsa et flamenco notamment), des concerts de musique symphonique, de jazz, de rock et de musique latine, des comédies musicales, des opéras, des pièces de théâtre, des spectacles humoristiques, des animations pour les enfants et des défilés de mode. De nombreuses conférences, des séminaires et des débats ont de plus eu lieu.
L'affluence, avec près de 42 millions de visiteurs, a dépassé les prévisions. Depuis la clôture de l'Exposition, une partie du parc est recyclée en parc scientifique et technologique, Cartuja 93, et le parc d'attraction Isla Mágica en occupe une autre partie. Des entreprises se sont installées dans certains des pavillons mais de nombreux autres ont été détruits ou sont restés à l'abandon.

## Candidature et attribution
Le 31 mai 1976, alors que l'Espagne traverse une période sociale et économique difficile, le roi Juan Carlos Ier annonce, lors d'une visite à Saint-Domingue, en République dominicaine, que le pays a l'intention d'organiser une Exposition universelle,, afin de montrer au monde, à l'approche des célébrations du 500e anniversaire de la découverte de l'Amérique, les qualités de l'Espagne et des pays d'Amérique latine. Que l'annonce soit faite en République dominicaine n'est pas un hasard : Hispaniola est l'une des îles des Caraïbes où Christophe Colomb a accosté lors de son premier voyage.

Logo du Bureau international des Expositions.

Le 26 janvier 1981, le conseil municipal de Séville approuve la candidature de la ville pour organiser l'événement. En décembre de la même année, les États-Unis annoncent au Bureau international des Expositions (BIE) qu'ils ont également l'intention d'organiser une Exposition universelle pour célébrer le même événement,. Trois mois plus tard, le 3 mars 1982, le gouvernement espagnol annonce officiellement au BIE son intention d'organiser une Exposition à Séville dont le thème sera « Naissance du Nouveau Monde ». Le projet « Sevilla 1992 » est créé le 31 mai 1982 sous la tutelle de l'Institut de coopération latino-américain. Le lieu précis de la tenue de l'Exposition, l'île de la Cartuja, est annoncé le 17 juin 1982. La ville italienne de Gênes, où est né Christophe Colomb, est également candidate.
Après modification de ses statuts pour permettre à deux villes d'organiser conjointement une Exposition universelle, le BIE annonce le 8 décembre 1982 que l'Exposition universelle de 1992 se déroulera en même temps à Séville et à Chicago. Le BIE offre à Gênes la possibilité d'accueillir une exposition spécialisée,,.
Le 15 juin 1983, les délégations espagnoles et américaines présentent le plan général de l'Exposition de Séville-Chicago 1992 : Séville présentera le rôle de la ville et de l'Espagne dans la découverte de l'Amérique et Chicago présentera les avancées culturelles et scientifiques que cette découverte a apportées. Le budget alloué à l'organisation de l'Exposition est alors estimé à presque 184 milliards de pesetas (1,1 milliard d'euros).
Manuel Olivencia Ruiz est nommé commissaire général de l'Exposition le 7 novembre 1984,. Le 10 avril 1985, le gouvernement espagnol crée la structure chargée de l'organisation de l'Exposition : la Société d'État Expo'92 SA (Sociedad Estatal para la Exposicion Universal Seville 92, SA) est fondée. Le plan général de l'Exposition, présenté le 17 décembre 1985, est approuvé par le conseil des ministres le 15 février 1986. Un concours est lancé pour déterminer la trame et l'aspect général de l'Exposition. Les principaux critères sont que les installations doivent tenir compte des conditions climatiques de la région et doivent pouvoir être réutilisées après l'Exposition à des fins éducatives, culturelles et administratives. Le 15 juillet 1986, le concours est remporté ex-æquo par l'architecte argentin Emilio Ambasz et par l'équipe composée de José Antonio Fernández Ordóñez, J. Junquera et E. Pérez Pita,,,,.
Le président du gouvernement Felipe González lance les premiers travaux de l'Exposition le 5 janvier 1987 et le plan général pour la ville est approuvé par le conseil municipal en juillet de la même année. Les travaux d'amélioration des infrastructures de transport en vue de l'expo 92 commencent.
De son côté, Chicago ne reçoit pas l'appui escompté de la part de son gouvernement, qui ne croit pas à la rentabilité d'une telle manifestation. Malgré l'enthousiasme de nombreuses entreprises, le soutien politique et financier de la ville de Chicago, de l'Illinois et des États-Unis est insuffisant. Les conflits entre le maire démocrate Harold Washington et le gouverneur républicain de l'Illinois James R. Thompson et l'opposition des mouvements écologistes au projet d'assèchement d'une partie du lac Michigan sont au centre du problème. Ces difficultés sont annoncées au BIE en décembre 1985. Le 20 mai 1987, l'Assemblée du BIE donne 90 jours au gouvernement fédéral des États-Unis pour donner une réponse définitive sur l'organisation de l'Expo. En août, Chicago renonce. Cette décision est entérinée par le BIE le 4 décembre 1987 : Séville se retrouve alors seule pour organiser l'Exposition,.
Le conseil municipal de Séville approuve la révision du plan urbain général de la ville en juillet 1987 et les travaux d'urbanisation et de construction des infrastructures de l'enceinte débutent. Le plan directif de l'Exposition, datant du 31 juillet 1987, qui définit le projet fonctionnel et formel de l'enceinte de l'Exposition, prévoit l'édification de 300 000 m2 et la participation de 60 pays.
Manuel Olivencia Ruiz démissionne de son poste de commissaire général le 19 juillet 1991 et est remplacé par Emilio Cassinello Auban.
L'Exposition universelle de Séville s'inscrit dans une série d'événements ayant marqué l'année 1992 en Espagne, avec l'organisation des Jeux olympiques d'été à Barcelone, la désignation de Madrid comme capitale européenne de la culture et les célébrations du cinquième centenaire de la découverte de l'Amérique.

## Thème

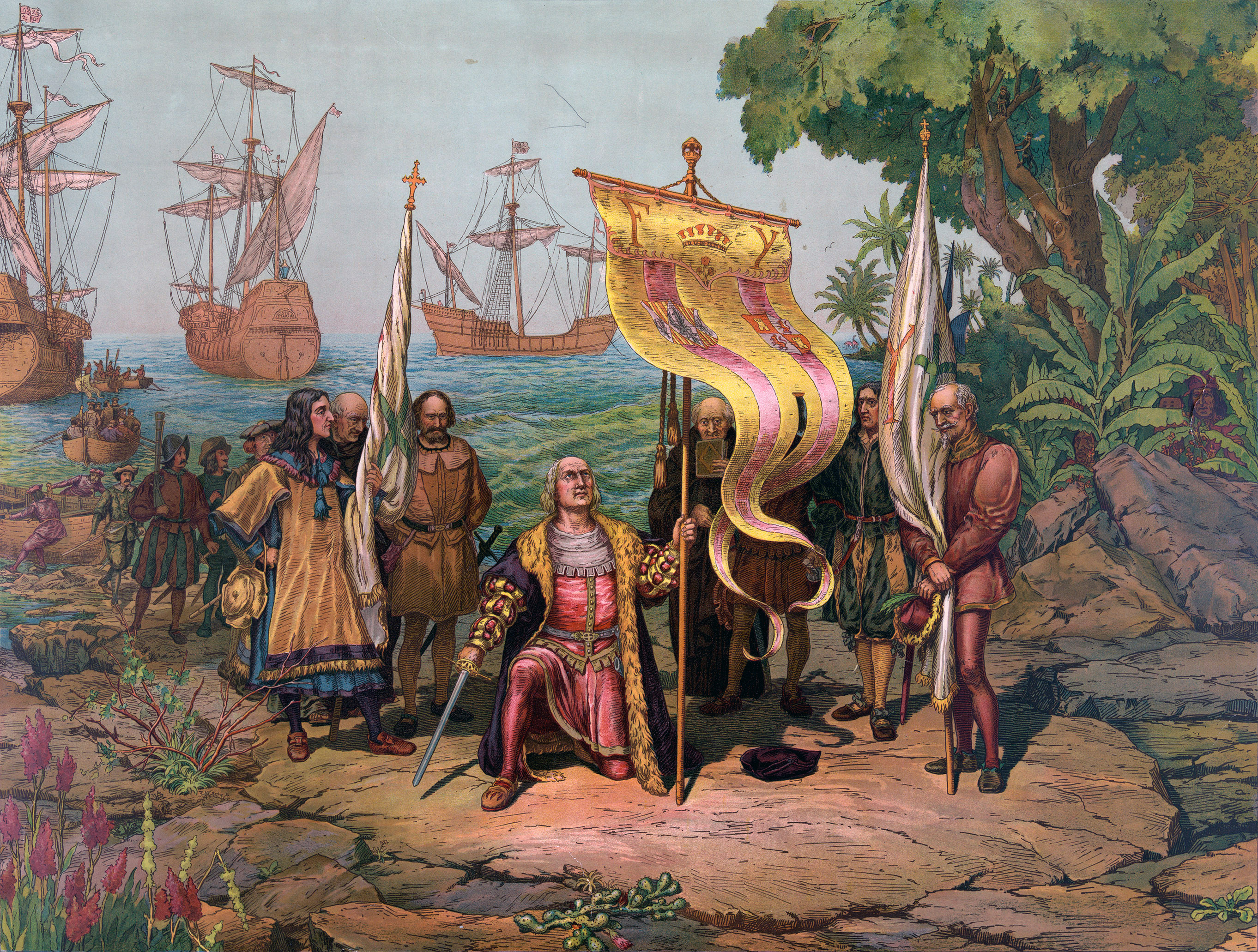
L'arrivée de Christophe Colomb en Amérique.

Le thème de l'Expo 92 est « l'Ère des Découvertes » (la Era de los Descubrimientos en espagnol),. Sous ce titre, l'Expo entend célébrer le 500e anniversaire de la « découverte », en 1492, du continent américain par Christophe Colomb, première personne de l'histoire moderne à traverser l'océan Atlantique en découvrant une route aller-retour entre le continent américain et l'Europe.
La ville de Séville est l'hôte idéal pour une Exposition universelle célébrant le 500e anniversaire de la découverte de l'Amérique : après le premier voyage de Christophe Colomb entre 1492 et 1493 commence une période d'exploration et de colonisation appelée la Course aux Indes. Séville se trouvant à l'intérieur des terres, au bout d'une voie fluviale de 80 km rendant toute attaque impossible, elle n'a pas de mal à asseoir son rôle dans le commerce avec l'Amérique. En effet, bien que Cadix puisse a priori sembler plus adéquate, car d'accès plus aisé, elle est à la merci des attaques. Celles des Anglais de 1587 et 1596 le prouvent. De plus, la richesse de ses terres permet l'exportation facile du vin et de l'huile d'olive d'El Aljarafe. Ainsi est établie à Séville en 1503 la Casa de Contratación, qui contrôle tout le commerce des Indes. Débute alors pour la ville une période de richesse qui ne cesse que le siècle suivant. Des quais sévillans partent quasiment toutes les expéditions d'exploration de la première moitié du XVIe siècle, notamment celles de Diego de Lepe, Alonso de Ojeda, Diego de Nicuesa et Pedrarias Dávila.
Sur le site de l'Expo, sur l'île de la Cartuja, se trouve en outre le monastère de Sainte Marie des Grottes (monasterio de Santa María de las Cuevas, souvent appelé simplement monastère de la Cartuja). Christophe Colomb y prépare, avec l'appui de son ami le frère Gaspar Gomicio, son deuxième voyage. Treize ans après sa mort, en 1519, il est provisoirement enterré dans la Chapelle Sainte Anne du monastère avant que sa dépouille soit transférée en 1541 dans la cathédrale de Saint-Domingue.
De plus, Séville a déjà accueilli en 1929 l'Exposition ibéro-américaine.

## Situation

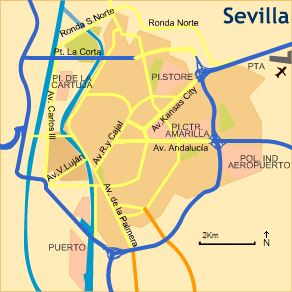
Plan de Séville avec l'île de la Cartuja à l'ouest.

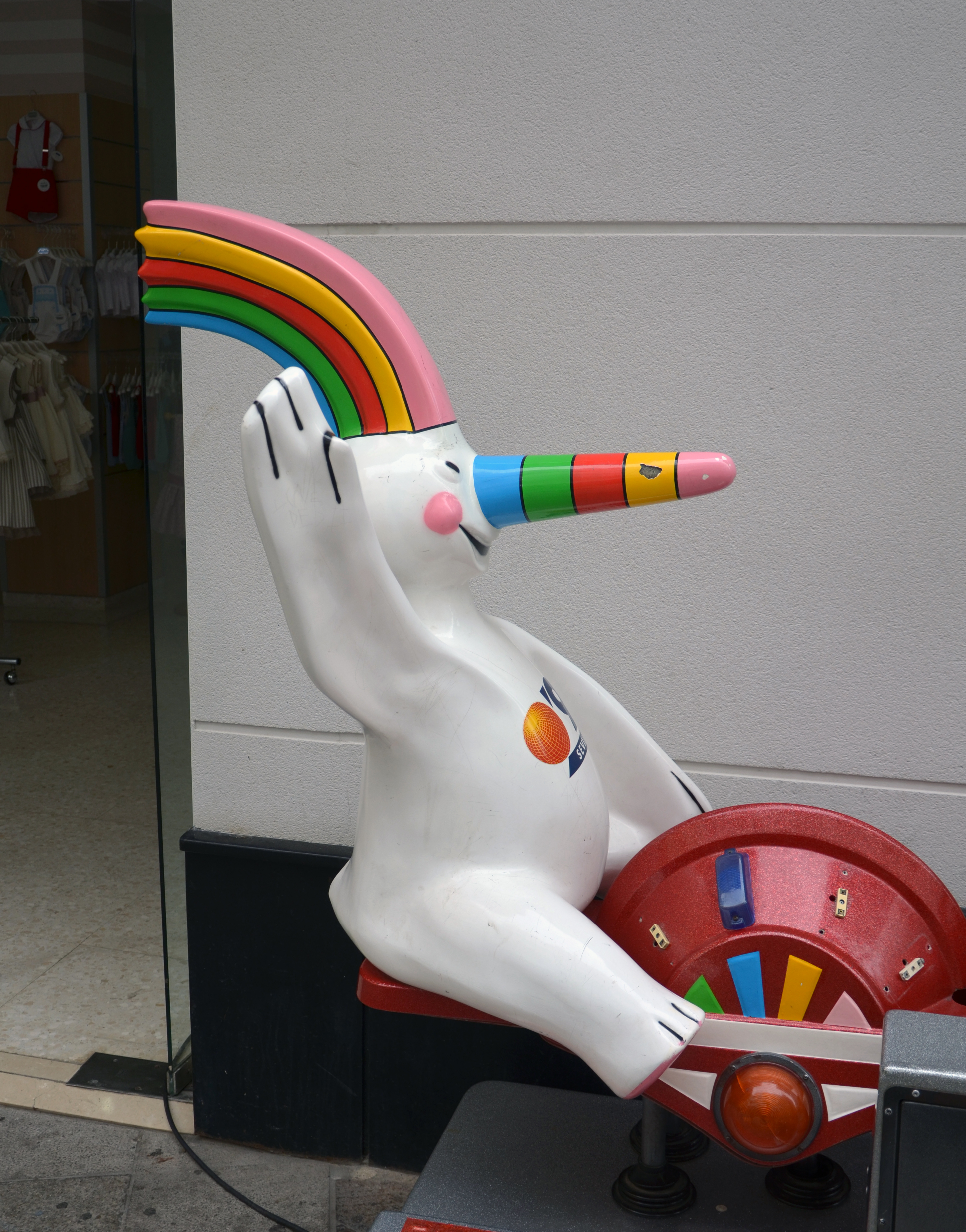
Curro, la mascotte de l'Exposition.

L'île de la Cartuja, où se trouve le monastère de Sainte Marie des Grottes, est choisie comme site de l'Exposition. Christophe Colomb y a résidé durant quelques années et, aidé par frère Gaspar Gomicio, y a préparé son deuxième voyage. Outre cette caractéristique historique et symbolique, le site est de plus un terrain nu et inoccupé et il se situe à quelques centaines de mètres seulement du centre historique de Séville, à l'est de la ville. D'une superficie de 212 ha, l'île est comprise entre le Guadalquivir à l'ouest et sa darse à l'est, juste en face de la vieille ville de Séville.

## Logo, mascotte, uniformes et pièces commémoratives
Le logo de l'Exposition est un globe terrestre rouge couvert d'un réseau de lignes jaunes comparables à des méridiens et à des parallèles.
La mascotte de l'Expo 92 est Curro, un oiseau blanc possédant un bec rayé transversalement en bleu, vert, rouge, jaune et rose, représentant les cinq continents. Les mêmes couleurs se retrouvent dans de longues plumes formant un arc-en-ciel à l'arrière de sa tête. Il possède des pattes comparables à celle d'un éléphant. Il est créé par le designer allemand Heinz Edelmann et est officiellement présenté sur la place d'Espagne de Séville le 20 avril 1990,,,,.
Les uniformes du personnel de l'Expo sont créés par les Sévillans Victorio & Lucchino. Ils habillent 8 000 personnes de vingt-cinq services différents. Des robes de flamenco protocolaires aux habits de travail des jardiniers, les habits gardent comme fil conducteur leurs couleurs : bleu, rouge et jaune,.
Pour l'occasion, la Banque d'Espagne frappe quatre pièces commémoratives :

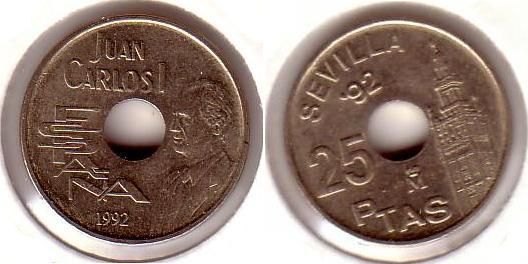
Pièce de 25 pesetas : sur l'avers, les légendes Juan Carlos I et España, un portrait du roi et le millésime 1992 ; sur le revers, la Giralda, la légende Sevilla '92 et la valeur faciale, 25 ptas.
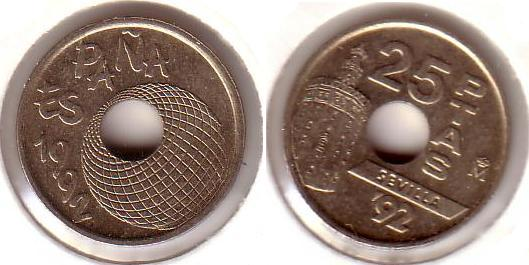
Pièce de 25 pesetas : sur l'avers, la légende España 1992 et la sphère symbole de l'expo ; sur le revers, la Torre del Oro, la légende Sevilla '92 et la valeur faciale, 25 ptas.
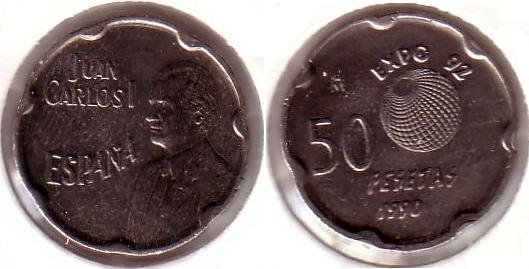
Pièce de 50 pesetas : sur l'avers, les légendes Juan Carlos I et España et un portrait du roi ; sur le revers, la sphère symbole de l'expo, la légende Expo '92, le millésime 1990 et la valeur faciale, 50 ptas.
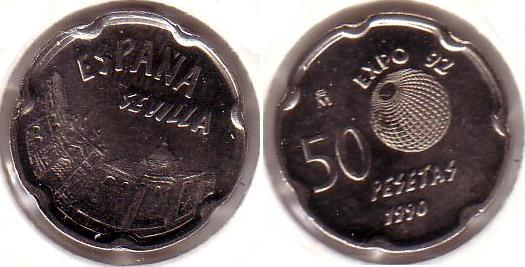
Pièce de 50 pesetas : sur l'avers, la légende Sevilla España et le Monastère de la Cartuja ; sur le revers, la sphère symbole de l'expo, la légende Expo '92, le millésime 1990 et la valeur faciale, 50 ptas.

## Aménagement et coût des infrastructures

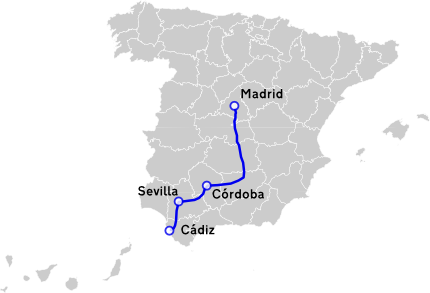
Tracé de l'autoroute espagnole A-4 construite pour l'Exposition.

C'est l'architecte Julio Cano Lasso qui est chargé de refondre les travaux d'Emilio Ambasz et de José Antonio Fernández Ordóñez, les deux designers ayant remporté ex-æquo le concours lancé pour dessiner le site de l'Exposition. Puis, à son tour, l'équipe technique de l'ingénieur des Ponts et Chaussées Jacinto Pellón, président de la Société d'État Expo'92, retouche le projet de Cano Lasso.
Les travaux d'aménagement du site de l'Expo commencent en 1989. Le coût total de la construction de l'enceinte est évaluée à 104,7 milliards de pesetas (629 millions d'euros), la quasi-totalité de la somme étant payée par le secteur public. Le coût de l'aménagement des infrastructures (en dehors du site) à Séville et dans les environs immédiats de la ville se monte à 139,9 milliards de pesetas (840 millions d'euros), dont 76,2 milliards pour les routes, 27,6 milliards pour le réseau ferroviaire, 12,2 milliards pour l'aéroport, 3,7 milliards pour le port et 20,2 milliards pour le réaménagement du fleuve. Le coût de l'aménagement des infrastructures dans le reste de l'Andalousie se monte à 550,5 milliards de pesetas (3,3 milliards d'euros), dont 147 milliards pour le réseau routier, 388,9 milliards pour le réseau ferroviaire et 14,6 milliards pour les autres aéroports andalous. À cette somme s'ajoutent 97,7 milliards de pesetas (587 millions d'euros) pour l'amélioration du réseau électrique, du réseau de distribution d'eau et des télécommunications. Du projet au démontage, en tout et pour tout, 30 000 personnes travailleront sur le site de l'Expo, dont 10 000 pour la construction du site et 14 024 durant les 6 mois de la manifestation. En prenant en compte la construction des infrastructures réalisées hors du site lui-même, ce chiffre atteint 64 640 en 1990,.

### Plan général du site
Le site est accessible par cinq accès. La zone sud du site est articulée autour du monastère de Sainte Marie des Grottes, à proximité duquel se trouvent certains des pavillons principaux comme celui de la Navigation et celui des Découvertes. De là partent vers le nord les avenues longitudinales principales : le chemin des Découvertes (camino de los Descubrimientos), à l'est, est connecté à des édifices importants comme le pavillon du Futur et rejoint un lac artificiel appelé lac d'Espagne ; le chemin des Acacias, à l'ouest, permet d'accéder aux plus grands pavillons nationaux comme ceux du Japon, de l'Allemagne et de Grande-Bretagne. Une trame de cinq avenues transversales réunit les autres pavillons : elles se nomment, du nord au sud, avenue 1, avenue de l'Europe, avenue des Palmiers, avenue 4 et avenue 5. Les avenues de l'Europe et des Palmiers sont décrites dans le paragraphe consacré aux pavillons des pays européens. L'avenue 1 possède une pergola à chacune de ses extrémités et est parcourue par un aqueduc qui repose sur des piliers en verre dans lesquels s'écoule de l'eau et qui se termine par une cascade. Sur l'avenue 4 se trouvent une tour d'informations, un amphithéâtre en plein air, plusieurs fontaines (dont une cascade de 9 m) et des centres de services. L'avenue 5 est longée par un mur de verre de 300 m de long et de 6 m de haut sur les parois duquel de l'eau s'écoule et qui est surmonté d'un aménagement paysager. Une série de portes et de ponts permet de passer d'un côté à l'autre. Le pavillon de l'Espagne trône au sud du lac et ceux des communautés autonomes sont disséminés sur ses berges est, nord et ouest. Le bord du canal Alphonse-XIII accueille certains des édifices consacrés aux arts du spectacle et au sport. L'alignement, le volume et la hauteur maximaux des pavillons des participants sont fixés, mais, à l'intérieur de ce cadre, les architectes ont une totale liberté de projet, selon leurs idées et leurs intérêts.

### Transport et communications

#### Accès à Séville
Le développement des transports et des communications est au premier plan dans la réalisation de l'Expo. Le premier objectif est de connecter Séville et l'Andalousie aux autres régions d'Espagne, à l'Europe et au reste du monde. Près de 950 millions de pesetas (5,7 millions d'euros) sont injectés dans cette entreprise.
La route SE-30, une ceinture périphérique de 75 km, est tracée pour l'occasion et l'axe transversal andalou (autoroute de la Méditerranée) est construit. L'autoroute du Sud A4-4, se terminant jusqu'alors à 37 km au sud de Madrid, est terminée, rejoignant ainsi Séville. À l'ouest est ouverte l'autoroute A-49 qui relie Séville à Huelva et à l'Algarve, dans le Sud du Portugal, ainsi que le pont international sur le Guadiana. Sur le littoral méditerranéen est construite l'autoroute autonome entre Séville, Grenade et Baza,.

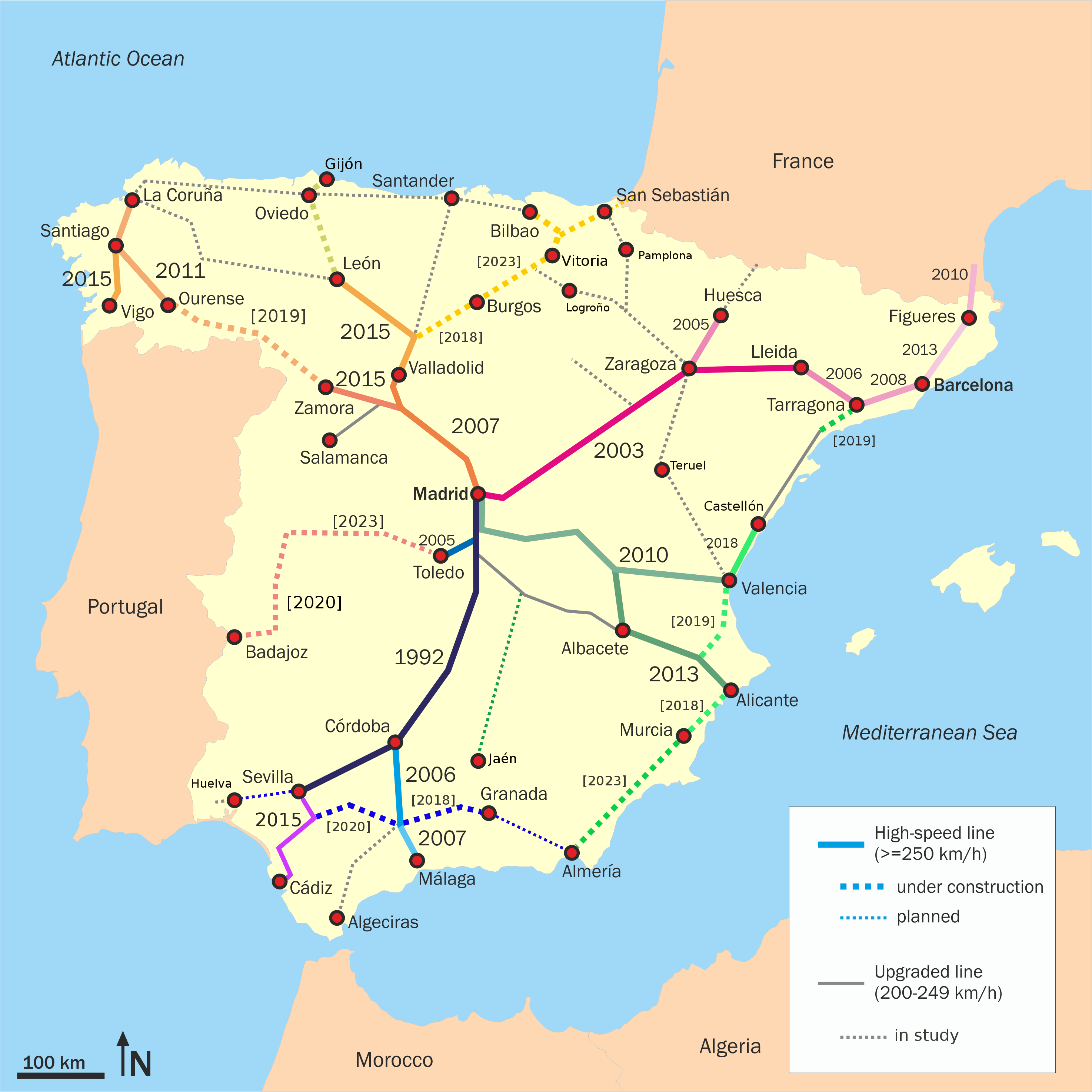
Carte des lignes de l'AVE. La ligne Madrid-Séville de 1992 apparaît en noir.

Faciliter l'accès ferroviaire à l'Andalousie en améliorant la liaison entre Séville et Madrid (et secondairement le reste de l'Espagne) par la création d'un train à haute vitesse (AVE) fait partie des priorités du gouvernement espagnol dès 1986. Il décide de construire le Nouvel Accès Ferroviaire à l'Andalousie (Nuevo Acceso Ferroviario a Andalucía - NAFA) en utilisant des voies d'écartement international pour la circulation de trains à haute vitesse. Projetée par les architectes Antonio Cruz Villalón et Antonio Ortiz García, la gare ferroviaire de Séville-Santa Justa est construite entre 1987 et 1991. De plus, une ligne ferroviaire est construite entre Séville et la Costa del Sol et une autre, temporaire, est établie pour atteindre l'île de la Cartuja en contournant Séville par le nord-ouest à partir de la gare de Santa Justa et une gare est construite juste à l'ouest du site.
En 1989, en vue de l'Expo, sous les ordres de l'architecte Rafael Moneo, la plate-forme de l'aéroport de Séville-San Pablo est agrandie, permettant de quadrupler sa capacité. Un nouvel accès à l'autoroute N-IV est établi et une nouvelle tour de contrôle est érigée,,.
Un héliport est construit à la Cartuja en 1988, dans le but de réaliser des survols touristiques du site et de permettre aux autorités et aux visiteurs officiels d'accéder au site de l'expo,.

#### Accès au site de l'expo
Le site de l'Exposition est accessible par l'est par les ponts de la Barqueta, de l'Alamillo et de la Cartuja ou par la Puerta de Triana et le pont du Christ de l'Expiration. Il est également accessible par El Aljarafe, à l'ouest, où se trouve un parking de 66 000 places et la gare de la ligne ferroviaire temporaire. Le réseau d'autobus de la ville est élargi pour permettre l'accès au site de l'Expo. Cinq portes permettent d'entrer sur le site : les Portes d'Itálica, de la Barqueta, de Triana, de Aljarafe et de la Cartuja.

#### Communications et télécommunications sur le site de l'expo

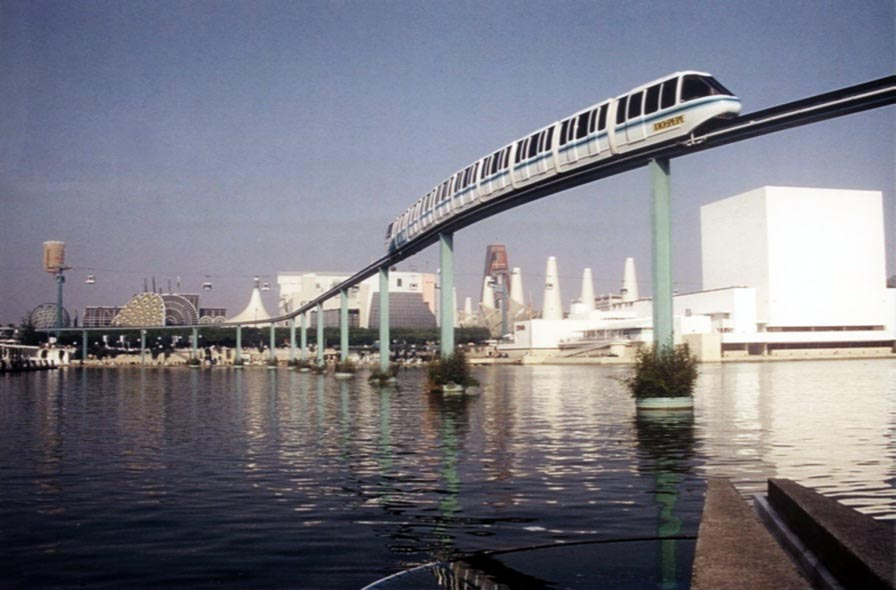
Le monorail passant au-dessus du lac d'Espagne.

Plusieurs moyens sont mis à disposition des visiteurs pour leurs déplacements dans l'Exposition. Le train monorail panoramique, d'une capacité de 4 200 passagers par heure, possède un circuit de 3,1 km et trois gares. Le télécabine possède 106 cabines à air climatisé (par énergie solaire) pouvant accueillir chacune 8 passagers. D'une capacité de 4 000 passagers par heure, le circuit possède trois stations d'embarquement, dont une de l'autre côté de la darse du Guadalquivir. Six catamarans permettant d'embarquer chacun 70 personnes parcourent la darse du Guadalquivir. Des voiturettes électriques sont mises en location par la société belge R.P.S. Elles sont trois cents, réparties en quatre locaux situés aux quatre entrées du site. De plus, 35 autobus font la navette entre les parkings et les portes d'Aljarafe (à l'ouest) et de Triana (au sud) et 15 autres autobus parcourent un circuit périphérique. Il existe de plus un train touristique (5 wagons de 25 personnes) et le personnel possède 100 véhicules électriques et 165 voitures de marque Ford.
Le site est équipé d'un réseau informatique sophistiqué, dont l'installation doit également servir au futur complexe d'innovation scientifique Cartuja 93, qui a été imaginé pour rentabiliser le site après la fermeture de l'Expo.

### Réaménagement des rives du Guadalquivir et construction de nouveaux ponts
Le réaménagement des rives du fleuve Guadalquivir constitue un retour en arrière dans l'histoire de Séville. En effet, en 1948, pour éviter les importantes inondations qui touchaient régulièrement la ville et notamment le quartier de Triana (au sud du site de l'Exposition), le Guadalquivir a été totalement dévié à l'ouest, à l'extérieur de la ville. À cet effet, un nouveau canal a été creusé, partant du nord du quartier de la Cartuja au nord la ville et rejoignant par l'ouest la pointe du méandre, près de San Juan de Aznalfarache. Le tronçon du fleuve d'origine situé entre l'ouverture amont du nouveau canal et le district de Triana a été obstrué. Ce tronçon correspond exactement à la frontière est du site de l'Expo.
À l'occasion de l'Expo 92, Séville met sur pied le Plan spécial du Parc métropolitain de la Cartuja (Plan Especial del Parque Metropolitano de la Cartuja) : le trajet original du fleuve est partiellement recreusé vers le nord, permettant à la darse de longer le site de l'Expo, et ses rives sont réaménagées. Six nouveaux ponts sont construits sur la darse : les deux premiers sur la darse existante : le pont du Cinquième Centenaire, sur le trajet du périphérique SE-30 au sud de la ville, suffisamment haut pour permettre le trafic fluvial et le pont de las Delicias, pont basculant. Les quatre autres ponts sont construits au nord de la ville, à l'endroit où l'ancien lit du fleuve est recreusé : du sud au nord, ce sont le pont du Christ de l'Expiration, la passerelle de la Cartuja, le pont de la Barqueta et le pont de l'Alamillo.
En aval, la zone portuaire est adaptée et améliorée,.

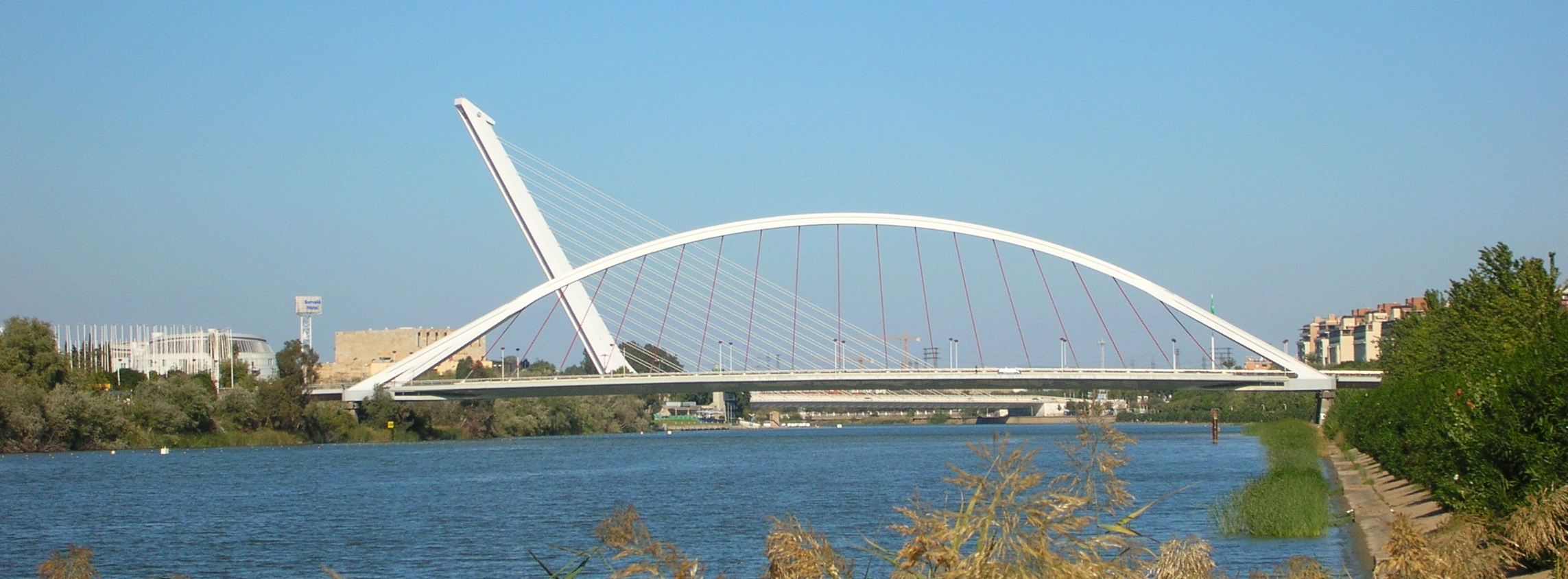
Deux des ponts sur la darse du Guadalquivir construits pour l'Expo : le pont de la Barqueta au 1er plan et, derrière lui, le pont de l'Alamillo.
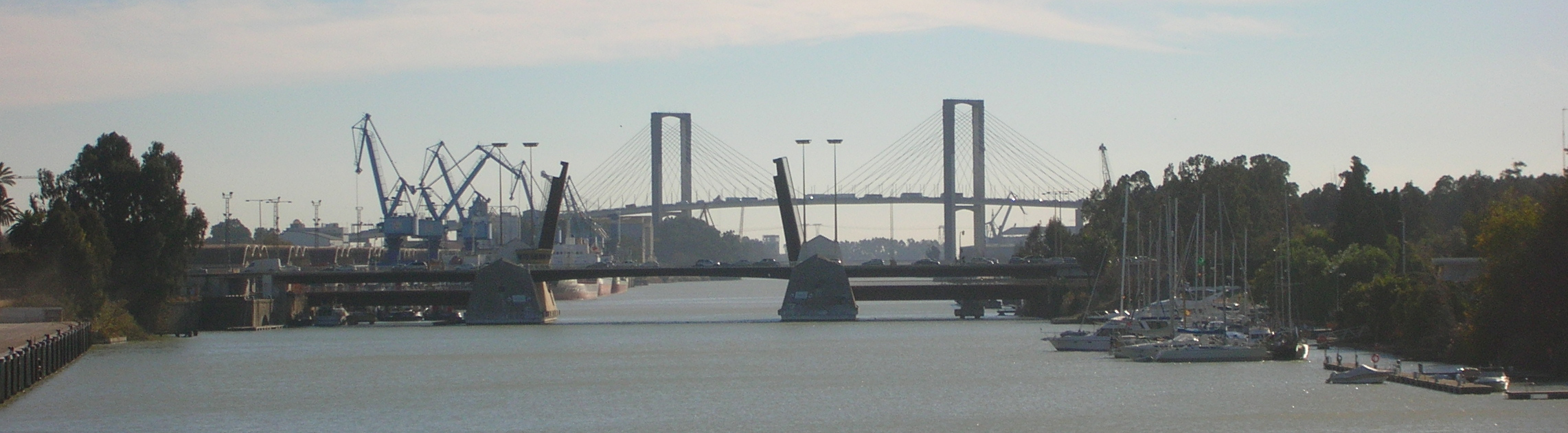
Le pont de las Delicias avec, au second plan, le port et, au fond, le pont du Cinquième Centenaire.
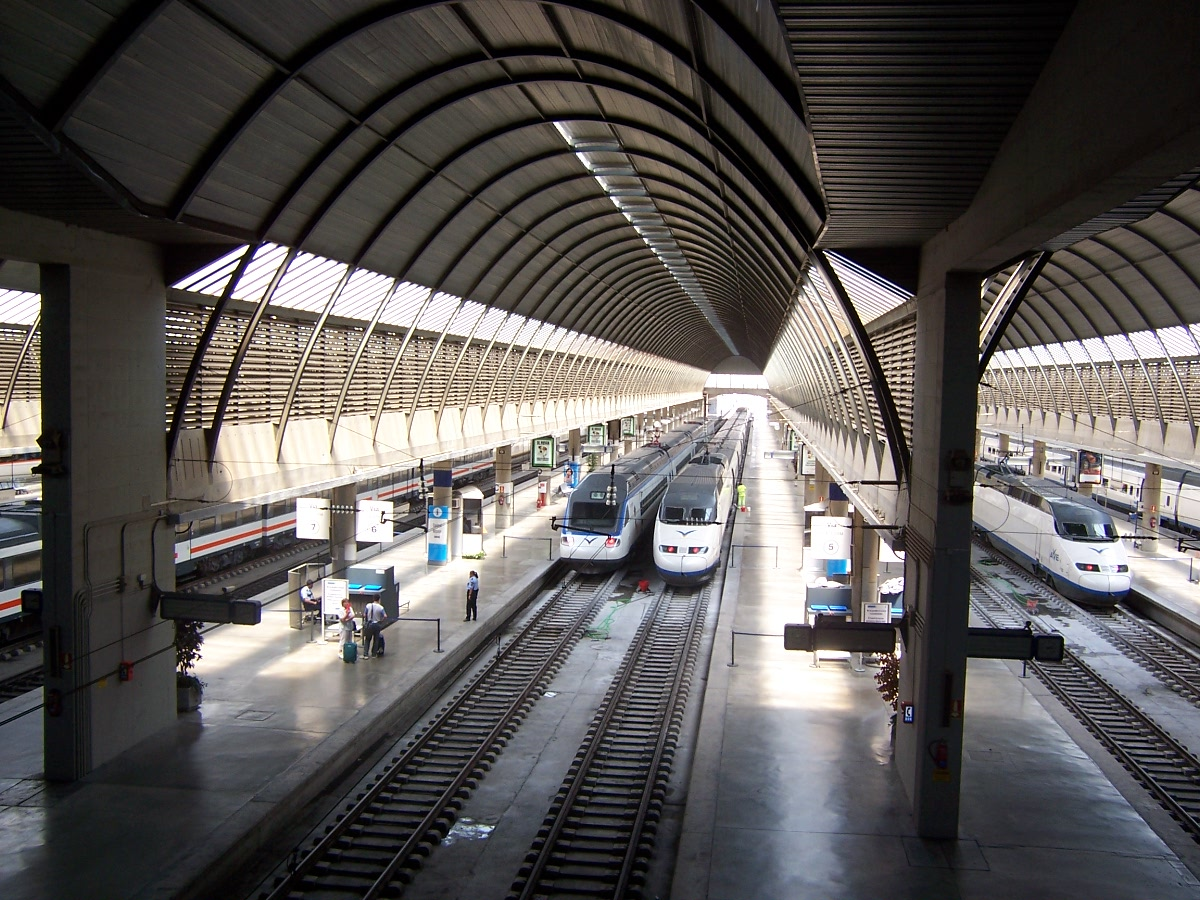
La gare de Séville-Santa Justa et ses AVE.
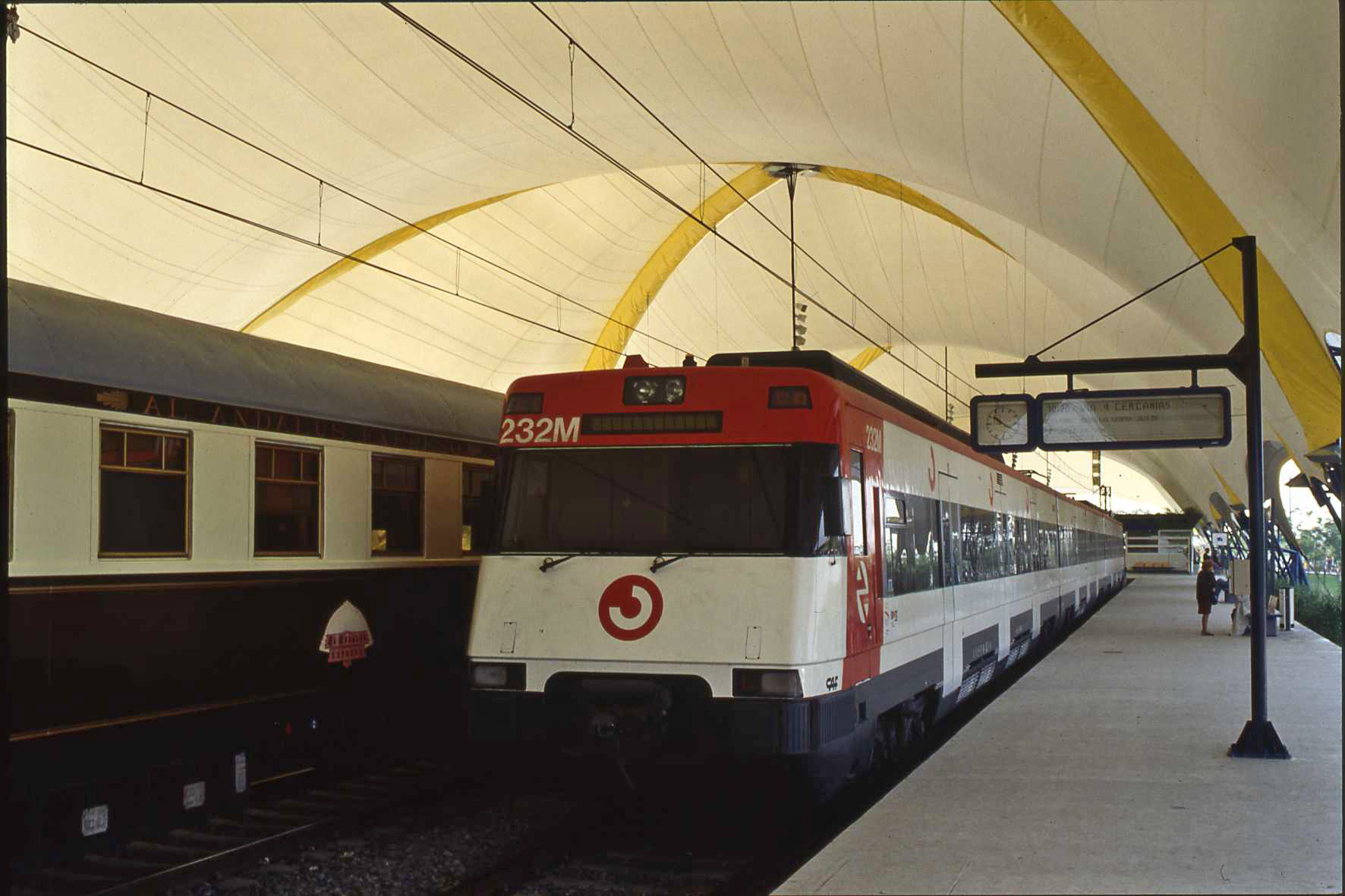
La gare temporaire de la RENFE sur le site de l'Expo.
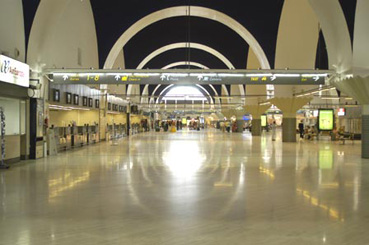
Le hall principal de l'aéroport de Séville-San Pablo.

### Construction et rénovation de bâtiments
Dès 1986, le gouvernement andalou décide de restaurer le monastère de Sainte Marie des Grottes. À cet effet est créé en 1989 le Conjunto Monumental de la Cartuja de Sevilla, dont la mission est de le protéger, de le convertir en centre culturel et de l'inclure ainsi dans le cadre de l'Exposition universelle. Même si une grande partie de son patrimoine a été perdu pendant son histoire mouvementée, le monastère récupère à cette occasion, pour un coût de cinq milliards de pesetas (30 millions d'euros), une partie de sa splendeur passée et ses jardins. Le monastère est restauré par José Manuel et Ricardo Sierra et la chapelle par Fernando Mendoza et Roberto Luna. De son côté, Guillermo Vázquez Consuegra planifie les travaux de la fabrique de faïence et de porcelaine Pickman (qui occupait le site entre 1838 et 1982) et de ses cheminées. Il est pendant l'Expo le siège du Pavillon Royal, lieu de réception des gouvernements et des chefs d'État étrangers.
Le projet de l'Expo prévoit de construire un opéra sur le site de l'île de la Cartuja. Le projet est abandonné en 1988 : il est proposé à la place de modifier le projet d'un Palais de la culture, et de le doter d'une scène susceptible d'accueillir les grandes formations symphoniques amenées à se produire à Séville durant l'Exposition. L'accord est signé en février 1989 et l'organisme gestionnaire des travaux de l'Exposition mène à bien les travaux. Le théâtre de la Maestranza est inauguré le 2 mai 1991 par la reine d'Espagne. Il est situé dans la vieille ville, dans le quartier de l'Arenal, au bord du canal.
Un palais des congrès et des expositions est construit, ainsi qu'un auditorium de marbre blanc dessiné par Eleuterio Población Knappe. L'auditorium possède une scène de 3 000 m2 et peut accueillir 4 750 spectateurs,.
Profitant de l'élan donné par la ville, plusieurs édifices administratifs sont construits pour l'Expo : Antonio Vázquez de Castro construit le World Trade Center, bâtiment creux de base carrée possédant en son centre un grand patio couvert d'une structure métallique pyramidale ; l'architecte navarrais Francisco Javier Sáenz de Oiza construit la tour Triana, terminée en 1993, édifice administratif de la Junta de Andalucía.
Séville et sa région doivent préparer l'augmentation de la demande en logements imposée par l'afflux d'employés, de touristes et d'officiels durant la manifestation. La ville de Séville ne dispose avant l'expo que de 12 000 lits. La Sociedad Estatal para la Exposicion Universal Seville 92 SA crée le Centre Officiel de Réservations et Logements (Centro Oficial de Reservas y Alojamientos - CORAL) pour gérer la question. La Ciudad Expo (Cité Expo), construite à Mairena del Aljarafe et qui propose 1 289 logements à 15 km du site, accueille la majorité des participants. En outre, par l'intermédiaire d'agences de voyages, de voyagistes, d'entreprises et d'organismes, des hôtels et des appartements touristiques sont créés, adaptés ou agrandis à Séville et jusqu'à Cordoue, Jerez de la Frontera et Chiclana de la Frontera : 16 nouveaux hôtels sont construits à Séville, notamment par des particuliers. L'entreprise Andalucía Ocio S.A. met à disposition 15 000 lits dans des logements privés de la ville. Des bateaux-hôtels (Barcos Hoteles) sont installés dans le port, proposant 2 300 chambres supplémentaires et un camping de 4 000 places est installé à proximité du site. En 1992, la ville offre au total 31 669 lits, ce qui correspond à une augmentation de plus de 160 %.

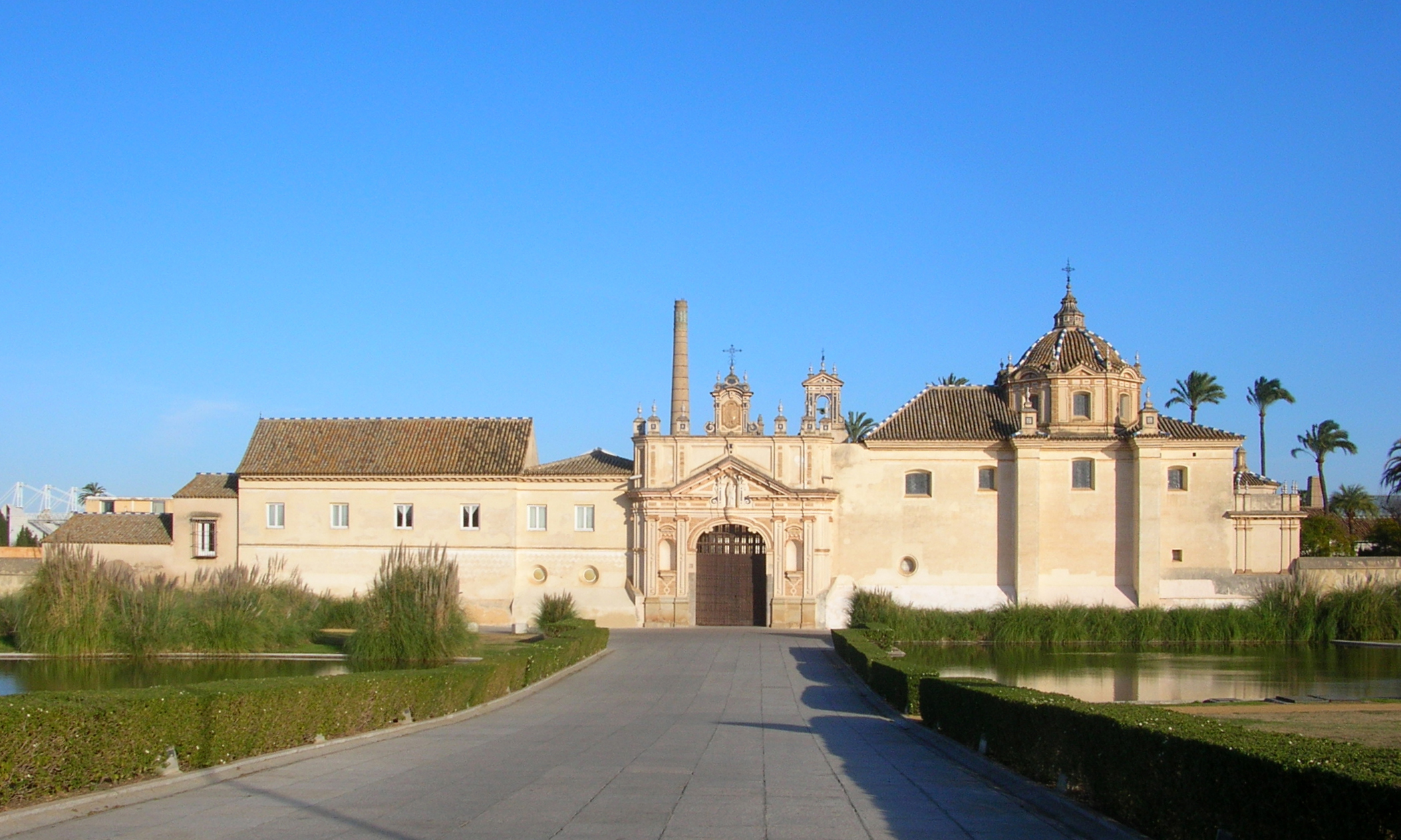
Le monastère de Sainte Marie des Grottes.
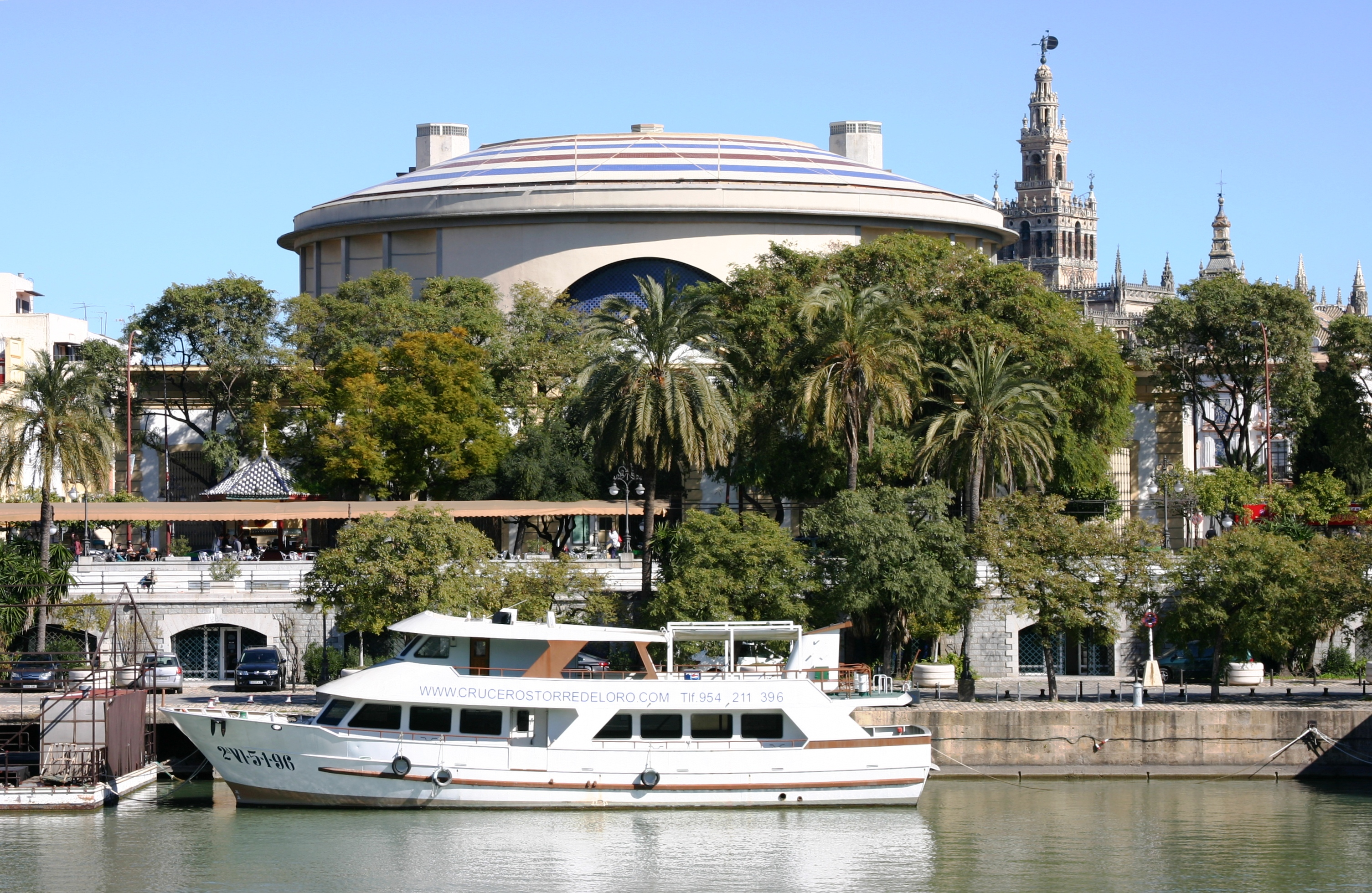
Le théâtre de la Maestranza.
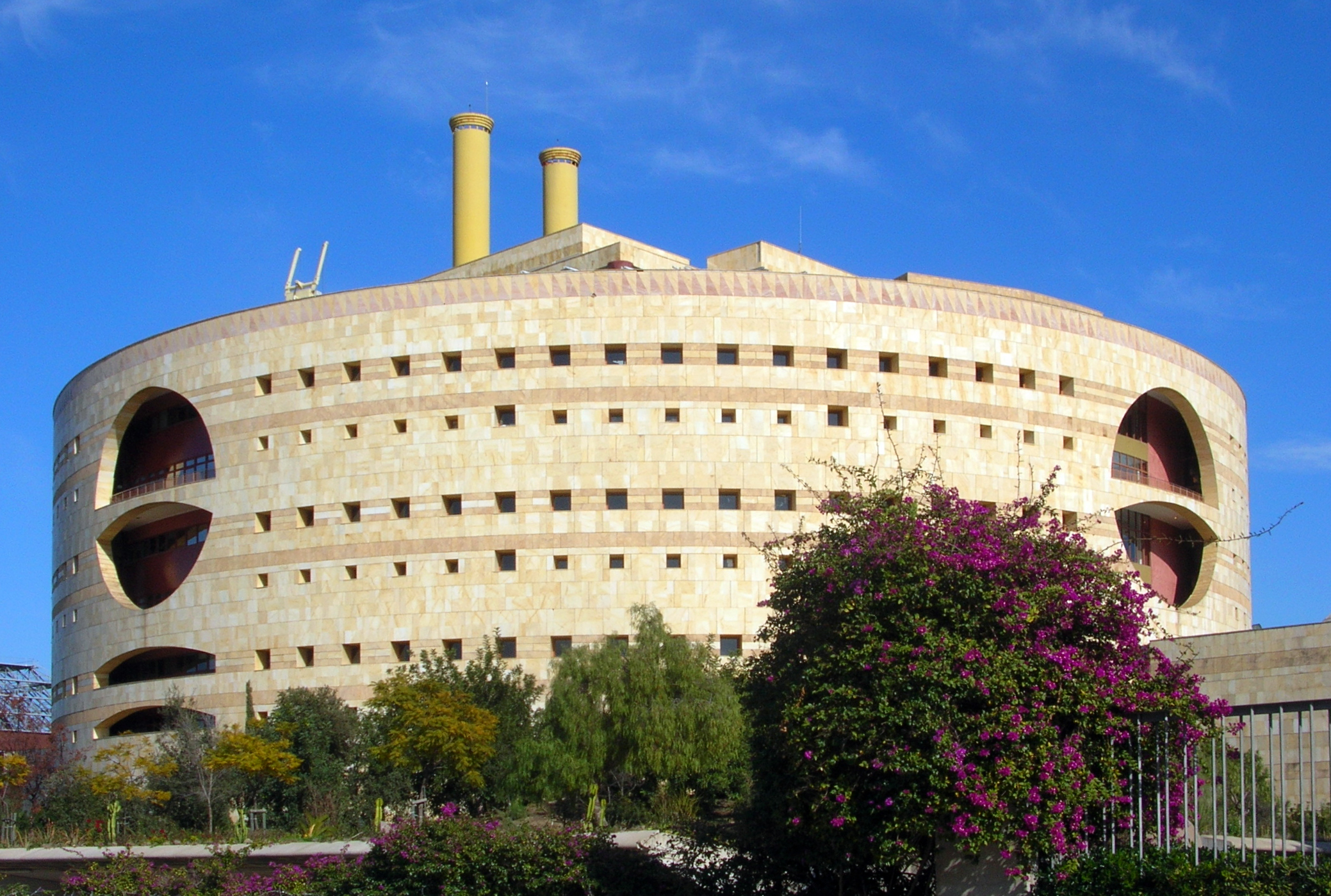
La Tour Triana.
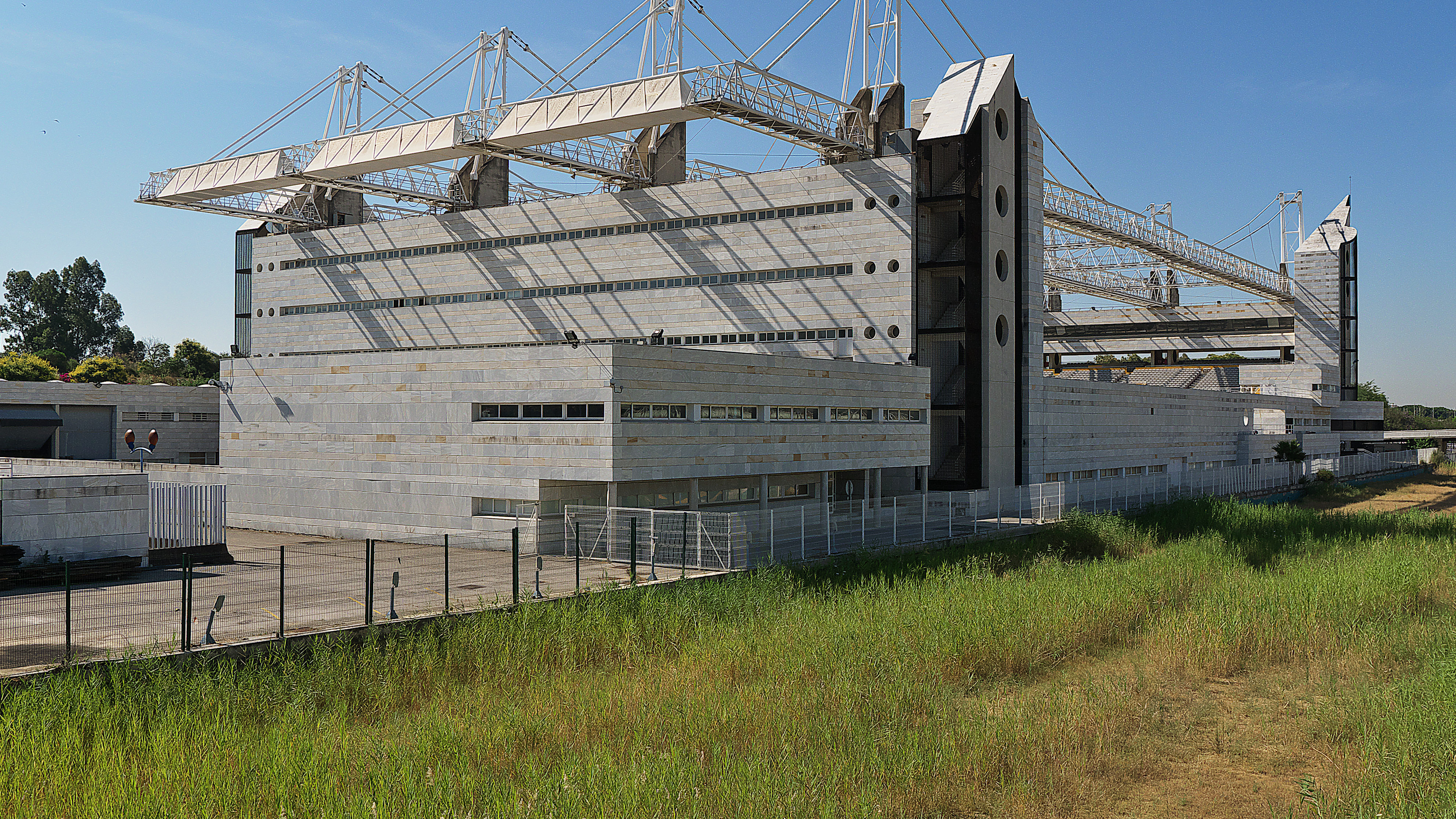
L'Auditorium.
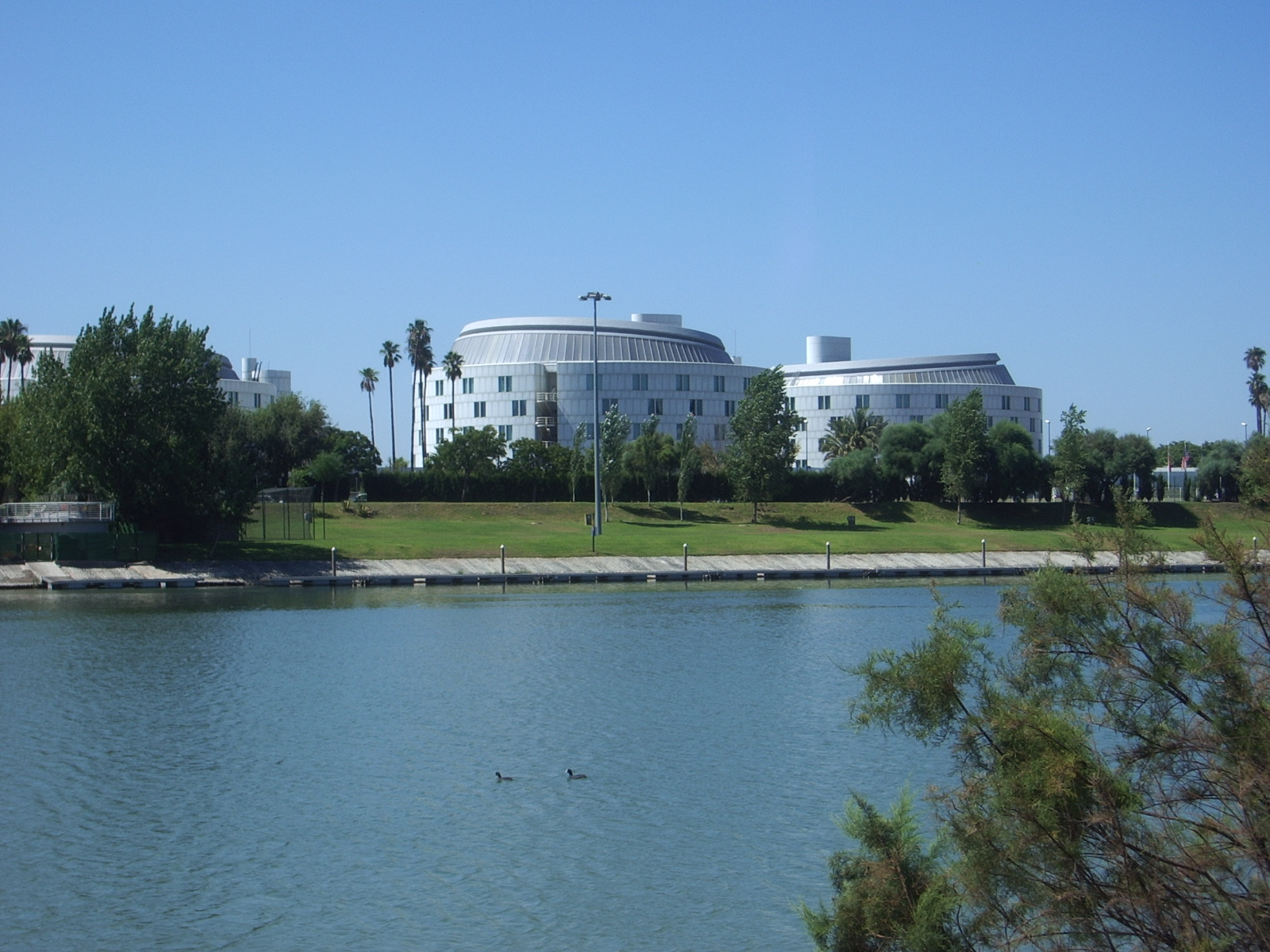
Les bâtiments du Barceló Gran Hotel Renacimiento***** construit pour l'Expo

### Contrôle de la chaleur sévillane

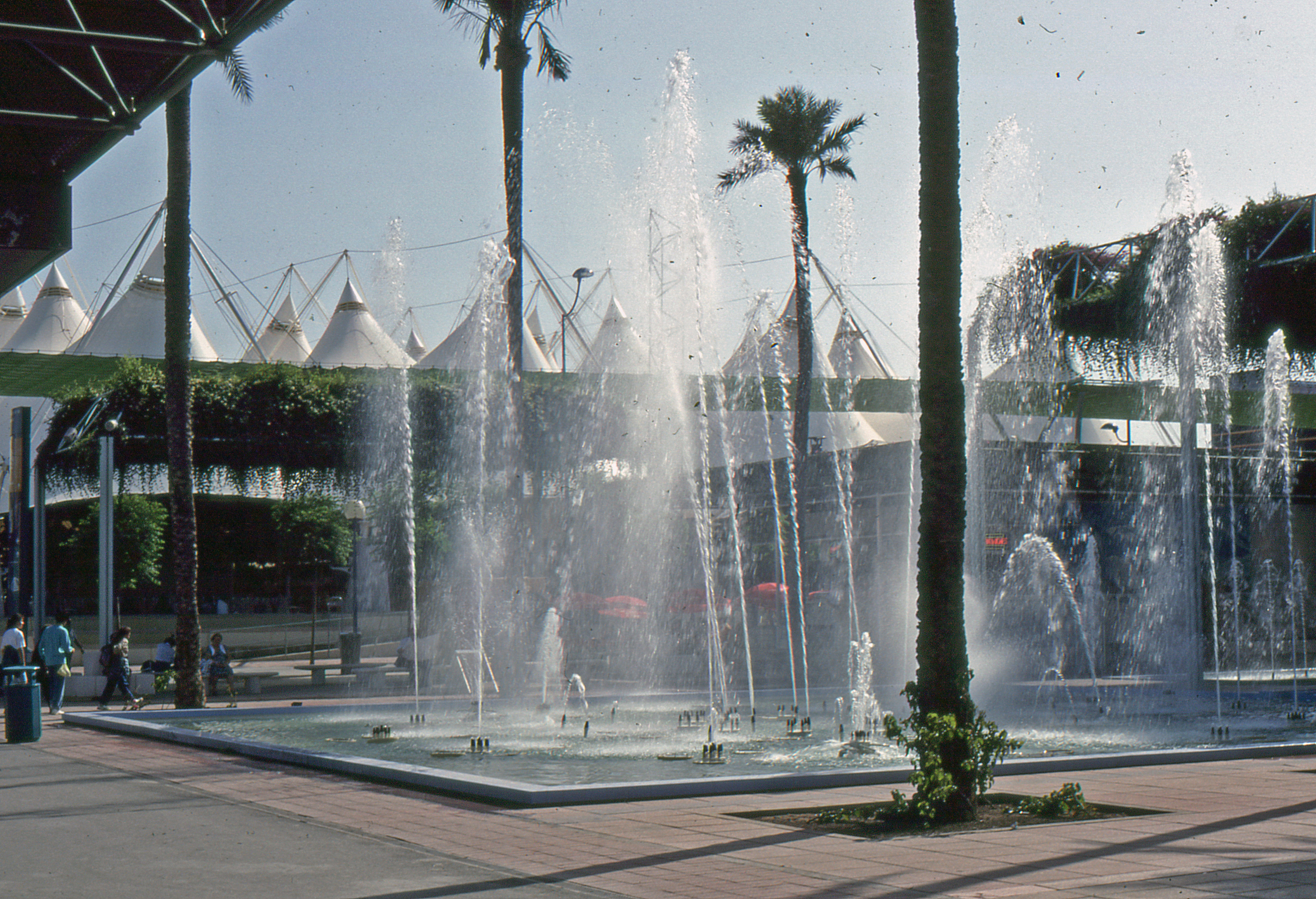
Une fontaine sur l'Avenue de l'Europe

Située dans le Sud de l'Espagne, non loin du continent africain, Séville bénéficie d'un climat surtout méditerranéen, tout en subissant des influences continentales.
Même si la température moyenne annuelle s'établit à 18,6 °C (minimales : +12 °C ; maximales : +25 °C), Séville connaît des étés particulièrement longs et torrides, avec des températures maximales moyennes atteignant ou dépassant les 25 °C de mai à octobre. Les pics de températures sont atteints entre juin et septembre, à une période où le mercure dépasse ou atteint constamment la barre des 30 °C, voire plus. Le record maximal est de 46,6 °C.
Pour combattre la chaleur estivale pendant l'Exposition, un accent particulier est mis sur l'eau, dont la présence est omniprésente. Un lac est créé et, comme vu plus haut, la darse du Guadalquivir est recreusée le long du site. Un plan de forestation est élaboré et près de 35 000 arbres et de 750 000 arbustes et autres plantes sont plantés, au sol ou sur des pergolas, représentant 1 480 variétés botaniques. De ces variétés, 505 proviennent de l'opération Raíces (Racines), à laquelle participent 21 pays ibéro-américains, et sont donc des plantes d'Amérique centrale où du Sud. Cette végétation, qui couvre 44 ha (dont 50 000 m2 de pergolas), associée aux 117 fontaines, aux canaux, aux aqueducs, aux chutes d'eau, aux nombreux brumisateurs et aux systèmes d'évaporation parsemés sur le site, crée un système de rafraîchissement de l'air, développé par le Département d'ingénierie de l'énergie et de la mécanique des fluides et par l'École technique supérieure d'Architecture de l'Université de Séville. Les ingénieurs parviennent à faire diminuer la température de 5 °C sur les avenues et de 10 °C sur l'espace public du Palenque, un espace couvert d'une structure textile de 9 000 m2, lieu de spectacles et de diverses cérémonies, dont l'architecte est José Miguel de la Prada Poole. Pour son système bioclimatique, l'Expo obtient du BIE la « médaille de l'innovation et de l'excellence technique ».
De plus, les architectes de nombreux pavillons mettent au point des systèmes pour combattre la chaleur : les Pays-Bas érigent un pavillon couvert d'une toile constamment humide qui, par un système appelé cooling-desierto, abaisse la température à l'intérieur de l'édifice. Les pavillons du Royaume-Uni, des Pays-Bas et des États-Unis utilisent des parois d'eau et ceux de Papouasie-Nouvelle-Guinée, de Nouvelle-Zélande, du Mexique et de Navarre possèdent des cascades. Le pavillon du Chili possède même un iceberg. En outre, les organisateurs recourent à des voiles, des tentures et des parasols géants pour créer de l'ombre. L'air de l'intérieur des télécabines permettant d'accéder au site depuis la vieille ville est conditionné par énergie solaire,,.

## Inauguration et clôture
La date du 20 avril 1992 est choisie pour l'ouverture de l'Exposition. Il s'agit de la date à laquelle, en 1493, Christophe Colomb se présente devant les rois d'Espagne Ferdinand et Isabelle au retour de son premier voyage.
L'Expo 92 est inaugurée par le roi Juan Carlos devant les 200 000 visiteurs autorisés à accéder au site lors de ce premier jour (titulaires d'un abonnement de saison et invités) et en présence, notamment, du président du gouvernement espagnol Felipe González. La cérémonie officielle se termine par un lâcher de cent quarante ballons géants aux couleurs des pays participants et par l'envol de centaines de colombes. Trente-huit clochers de Séville sonnent de concert avant de laisser la place à des feux d'artifice. Le premier pavillon national à être inauguré est celui de l'Espagne. Puis vient le tour des autres pavillons : les présidents des communautés autonomes inaugurent chacun leur pavillon, le chef de la tribu des Cheyennes celui des États-Unis et le président de Sony (en tant que commissaire du pavillon) celui du Japon. À 21 heures, le pavillon de l'entreprise de télécommunications Retevisión commence à retransmettre Sevilla, Sevilla, un programme diffusé par 64 télévisions dans le monde pendant toute la durée de l'Expo. L'émission est présentée par Carmen Maura et Antonio Banderas,.
L'Exposition est clôturée le 12 octobre 1992, jour de la fête nationale espagnole. Il s'agit de la date à laquelle, en 1492, les terres américaines sont aperçues pour la première fois par un des hommes de Colomb, Rodrigo de Triana. La cérémonie de clôture a lieu en présence de la Famille royale d'Espagne. Après plusieurs discours, un spectacle son et lumière est présenté autour du lac d'Espagne, se terminant par les lettres Cartuja 93 apparaissant au laser dans le ciel, annonçant la mise en route du projet de parc technologique qui doit prendre la place de l'Exposition sur le site de la Cartuja.

## Tarifs et affluence
Les tarifs pratiqués pour l'entrée sont de 4 000 pesetas (24 €) pour 1 jour, de 1 000 pesetas (6 €) pour une entrée nocturne, de 10 000 pesetas (60 €) pour un abonnement de trois jours et de 30 000 pesetas (180 €) pour entrer librement pendant toute la durée de l'Expo. Pour des raisons économiques, les organisateurs arrêtent la vente de cet abonnement de saison une fois les 110 000 unités atteintes, ce qui crée une grande polémique et l'irritation de ceux qui ne peuvent l'obtenir,,.
Avant l'ouverture de l'Exposition, les organisateurs tablent sur 33 à 36 millions d'entrées, mais ce chiffre est dépassé : près de 42 millions d'entrées (41 814 571) sont effectivement enregistrées. Le nombre de visiteurs différents atteint lui 18,5 millions, dont 66,5 % d'Espagnols. Les Andalous représentent 19,9 % des visiteurs. Même si les Sévillans ne représentent que 5,5 % des visiteurs, nombre d'entre eux visitent régulièrement l'Expo : un détenteur d'un abonnement de saison fréquente en moyenne l'Exposition 60 fois et les Sévillans représentent 43,5 % des entrées. Les autres visiteurs proviennent pour 23,4 % des pays voisins (Allemagne, Grande-Bretagne, France, Italie, Portugal, Benelux et Suisse), pour 7,2 % du reste de l'Europe et d'Amérique du Nord et pour 2,9 % du reste du monde. L'affluence maximale est enregistrée le 3 octobre 1992, avec 629 845 visiteurs,,,.

## Pavillons nationaux
Cent neuf pays participent à l'Expo : 30 pays européens, 33 américains, 7 océaniens, 19 asiatiques et 20 africains,. Les pays possèdent leur propre pavillon ou occupent un espace dans un édifice commun à plusieurs nations.

### Europe

#### Communauté Européenne: l'avenue de l'Europe

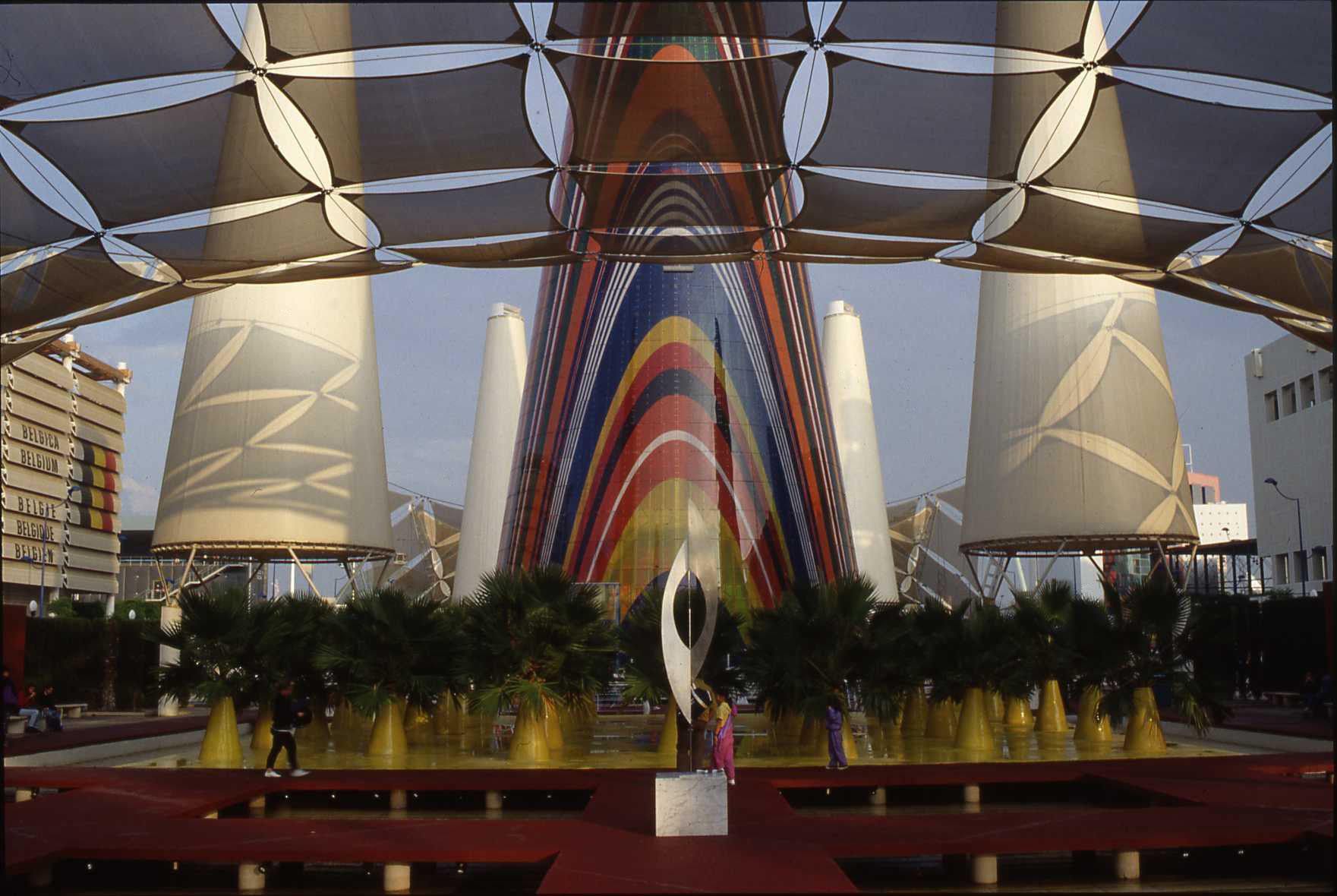
L’avenue de l’Europe de l’Expo'92 avec la place Jaune et le pavillon de la Communauté Européenne. On voit en outre le pavillon belge à gauche et le pavillon italien à droite.

Du pavillon de l'Espagne part vers l'ouest l'avenue de l'Europe, avec ses douze tours bioclimatiques représentant les pays membres de la Communauté européenne. Le projet est signé par les architectes français Jean-Marie Hennin et Nicolas Normier et par l'architecte allemand Georg Lippsmeier. Chaque tour, imaginée par les Français, de structure métallique et recouverte de tissu blanc, mesure 30 m, possède 36 brumisateurs d'eau et, par un système d'évaporation, contribue à la baisse des températures sur l'avenue. L'avenue est parcourue par un cours d'eau et les tours délimitent quatre places : la place Blanche, la plus orientale, qui représente la lumière et le soleil, est plantée d'orangers et possède un bassin de marbre ; la place Verte est plantée de palmiers Phoenix et la place Jaune de palmiers du genre Washingtonia et la place Bleue accueille des sculptures consacrées au vent. Chaque place est protégée du soleil par un toit parasol constitué d'un réseau de câbles soutenant des carrés de tissu perforé. Au milieu de l'avenue, sur une parcelle de 2 500 m2, est érigé un grand cône peint aux couleurs des drapeaux des douze pays : le pavillon de la Communauté Européenne, créé par Karsten K. Krebs. Les pavillons des douze pays de l'Union se trouvent au bord de l'avenue de l'Europe,.

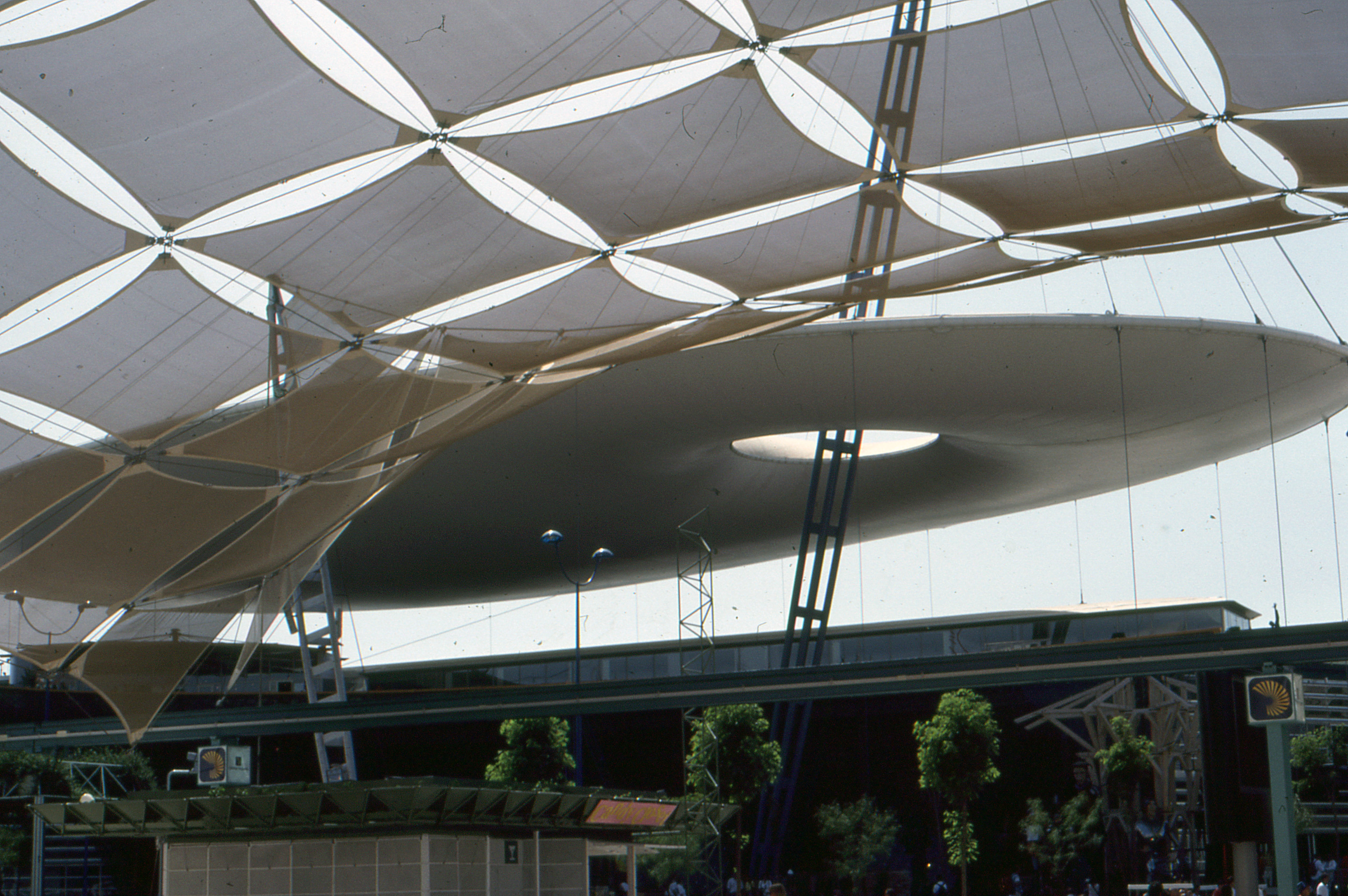
La structure elliptique qui sert de toit au pavillon allemand.

Le pavillon de l'Allemagne est situé sur l'avenue des Acacias, à l'extrémité sud de l'avenue de l'Europe. Conçu pour être éphémère, il s'agit d'un édifice transparent surmonté d'une grande structure elliptique suspendue à un mât qui la traverse. Cette structure, composée d'un anneau métallique recouvert de polyester et de PVC, permet à la cour intérieure du pavillon de rester à l'ombre. L'Allemagne unie depuis deux ans présente le projet élaboré par Georg Lippsmeier pour la RFA. Celui de la RDA n'est pas utilisé,.
Le pavillon de la Belgique, un cube noir entouré de stores blancs permettant de voir partiellement à l'intérieur, est l'œuvre de Thomaes, Driesen et Meersman. Il présente une exposition sur l'architecte Victor Horta, spécialiste de l'Art nouveau. Il expose des œuvres et des documents en référence à la bande dessinée belge, notamment à Tintin et aux Schtroumpfs, et propose diverses activités. Le pavillon abrite également des tableaux de Rubens, James Ensor et Magritte. On accède au pavillon par une évocation de l'Atomium, symbole de l'Exposition universelle de 1958 de Bruxelles,,.
Le pavillon du Danemark se trouve à l'extrémité occidentale de l'avenue de l'Europe. Construit par Jan Søndergaard de KHR Arkitekter, il est formé d'un édifice très fin de 24 m de haut sur lequel s'appuie une structure autoportante en fibre de verre représentant trois voiles. Il présente une projection de diapositives sur le pays,.
Le pavillon de l'Espagne, imaginé par l'architecte Julio Cano Lasso, est un ensemble de bâtiments blancs reliés par des patios, des porches et des portiques. La pièce la plus significative est la grande salle de réception, un cube blanc de 30 m de côté qui s'ouvre sur le lac. Le pavillon se trouve au début de l'avenue de l'Europe. On y rencontre des œuvres d'art comme La maja desnuda de Francisco de Goya, El caballero de la mano en el pecho d'El Greco, Pesca nocturna en Antibes de Picasso et d'autres de Dalí, Miró, Murillo, etc. Un cinéma Movimax projetant des images de l'Espagne vue du ciel s'y trouve également, ainsi qu'une exposition retraçant l'histoire du pays, sa culture, son présent et son futur,,.

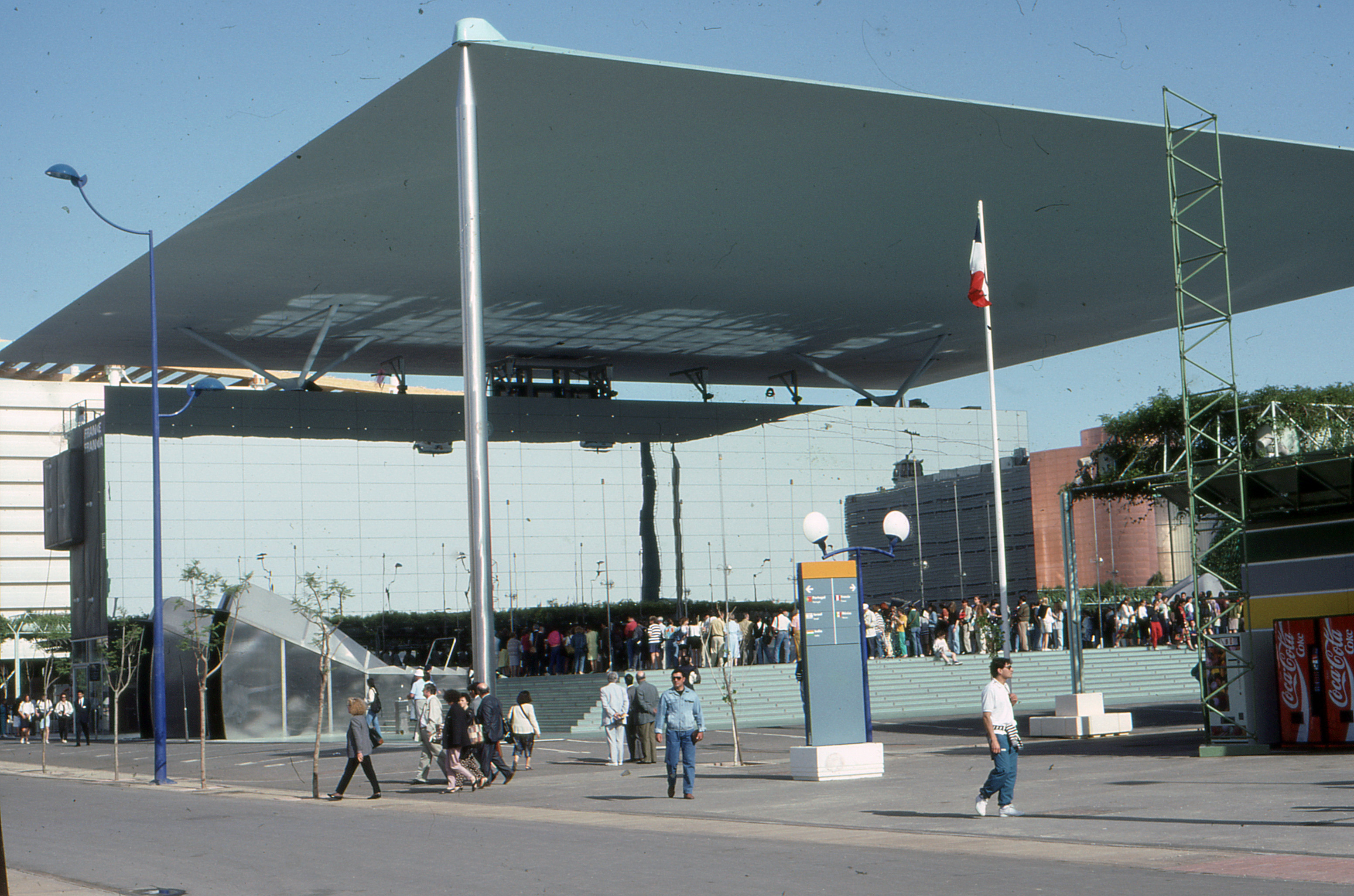
Le pavillon français

Le pavillon de la France, dessiné par Jean-Paul Viguier (avec Jean-François Jodry et François Seigneur), est recouvert de miroirs. Il abrite une exposition centrée sur le livre présentant les perles de la littérature européenne, imaginée par Jacques Attali à la demande de François Mitterrand, et propose en outre des films en format IMAX. Il offre un accès direct, par informatique, à la nouvelle Bibliothèque nationale de France, qui sera inaugurée en 1995,,.
La Grèce, dans un pavillon créé par Mariano Vilallonga et Luis Leirado Campo, présente quelques pièces de grande valeur des points de vue artistique et historique, comme un buste d'Alexandre le Grand et le disque de Phaistos,,.
L'Irlande présente dans son pavillon (construit par James O'Connor) un pub typique et commémore la vie de Saint Brendan de Clonfert, moine qui aurait peut-être, selon la légende, découvert l'Amérique vers l'an 544. On y trouve également un hommage à l'écrivain James Joyce,.
En 1989, l'Italie nomme Luigi Turchi commissaire pour l'Expo de Séville et lui donne les pleins pouvoirs. Turchi a été responsable auparavant, pour l'Italie, de plusieurs Expositions internationales, comme celles de Tsukuba (1985), de Vancouver (1986) et de Brisbane (1988). Il a la tâche délicate de surmonter les relations difficiles entre Séville et les organisateurs de l'Exposition spécialisée de Gênes, dédiée à Christophe Colomb, qui a lieu la même année. Le pavillon est imaginé par les architectes Gae Aulenti et Pierluigi Spadolini et créé par Italsad. Les Italiens y montrent une grande sphère représentant le monde tel qu'il était imaginé par Ptolémée avec, autour de lui, un sol tournant. On y trouve également l'Atlas Farnèse, des modèles de voitures Fiat et Alfa Romeo, la première horloge astronomique d'Occident, des documents de valeur comme une carte d'Amerigo Vespucci datée de 1504, ainsi que diverses expositions sur les progrès scientifiques en relation avec le corps humain (comme la résonance magnétique nucléaire), sur les communications et sur l'astrologie. Le pavillon présente en outre des hommages à des inventeurs et des scientifiques italiens comme Guglielmo Marconi et expose des œuvres d'art parmi lesquelles on trouve des tableaux de Botticelli et d'Annibale Carracci et une fresque de Piero della Francesca,,,,.
Le Luxembourg présente un pavillon créé par Bohdan Paczowski (pl), Paul Fritsch et associés et dont l'espace intérieur, imaginé par le dessinateur de bande dessinée et scénographe belge François Schuiten, est constitué de chemins lumineux menant à une grande sphère située en son milieu,,.
La participation des Pays-Bas à l'Expo est coordonnée par une fondation, dont le président est le Prince Claus. Parmi les autres membres de la fondation, on trouve le Premier ministre, le Ministre d'État et les ambassadeurs des Pays-Bas en Espagne et d'Espagne aux Pays-Bas. Le pavillon, dessiné par Moshe Zwartz, Fred Temme et Rein Jansha, est un grand cube couvert d'une toile constamment humide qui, par un système appelé cooling-desierto, parvient à abaisser la température à l'intérieur de l'édifice. Le bâtiment vaporisant de l'eau continuellement, une hôtesse protège à l'entrée les visiteurs avec un parapluie. L'intérieur est une grande galerie d'art jonchée de parterres de fleurs imaginés par Johan Licher, fleuriste du roi Fahd et du Vatican. Le visiteur parcourt le pavillon par des tunnels. On y trouve l'exposition de photos World Press Photo 1992 et des œuvres, notamment, de van Gogh et Rembrandt,,.
Le Portugal, entre la fin du XVe siècle et le début du XVIe siècle, joue un rôle prédominant dans le commerce entre l'Europe et l'Asie et l'Amérique. Vasco de Gama découvre la route des Indes en 1498, Pedro Álvares Cabral découvre le Brésil en 1500, Francisco de Almeida devient le premier vice-roi des Indes et l'amiral Afonso de Albuquerque contrôle les voies commerciales de l'océan Indien et du golfe Persique pour le Portugal. Tout cela contribue à la construction de l'empire colonial portugais et fait du Portugal un des pays les plus riches et puissants de l'époque. Le pays tient donc une place importante dans l'Expo. Le pavillon du Portugal possède cinq étages. Il est construit par l'architecte et expert en beaux-arts Manuel Graça Dias et par Egas José Vieira. Il possède en son sommet des lettres sculptées formant le mot Portugal. On entre dans l'édifice par une tour, appelée périscope baroque, qui sert à capter la lumière du soleil pour la projeter à l'intérieur. On trouve dans le pavillon, entre autres, des œuvres d'art antique, des objets de l'époque précolombienne et les deux dernières pages du traité de Tordesillas, datant de 1494 et établissant le partage du Nouveau Monde entre les deux puissances coloniales émergentes, l'Espagne et le Portugal. Le pays organise durant l'Expo une représentation, avec des éléphants, des singes et des oiseaux exotiques, retraçant le défilé du roi Manuel Ier de Portugal devant le pape. Le Portugal est le premier pays à officiellement annoncer sa présence à l'Expo,.
Le pavillon du Royaume-Uni, œuvre de l'architecte Nicholas Grimshaw, est en acier et en aluminium. Il possède à l'est une paroi de verre suspendue de 18 m sur laquelle, sur ses deux faces, s'écoule de l'eau jusqu'à un bassin longeant le bâtiment, ce qui contribue à contrôler la chaleur à l'intérieur. Les pompes à eau sont alimentées par des panneaux solaires. Ces derniers sont installés sur le toit, fixés sur des volets à lamelles qui permettent en outre de rafraîchir l'ensemble. La façade ouest est constituée de conteneurs superposés remplis d'eau absorbant la chaleur extérieure. Les façades nord et sud sont formées de panneaux de toiles tendus sur des mâts. Ces différentes techniques permettent d'abaisser la température intérieure de 10 °C au plus chaud de la journée,. Le pays y présente La Grande-Bretagne communiquant avec le reste du monde, un spectacle dans lequel un mime montre, avec des effets laser et des grands écrans, la position dominante de Londres comme centre financier, l'usage généralisé de la langue anglaise dans le monde et le prestige de la BBC et de ses services d'information,.

#### Autres pays européens: l'avenue des Palmiers et la sphère bioclimatique

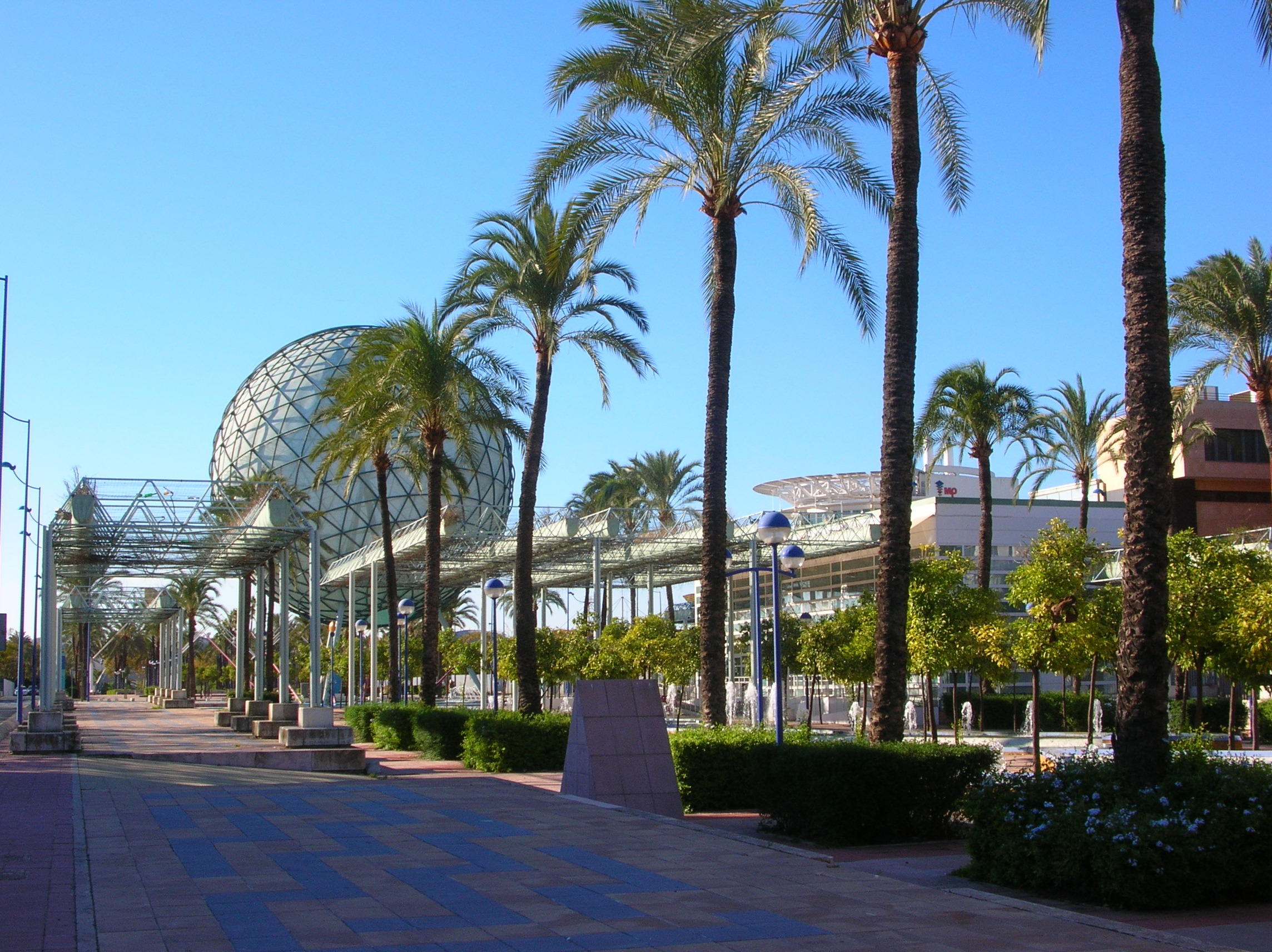
L'avenida de las Palmeras de l’Expo'92 et la Sphère bioclimatique, photographiées en 2007

La plupart des autres pays européens se trouvent le long de l'avenue des Palmiers (avenida de las Palmeras). Elle forme l'axe est-ouest du site, entre la gare de l'expo et la porte d'El Aljarafe à l'ouest et la porte de la Barqueta à l'est. Sur l'avenue se trouve une grande sphère bioclimatique. D'un diamètre de 22 m, elle est maintenue à 6 m du sol par trois piliers métalliques et diffuse de la vapeur d'eau. Par l'effet du vent d'est, un système informatique permet de réguler la température des alentours. On trouve sur l'avenue des jardins et des zones de repos. Des voiles donnent de l'ombre. Trois pavillons européens, ceux de Monaco, de la Roumanie et de la Yougoslavie, se trouvent sur l'avenue 4 et le pavillon de la Pologne et de la Bulgarie se trouve sur l'avenue 5.
Le pavillon de l'Autriche, construit par Volker Giencke, est un édifice transparent à deux versants, recouvert de deux couches de verre. Le toit est protégé par un héliostat composé de multiples lamelles d'aluminium permettant non seulement de contrecarrer les hautes températures estivales, mais également, par les effets optiques produits, de souligner les différentes zones d'activité du pavillon. Sur les surfaces vitrées s'écoule de l'eau qui permet de rafraîchir l'édifice. À l'entrée se trouve une sculpture sonore formée de barres flexibles connectées à un ordinateur qui, bougées par les visiteurs, génèrent des sons. Le pavillon abrite un piano Bösendorfer modifié, jouant seul la Valse minute de Frédéric Chopin,.
La Bulgarie a son pavillon dans un édifice également occupé par la Pologne, créé par Fernando Mendoza Castells. Elle y présente des icônes, l'Or de Varna (des bijoux datant de 4600 av. J.-C. découverts dans la nécropole de Varna) et une explication de l'alphabet cyrillique, utilisé en Europe de l'Est depuis le IXe siècle,.
Le pavillon de Chypre est créé par Cristos Theodorou.
Après la dislocation de l'URSS en 1991, son pavillon devient celui de la Russie. Des autres nouveaux pays de l'ex-URSS, seules l'Estonie, la Lettonie et la Lituanie sont présentes à Séville. Le pavillon commun des pays baltes est financé par l'Expo et dessiné par Sandro Lomoro. Chacune des nations y expose quelques œuvres d'art, des cartes montrant leurs anciennes frontières et des images des pays. La Lituanie expose en outre de l'ambre et un pianiste lituanien joue des pièces musicales du pays,.
Le pavillon finlandais, dessiné par une équipe d'étudiants en architecture (Jääskeläinen, Sanaksenaho, Rouhiainen, Kaakko et Tirkkonen), est formé de deux bâtiments liés : un édifice de verre et d'acier, nommé la Machine, et un autre en pin, appelé la Quille, bâti selon les modes de construction traditionnels des navires en bois. L'espace intermédiaire entre les deux bâtiments, qui sert d'entrée, est un passage de 35 m de long sur 15 m de haut et seulement 2 m de large. Cet espace ouvert, qui donne son nom de « Gorge de l'enfer » (Helvetinkolu) au pavillon, provient d'un lieu vénéré de Finlande où le sol s'est fracturé à la suite de mouvements telluriques. Le pavillon finlandais abrite des œuvres d'art et des objets courants au design finlandais : skis, perceuses, jouets, vaisselle, hameçons, casques de chantier, etc. La Finlande organise en plein juillet une course de ski de fond opposant des concurrents de neuf pays pour promouvoir la candidature du pays pour les Jeux olympiques d'hiver,.

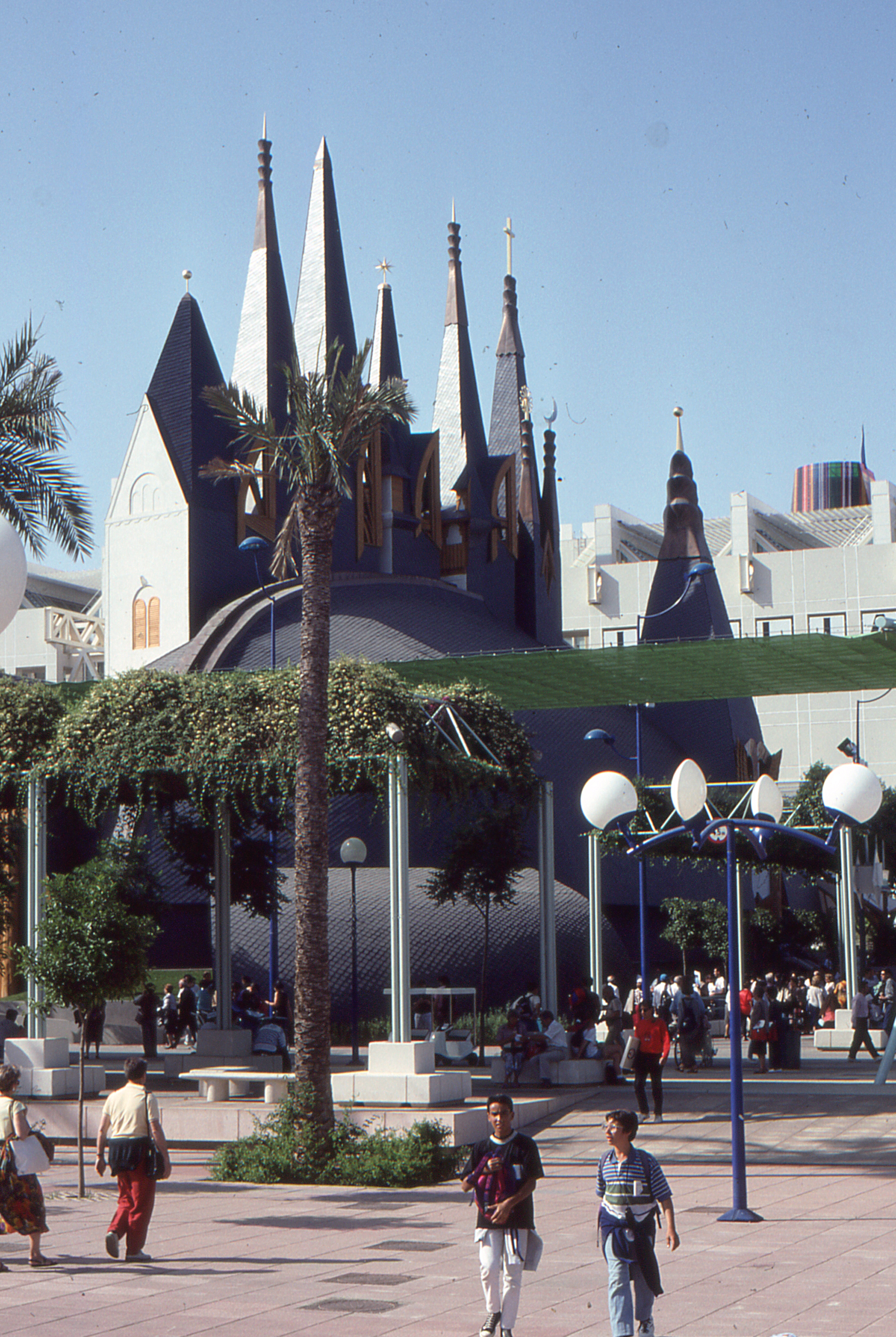
Le pavillon hongrois.

Le pavillon hongrois, créé par l'architecte Imre Makovecz, est la réplique d'une église rurale du pays. Hormis les fondations en béton, il est entièrement construit en verre et en bois et possède sept tours et clochers. Il abrite un chêne mort écorcé dont les racines sont visibles à travers un sol transparent,,.
Le pavillon de Monaco est créé par Fabrice Notari.
La parcelle du pavillon de la Norvège, créé par Pål Henry Engh, est entièrement occupée par un bassin situé à un mètre au-dessus du sol. Une tour, appelée cathédrale de glace, en aluminium, agrémentée de mâts, de voiles et d'espars évoquant les traditions marines du pays, émerge du bassin. Ses murs intérieurs sont recouverts de glace. Le visiteur parcourt en outre un long tube de béton montrant, par un procédé audiovisuel, les relations entre le pays et l'eau,,.
Centré sur le thème « Solidarité globale », le pavillon de la Pologne, sur une proposition de Lech Wałęsa, expose les projets d'une centaine d'artistes du monde entier pour la création d'un drapeau de la Terre. Le pays partage avec la Bulgarie un bâtiment créé par Fernando Mendoza Castells.
La Roumanie présente dans son pavillon (dessiné par Alberto Cababié Martin) des œuvres d'art, comme la sculpture Rugaciunea (la Prière) de Constantin Brâncuși,.
Le pavillon de la Russie était destiné au départ à être celui de l'URSS. Après la dislocation de l'URSS en 1991, le pavillon devient celui de la Russie. Des autres nouvelles nations indépendantes, seuls les pays baltes sont également finalement présents à l'Expo. Le responsable du pavillon russe est Nikolai Filippov, ancien conseiller principal de la Chambre du commerce de l'URSS. L'édifice est dessiné par les architectes lettons Yuris Poga et Aigars Sparans et par le peintre et designer Ivars Mailikis. Son style est basé sur les traditions de l'architecture avant-gardiste russe du début du XXe siècle. Parmi 160 projets venant de toute l'ex-URSS, les autorités russes choisissent de présenter « L'Échelle du Savoir », un hommage aux connaissances humaines qui prend comme point de départ les réformes idéologiques de la perestroïka. L'exposition est divisée en trois sections : « L'homme découvre la Terre », « L'homme découvre le Cosmos » et « L'homme se découvre lui-même ». On y trouve le premier sous-marin métallique, datant de 1836, le premier récepteur de radio à transmission sans fil, datant de 1895, un modèle de la première fusée spatiale de 1921, le rayon laser (rendu possible, notamment, par les recherches de Prokhorov et Bassov), un véhicule d'exploration scientifique de Mars, une copie de la sonde automatique Luna 3, etc,.
Le pavillon de la Suède a été imaginé par Stefan Alenius, Magnus Silfverhielm et Jonas Ahlund. Surmonté d'une terrasse panoramique, il abrite une exposition sur les inventions suédoises : le réfrigérateur, la clé anglaise, le design de la bouteille de Coca-Cola, Tetra Pak, le pacemaker, etc. En l'honneur d'Alfred Nobel, inventeur de la dynamite, une explosion retentit toutes les trois minutes, projetant des pièces commémoratives. On y montre en outre le kalusträsk, le plus vieux ski du monde, provenant d'un musée d'Umeå,.
La Suisse comptait construire pour l'Expo un bâtiment de glace de 30 m de haut nommé Swice (jeu de mots formé à partir de Swiss et de ice, mot anglais pour glace). Techniquement réalisable, le projet de Vincent Mangeat avait le défaut majeur de consommer énormément d'énergie. Un pavillon plus écologique est finalement construit par Wirth Architekten AG : une tour en carton recyclable. On y retrouve six cors des Alpes en fibre de verre de 3,5 m de long et des œuvres d'art de différents artistes, comme des photos de Balthasar Burkhard et des sculptures de Bernhard Luginbühl (Emmental I et II),,.
La Tchécoslovaquie présente, dans un pavillon créé par Martin Nemec et Jan Stempel, un spectacle son et lumière rapidement considéré comme trop avant-gardiste et difficilement compréhensible. Le Parlement tchécoslovaque tente même de modifier la présentation. Le pays offre à la Basilique de la Macarena une copie de l'Enfant Jésus de Prague. En juin, lorsque se précise la séparation de la Tchéquie et de la Slovaquie, le restaurant Slovaquia, situé en face du pavillon, prend pour les Slovaques une nouvelle dimension,.
Le pavillon du Vatican, dessiné par Miguel de Oriol e Ibarra, dessine des arcs d'acier et de verre opaque qui, associés aux toits en voûtes, rappellent les édifices religieux catholiques. La participation du Saint Siège à l'Expo est organisée par un comité présidé par Mgr Tagliaferi. Le pavillon présente des œuvres d'art comme La Mise au tombeau du Caravage, L'Arrestation du Christ de Goya, La Mise au tombeau de Jean de Joigny et le Discobole de Myron. Il expose de plus des documents anciens, des sceaux, des pièces de monnaie, des textes religieux écrits en aymara, en quechua, en muisca ou en zapotèque et montre des films sur l'évangélisation en Amérique,,,.
Le pavillon que David Misa imagine pour la Yougoslavie abrite des œuvres d'art historiques du pays. À la suite de la déclaration d'indépendance de la Slovénie et de la Croatie en juin 1991, la Yougoslavie est forcée par le Collège des Commissaires, au début de l'Expo, à renoncer à son drapeau. Le pavillon se transforme en un « lieu de rencontre entre les pays des Balkans », selon la décision du Collège, où sont récoltés de la nourriture et des vêtements pour les pays en guerre et des signatures pour la paix. Le pavillon expose notamment une sculpture d'Ivan Meštrović. L'Albanie ne participe pas à l'événement,,.

### Amérique du Nord

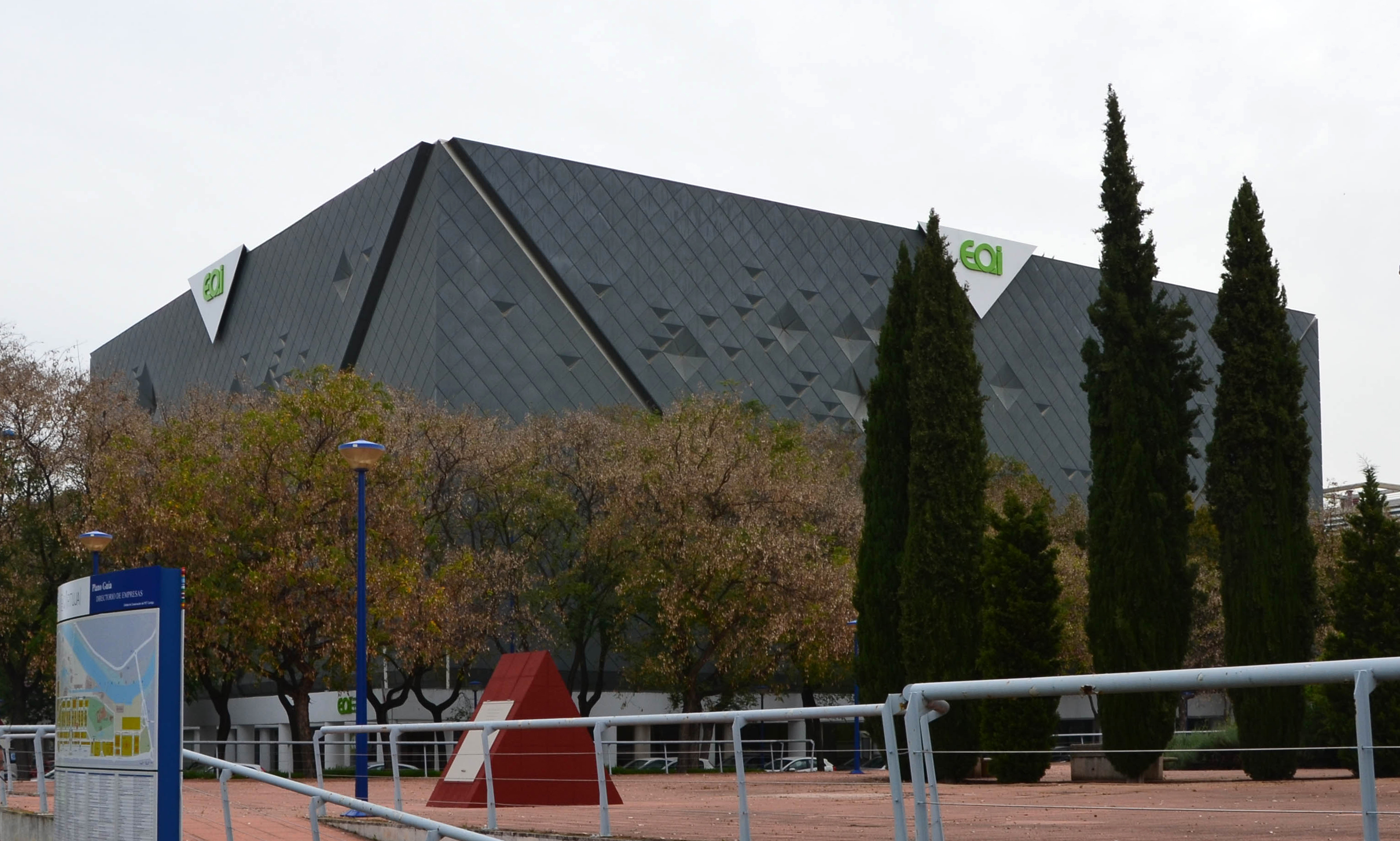
Le pavillon canadien photographié en 2015.

Le Canada est le premier pays à avoir commencé la construction de son pavillon, le 19 avril 1990. Dessiné par Bing Wing Thom, il s'agit d'un énorme cube de bois recouvert de panneaux de zinc. Il abrite un cinéma IMAX qui projette Momentum, un film de 18 minutes produit par l'Office national du film et présentant le pays. On y trouve également des ordinateurs présentant des programmes interactifs,.
Le premier commissaire des États-Unis est Martin L. Stone, journaliste et vice-président de l'Agence Nord-américaine d'Information (USIA). L'USIA gère d'ailleurs le pavillon, comme lors des Expositions internationales antérieures. Au départ, un budget de 5 milliards de pesetas (30 millions d'euros) est prévu pour le pavillon américain, mais seuls 700 millions (4,2 millions d'euros) sont pour finir alloués : à nouveau, comme pour le soutien financier à la ville de Chicago pour l'organisation de l'Exposition commune Séville-Chicago, le soutien du gouvernement américain fait défaut. Ce dernier considère que c'est aux entreprises privées de financer la présence américaine à Séville. Les impressionnants projets sont donc abandonnés et un pavillon très simple est créé par Carlos Langdon Ruiz, financé conjointement par le gouvernement américain et par cinquante-trois entreprises privées, comme Signal, American Express, la NASA ou la ville de Kansas City. Le pavillon des États-Unis est formé d'un grand terrain délimité par des structures métalliques couvertes de toile, qui avaient déjà été utilisées pour les Expositions internationales de Vancouver, en 1986, et de Brisbane, en 1988. À l'intérieur se trouvent des panneaux peints par Peter Max et deux chapiteaux abritant un hommage à la Déclaration des droits de l'homme et la projection d'un film sur les éléments de la vie quotidienne communs à toutes les races et à toutes les cultures. À l'extérieur ont lieu des démonstrations de basket-ball acrobatique (notamment par les Bud Light Daredevils) et des activités sportives pour les jeunes, coordonnées par Arnold Schwarzenegger. On y trouve également une maison en bois typique du pays, entièrement équipée, et des voitures américaines comme la Cadillac Seville,,.

### Ibéro-Amérique

#### Le pavillon ibéro-américain: la Place d'Amérique

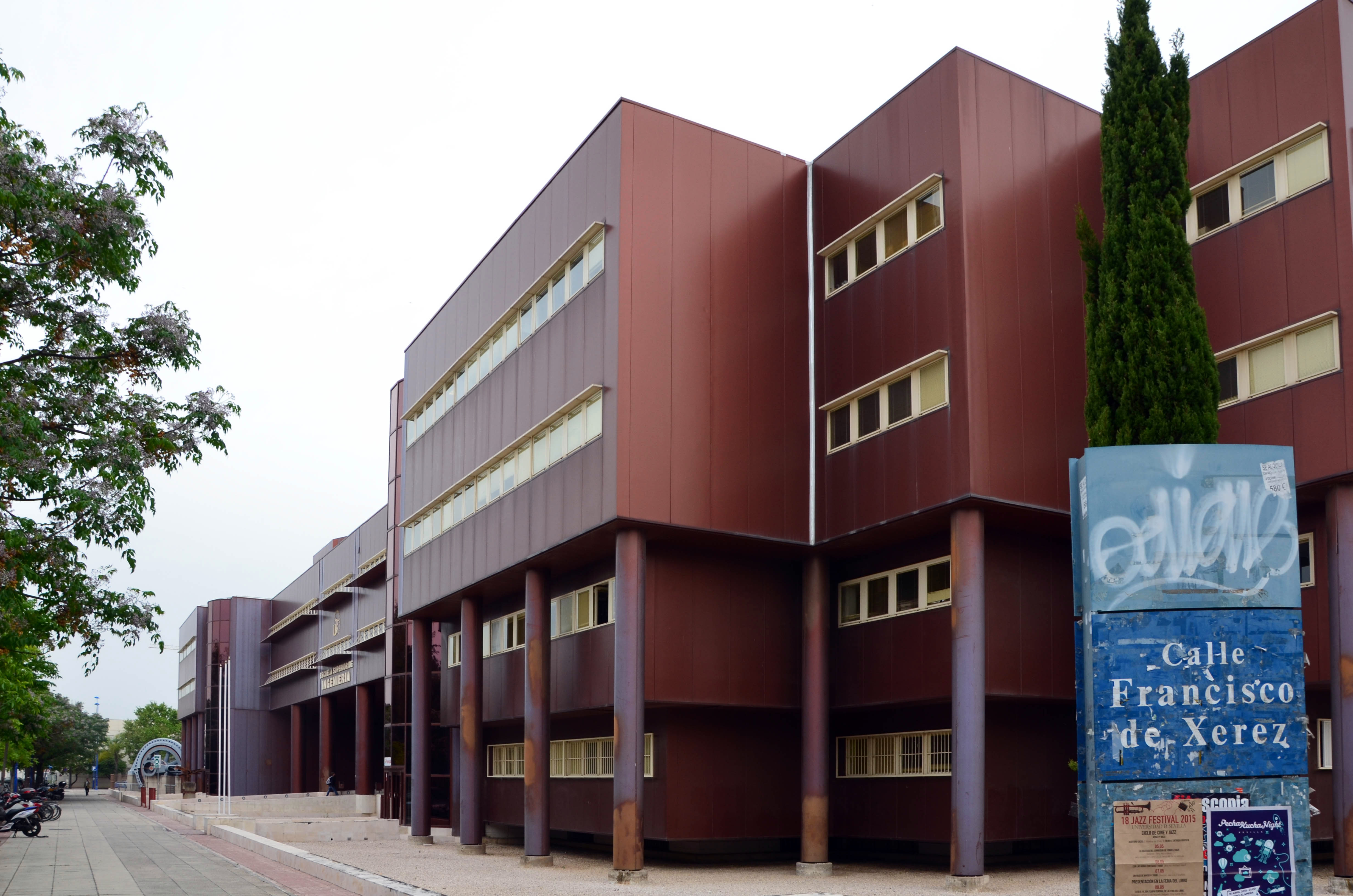
Le pavillon ibéro-américain photographié en 2015.

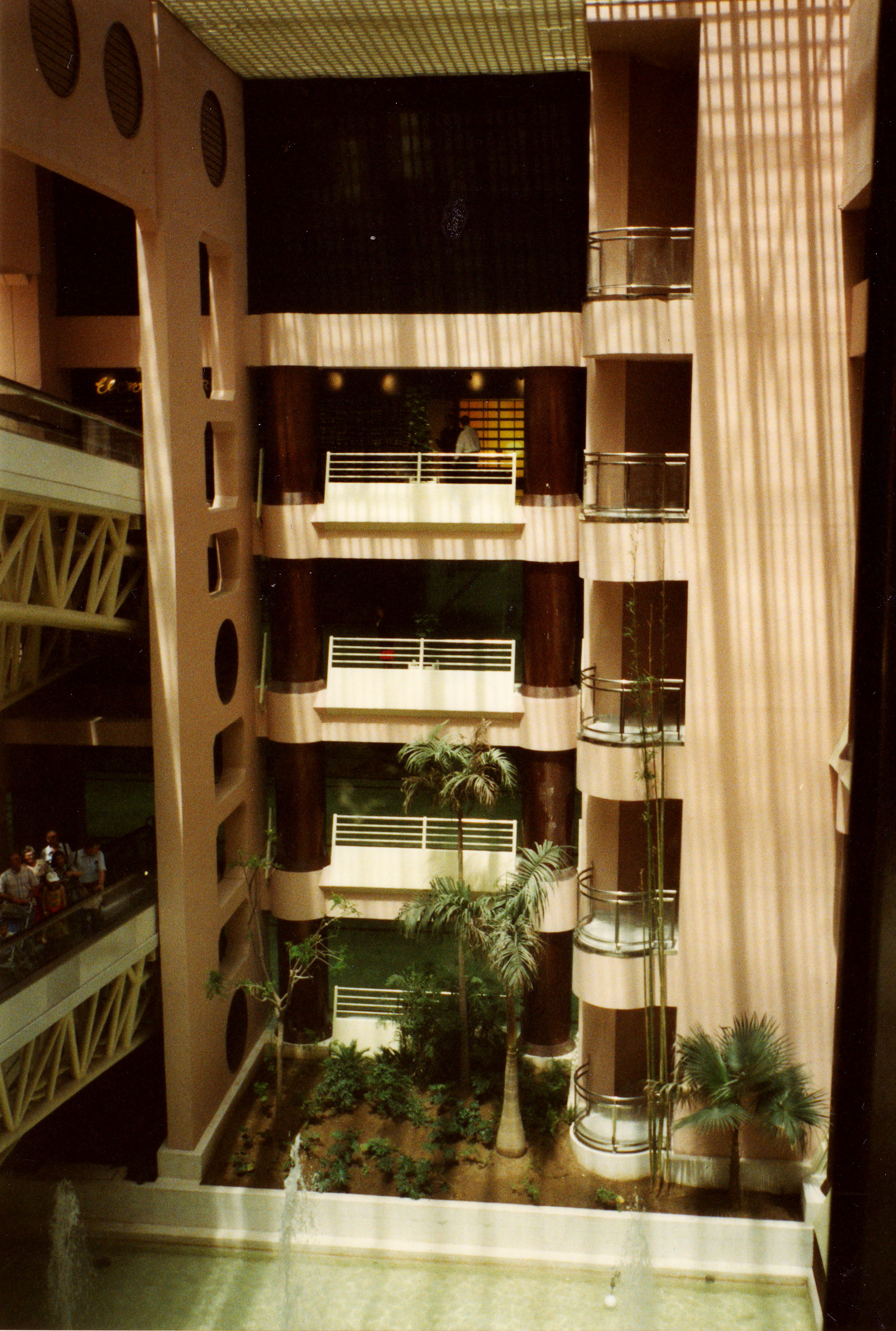
L'intérieur du pavillon ibéro-américain.

La quasi-totalité des pays ibéro-américains (hormis le Chili, Cuba, le Mexique et le Venezuela) sont réunis dans un pavillon commun appelé Plaza de América (Place d'Amérique). Il se trouve à l'extrémité nord du site, entre les pavillons internationaux et ceux des communautés autonomes espagnoles. Construit par Jesús Castañón Díaz, Ernesto Sánchez Zapata et Eduardo Gómez, il est la synthèse de diverses idées sur l'architectonique et l'architecture bioclimatique. Il abrite également le « Système interaméricain » (Sistema Interamericano), un lieu présentant l'Organisation des États américains à travers une importante collection artistique. On y trouve des œuvres du Colombien Alejandro Obregón, du Mexicain Rufino Tamayo, du Cubain Mario Carreño Morales ou du Vénézuélien Carlos Cruz-Díez,,.

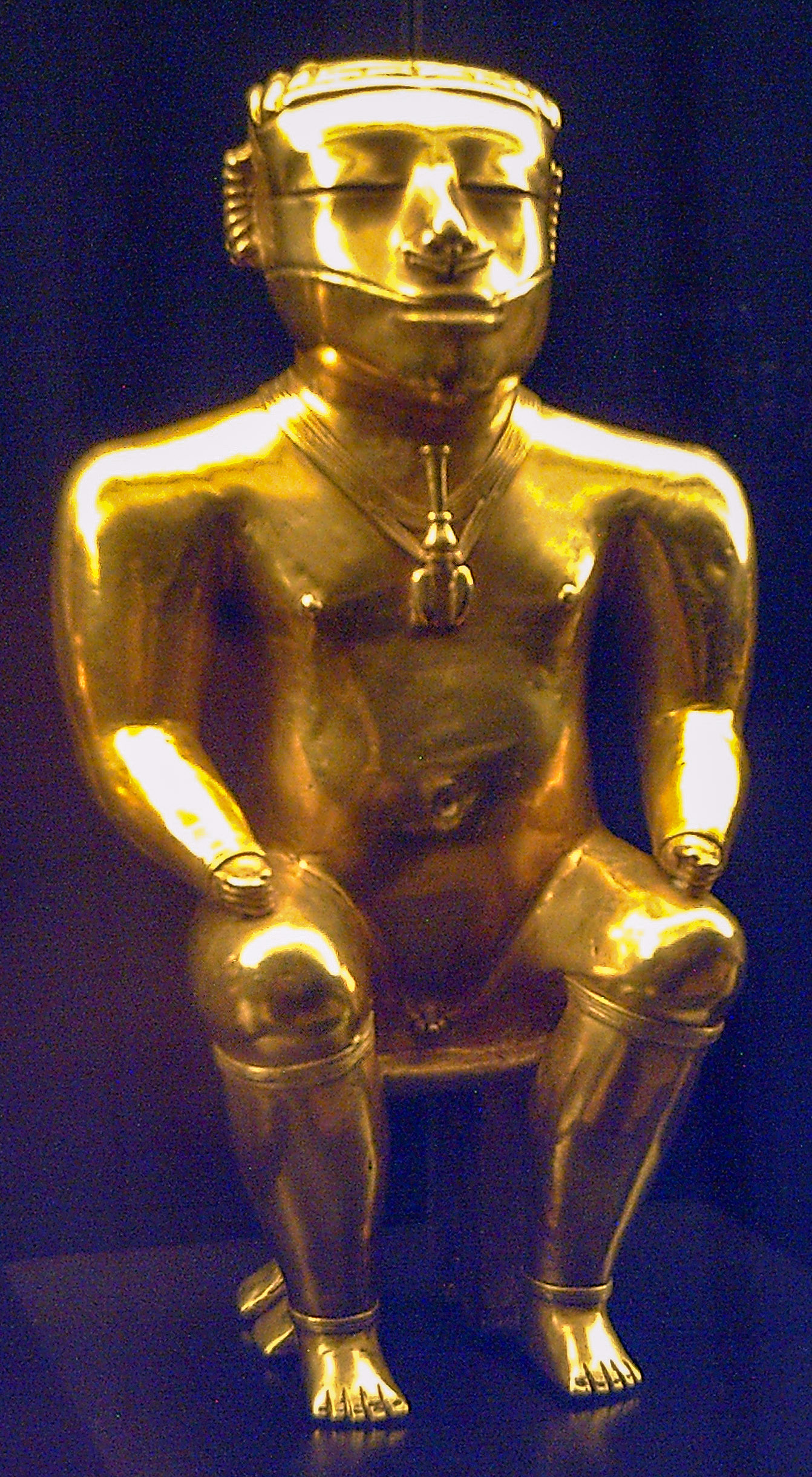
Statuette en or d'un cacique Quimbaya (Musée de l'Amérique de Madrid), présente à l'Exposition.

La Plaza de América présente en outre l'exposition « L'Or de l'Amérique » (El Oro de América). Quatre cents objets en or aussi divers que des colliers, des porte-plumes ou des éléments de roue y sont montrés ; la plupart sont d'origine colombienne ou péruvienne, façonnés par les Moche, les Tayronas, les Nariño, les Lambayeque ou les Zenú. On y trouve une grande partie du trésor des Quimbayas, une ethnie colombienne célèbre pour sa production d'objets en or.
L'Argentine offre toutes les demi-heures des démonstrations de tango. Le pavillon abrite une exposition d'orfèvrerie de Río de la Plata qui présente entre autres la canne d'argent du président argentin Carlos Menem.
La Bolivie utilise l'Expo comme plateforme de lutte pour la légalisation mondiale du commerce de la feuille de coca, dont le pays désire faire connaître les effets très limités par rapport à la cocaïne, à laquelle elle est souvent associée. Le gouvernement bolivien décide d'offrir aux visiteurs la possibilité d'y goûter, à mastiquer ou en infusion. Le sujet fait beaucoup de bruit, la police espagnole confisque à l'aéroport le premier envoi de 8 kg de feuilles de coca et la Junta de Andalucía intervient. La Bolivie pense se retirer de la manifestation lorsque l'Expo interdit le petit déjeuner qu'elle prévoit pour la fête nationale et auquel doit être servi une infusion de coca. L'interdiction est finalement contournée sans que cela déclenche de polémique. Le reste du temps, la coca est présentée dans des vitrines ou dans des documentaires. Le pays, dont le pavillon est imaginé par Juan Carlos Calderón, montre en outre des céramiques de la civilisation des Moxos et un plastron en or des Tiwanaku,,.
Le Brésil présente son carnaval et un documentaire, sur un grand mur de téléviseurs, sur São Paulo. L'ambiance est assurée tout au long de la journée par des spectacles de samba et de danses folkloriques.
La Colombie offre du café et des jus de fruits naturels et présente un documentaire sur la légende de l'Eldorado. De plus, un chiva, autobus traditionnel du pays, circule sur les avenue de la Cartuja, transportant des visiteurs, des caisses, des valises, des poules et des Colombiens dansant au son de la cumbia.
Le Costa Rica est le premier à participer au jardin américain en envoyant trente-neuf arbres de 14 espèces différentes. Le pays abrite dans son pavillon (créé par Carlos Valenzuela) une forêt tropicale avec une cascade. Il présente de plus une exposition sur la relation entre l'or, le jade et la nature au travers de bijoux et d'œuvres d'art précolombiens,.
La façade du pavillon de l'Équateur, créé par Hugo Galarza, montre un ensemble en céramique fabriqué deux siècles av. J.-C., Los señores de la bahía,.
Le Guatemala présente la culture maya, sa philosophie, sa science, ses mathématiques et son astrologie. Le codex de Madrid, un des rares manuscrits mayas connus, y est exposé.
Le Panama abrite dans son pavillon (imaginé par l'architecte péruvien Juan Günther Doering) la reproduction d'une maison traditionnelle et d'antiques objets du site archéologique de Sitio Barriles, dans la province de Chiriquí. Le pays rappelle par des documentaires que le canal de Panama cessera d'être américain pour revenir sous contrôle panaméen en 1999,.
Le Pérou expose une collection d'art précolombien et le trésor de la huaca Rajada, le plus important complexe funéraire de la culture moche découvert à ce jour,.
Le Salvador présente d'importantes œuvres d'art, comme le Divino Salvador, patron du pays, offert par Charles Quint en 1546, le sphinx de Tlaloc (dieu aztèque de l'eau) ou une statue de Xipe Totec, dieu aztèque du renouveau de la nature,.
Le pavillon de l'Uruguay, créé par Guillermo Gómez Platero, Enrique Cohe et Robert Alteri, présente des documentaires, dont La Cumparsita,.
Les pavillons du Honduras (créé par Dinorah Beatriz Lanza Castillo), du Nicaragua et du Paraguay sont également présents.

#### Les autres pavillons ibéro-américains

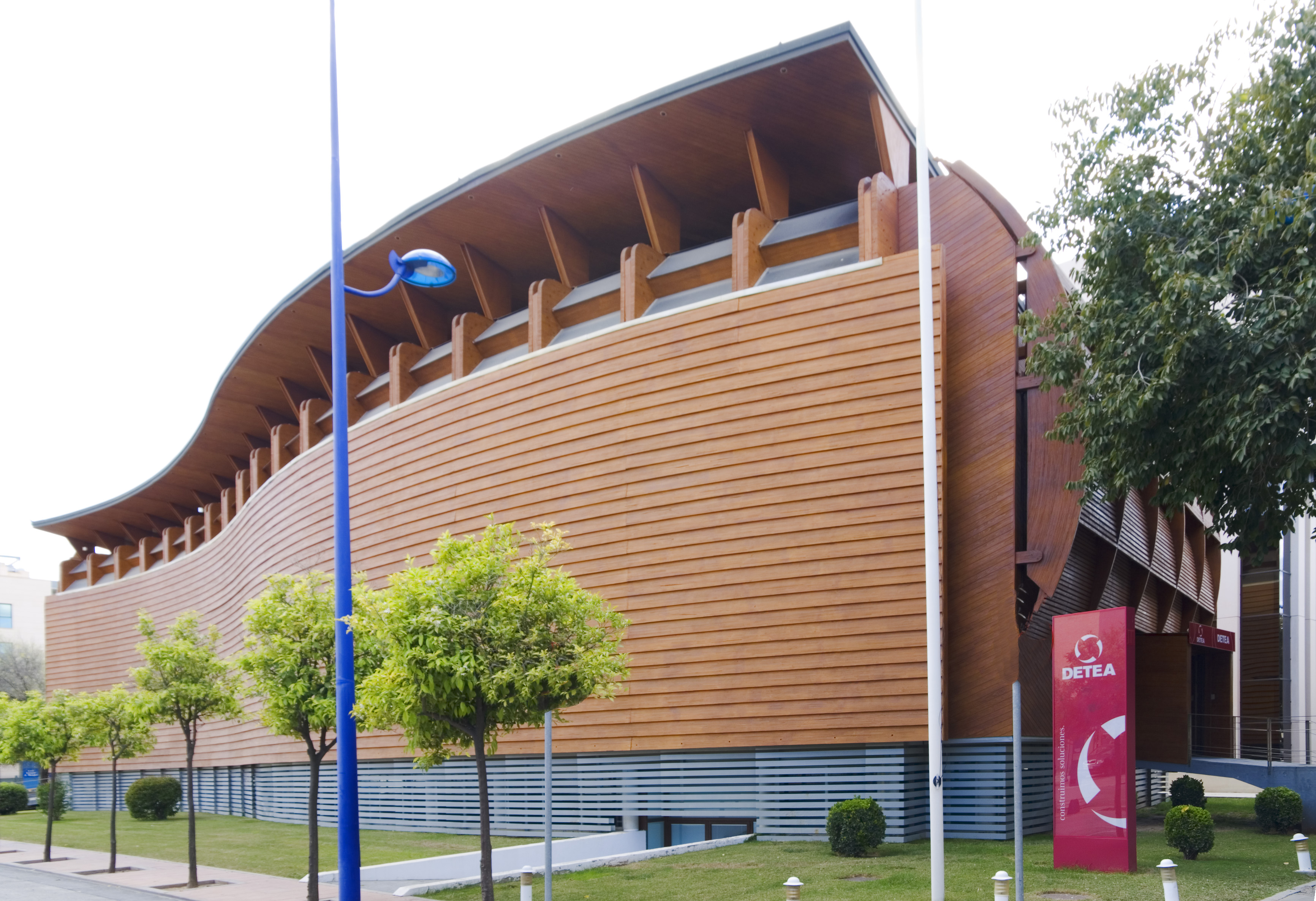
Le pavillon du Chili

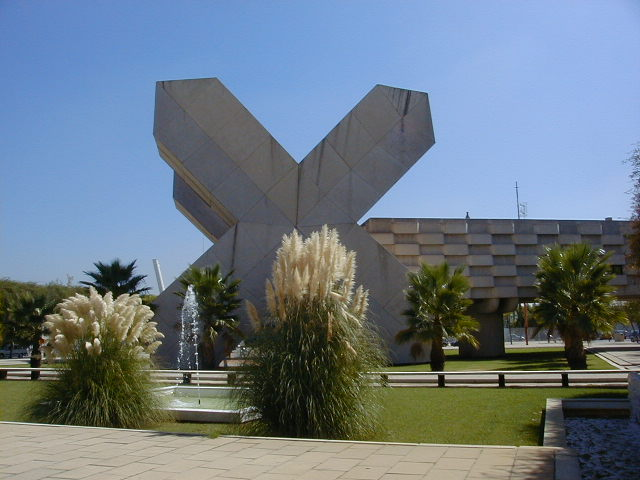
Le pavillon du Mexique

Le pavillon du Chili, aux parois courbes, dessiné par Germán del Sol et José Cruz Ovalle, abrite un iceberg naturel, vieux de 500 ans, amené à Séville depuis l'Antarctique par bateau, qui assure une température de 10 °C dans l'édifice,. Le pavillon de Cuba (créé par José Ramón Moreno Orestes del Castillo) passe de la musique de Pablo Milanés et des extraits de dessins animés,. Le pavillon du Mexique, dessiné par Pedro Rámirez Vázquez et Jaime Giovannini, est formé d'un bâtiment principal agrémenté de bassins, de cascades, d'un jardin présentant des espèces de la flore mexicaine et de 2 100 m2 de jardins en terrasses. Une passerelle de 55 m de long la relie à une construction attenante composée de deux éléments en forme de X de 18 m de haut. Le pays y présente ses cultures indigènes,. Le pavillon qu'Enrique Hernández et Ralph Erminy créent pour le Venezuela présente un film appelé « Venezuela, terre de grâce » (Venezuela, tierra de gracia),.

### Monde arabe

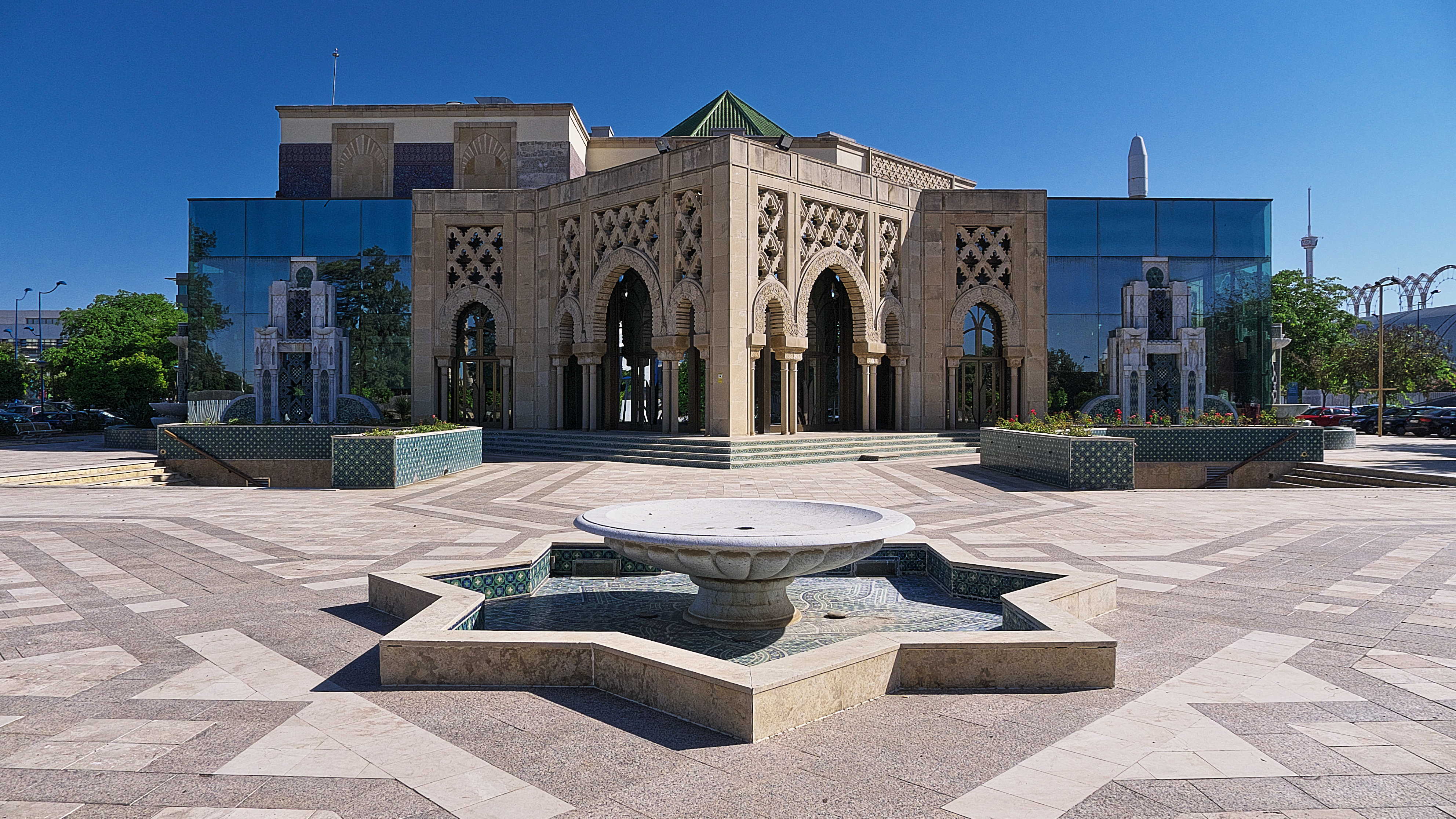
Le pavillon du Maroc

Les pays arabes se trouvent sur l'Avenue 5 du site, construite le long d'un canal qui parcourt 300 m et descend le long d'une paroi de 6 m avant de se jeter dans un bassin. L'Irak et l'OPEP sont absentes de la manifestation, notamment en raison de la guerre du Golfe. L'Iran ne participe pas non plus. Par contre, la Ligue arabe est présente. Elle présente un hommage à la culture islamique en dédiant son espace à des personnages comme Moïse Maïmonide ou Avicenne. Ce pavillon Arabe est imaginé par Jesús Castañón Díaz, Ernesto Sánchez Zapata et Eduardo Gómez García,,.
Le pavillon de l'Algérie, dessiné par Agustín Prudencio Díaz, montre quelques objets préhistoriques et une tente de Bédouins, installée à la sortie. À la suite de l'assassinat, le 29 juin 1992, de Mohamed Boudiaf, président du Haut Comité d'État algérien, un deuil officiel de six jours est instauré dans le pavillon : le drapeau est mis en berne, les projections et la musique sont supprimées,.
Le pavillon de l'Arabie saoudite, construit par Fitch Benoy, est en argile cuite et en palmes. Des centaines de couvertures bédouines colorées donnent de l'ombre à l'extérieur. Le sol de l'édifice est recouvert de sable, amené du désert saoudien. Le pays présente la vie et les coutumes du désert, des maquettes de Médine et de La Mecque, un ancien tissu brodé de fils d'or qui recouvrait la Kaaba, un exemplaire précieux du Coran, dont il explique les principes sacrés, et des statues du Ve siècle av. J.-C.,,.
L'Égypte, la Syrie et la Jordanie se trouvent dans le même pavillon que la Ligue arabe. L'Égypte présente quatre-vingt-dix objets d'art dont des sculptures des pharaons Khéphren et Ramsès II, des bustes gréco-romains des dieux Sarapis et Dionysos, une icône chrétienne de la Vierge Marie et un cadran solaire en calcaire. La Jordanie présente une mosaïque originale provenant de l'église des Apôtres de Madaba et représentant la divinité primordiale Thalassa. La Syrie montre des objets préhistoriques comme un morceau d'argile gravé de 30 caractères, datant du IIe millénaire av. J.-C. et considéré comme le premier alphabet connu,.
Le pavillon des Émirats arabes unis (dessiné par Marqués, Gracés et associés) est une réplique du fort de la ville-oasis d'Al Ain. Le pays y montre une pyramide de verre, aux étages semés de terre saline, montrant que la recherche scientifique peut transformer un désert en terre cultivable. On y montre également l'histoire du pays au travers d'objets anciens et son essor économique grâce au pétrole,.
Malgré la guerre du Golfe, terminée quelques mois auparavant, le Koweït est présent à l'Expo, avec un pavillon créé par l'architecte de Valence Santiago Calatrava. L'édifice possède dix-sept grands bras mobiles en bois qui imitent les pennes d'une feuille de palmier. Le pavillon abrite des objets d'art de ses différentes époques culturelles,.
Le Maroc et le roi Hassan II investissent dans un des pavillons les plus coûteux de l'Expo : 3,5 milliards de pesetas (21 millions d'euros). Il est conçu par l'architecte français Michel Pinseau, à qui l'on doit notamment la Mosquée Hassan II de Casablanca. Véritable palais, le pavillon Hassan-II est construit en béton armé et est habillé de décors issus de l'artisanat marocain, comme des moucharabieh, dispositifs de ventilation naturelle forcée, et des colonnes revêtues d'azulejos. On trouve à l'extérieur de l'édifice des fontaines et des cascades. Le pavillon abrite quelques bronzes romains de la ville antique de Volubilis. Le Sahara occidental, territoire en proie à un conflit opposant les indépendantistes sahraouis au Maroc qui le considère comme constituant ses provinces du Sud, ne participe pas comme pays indépendant à l'Expo. Malgré tout, les Sahraouis célèbrent leur fête nationale dans le pavillon de Jerez dans lequel ils sont invités,.
Le pavillon de la Mauritanie, créé par Eulalia A. Marques Garrido, est une pyramise tronquée de laiton dont la base est ensablée, abritant des objets antiques, dont certains vieux de 10 000 ans. Le pays présente également des produits locaux comme le lait de chamelle. Devant le pavillon se trouve une jaima, une tente du désert dans laquelle des artisans fabriquent des objets typiques comme des paniers en osier ou des tapis de prière,.
Oman, dans un pavillon d'Azri Architects, montre des curiosités du pays comme les falaj, des réseaux d'adduction d'eau souterraine utilisés pour l'irrigation,.
Le pavillon qu'Abdelhamid Ayadi créé pour la Tunisie abrite de nombreuses œuvres d'art comme des mosaïques romaines, des bronzes de l'époque de la Grèce antique ou des stèles du tophet de Carthage,.

### Asie
Même si les pavillons des pays asiatiques sont disséminés sur le site, un certain nombre se trouve sur l'avenue 1, parcourue par un aqueduc supporté par les piliers de verre s'arrêtant à la porte de l'Eau. L'endroit est garni de bassins, de végétation et de petites places. On y trouve les pavillons de la Corée du Sud, de l'Indonésie, des Philippines, de Singapour, de la Thaïlande, et également de l'Australie.
Le pavillon de la république populaire de Chine est construit par Wang Song Jiang à partir de matériaux fabriqués dans le pays puis transportés à Séville. En son centre se trouve un jardin chinois. La Chine montre quatre de ses grandes inventions : la technique de fabrication du papier, l'imprimerie, la poudre noire et la boussole. Elle présente en outre sa dernière découverte archéologique majeure : le mausolée de l'empereur Qin et son armée de milliers de soldats en terre cuite,,.
La Corée du Sud présente 3 films d'art vidéo de l'artiste Nam June Paik. On peut également y voir un documentaire, en relief, sur l'alphabet coréen jangul, datant du XVe siècle et un film, Main sur main (Mano sobre mano), qui explique la vie des Coréens au travers de leur adresse manuelle. Elle montre également le kayagum, un instrument à cordes datant du IIIe siècle et une grande maquette de l'Exposition spécialisée de Daejeon, prévue pour l'année suivante. Le pavillon est construit par l'architecte Hak-Sun Oh,.

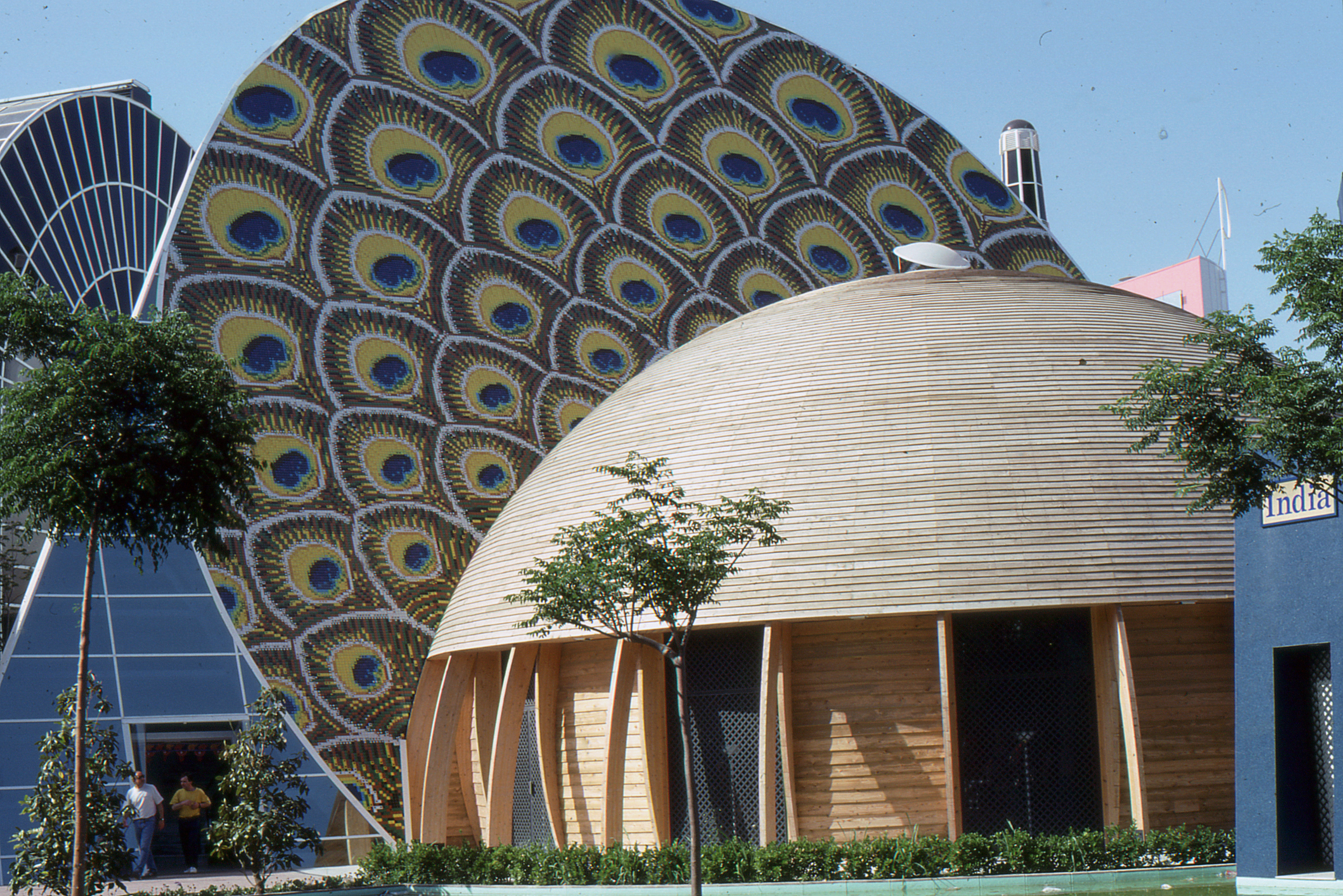
Le pavillon de l'Inde

L'entrée du pavillon de l'Inde (imaginé par Cristina García-Rosales et Julio Pellicer Zamora) est décorée d'une queue de paon en éventail,.
Le pavillon d'Israël (imaginé par Uri Shaviv) est un chapiteau avec une simple projection présentant l'histoire du peuple juif jusqu'à la création de l'État d'Israël. Le commissaire israélien est Samuel Hadas, le premier ambassadeur d'Israël en Espagne,,.

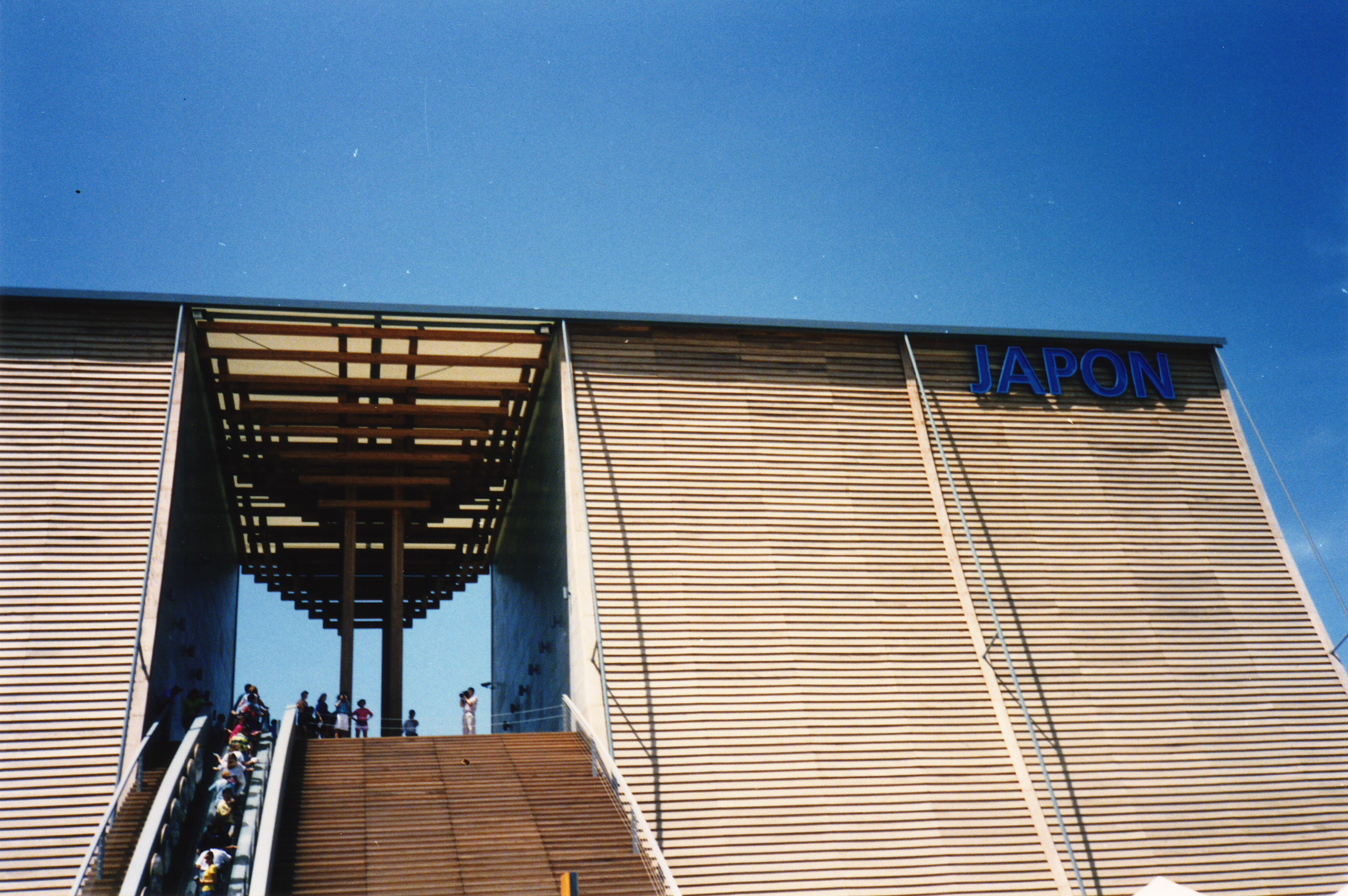
Le pavillon japonais

Le ministre japonais du Commerce international et industriel (et ancien ministre des Affaires étrangères) Hiroshi Mitsuzuka est chargé de la présence du Japon à l'Expo. Le budget alloué, (5,4 milliards de pesetas, 32,4 millions d'euros), est le plus important pour un pavillon national. Le commissaire en est Akio Morita, le président de Sony. Le pavillon, en bois, imaginé par l'architecte Tadao Andō, est le premier pavillon à avoir été terminé. Il se trouve sur l'avenue des Acacias. On accède au quatrième et dernier étage par des escaliers mécaniques passant sous une arche symbolisant le passage du Japon traditionnel au Japon moderne. Les trois autres niveaux sont accessibles depuis l'intérieur de l'édifice, qui abrite notamment une reproduction du château d'Azuchi, des maquettes de paysages et de villes japonais en origamis, une reproduction du sanctuaire d'un temple shinto, la réplique d'une divinité bouddhiste et des expositions utilisant le laser, des hologrammes et des images atomisées. Lorsque le prince héritier Naruhito visite l'Exposition, les Japonais organisent une grande manifestation pendant deux jours, avec des défilés, des tournois d'arts martiaux, des danses et de la musique traditionnelle,,.
La Malaisie, dans un pavillon de Kumpulan Jetson, présente une maquette de l'Édifice Sultan Abdul Samad, des vêtements et des objets typiques du pays,. Le Pakistan, dans un pavillon d'Architectural Clinic, exhibe Mohammad Nawaz Mazari, considéré, avec 239 cm, comme l'homme le plus grand du monde. Le pavillon vend des tapis et d'autres objets typiques,,. Singapour, dans son pavillon imaginé par Conrad Design Pacific Limited, recrée une rue de sa capitale,. Devant le pavillon du Sri Lanka, dessiné par José Antonio Obregón, se trouve un Bouddha de 12 m de haut. L'architecture du pavillon de la Thaïlande, imaginé par Prajade Thiravat, rappelle celle des temples bouddhiques traditionnels du pays,. Le pavillon de la Turquie est réalisé par Oner Tokcan, Hulusi I Gonul et C. Ilder Tokcan. L'Indonésie et les Philippines, dans un pavillon commun construit par Fernando Mendoza Castells, sont également présentes à l'expo,,,.

### Afrique
Le bâtiment « Place d'Afrique », situé au bord du lac, à côté de la porte nord du site, est formé de deux édifices communicants et on y accède par une passerelle fermée passant au-dessus d'un bassin. Il est imaginé par Alvaro Navarro et Miguel Martínez de Castilla et est construit par la Confederación de Empresarios de Andalucía. Cofinancée par la Communauté européenne et par l'Espagne, il permet à certains des pays africains les plus pauvres d'être présents à l'Exposition. La plupart des objets exposés sont en vente. Le Congo propose des tables en caoba, un bois issu de l'acajou Swietenia macrophylla ; le Kenya présente des objets comme des sculptures en bois, des tapis, des sacs ou des colliers, le Zimbabwe des sculptures et des masques, le Cameroun une statue de lion et des objets en ébène et en os d'hippopotame, le Sénégal des animaux empaillés et le Cap-Vert un métier à tisser et du tissu local. L'Angola, la Côte d'Ivoire, le Gabon, la Guinée-Bissau, la Guinée équatoriale, le Mozambique et Sao Tomé-et-Principe sont également représentés,.
La Place d'Afrique abrite en outre dans l'Exposition « Trésor du Nigeria » des objets historiques de l'art nigérian : terres cuites d'Owo, sculptures en bronze d'une antique civilisation d'Ife ou récipients de la civilisation de Igbo-Ukwu.
L'Afrique du Sud a son propre pavillon, dessiné paer Reiner Kohl, formé de tentes sur l'avenue 5. Elle y montre sa richesse en or et en diamants, ainsi que des photos de Nelson Mandela et de Frederik de Klerk se serrant la main,.

### Caraïbes
Le pavillon des Caraïbes, créé par Jesús Castañón Díaz, Ernesto Sánchez Zapata et Eduardo Gómez García, abrite les Bahamas, la Jamaïque, Trinité-et-Tobago et l'Organisation des États de la Caraïbe orientale, qui regroupe Antigua-et-Barbuda, la Dominique, Grenade, Montserrat, Saint-Christophe-et-Niévès, Saint-Vincent-et-les-Grenadines et Sainte-Lucie. Il est situé sur le chemin des Découvertes, en face de l'espace public du Palenque. On y sert des cocktails et on y écoute les musiques traditionnelles comme le reggae. Haïti et la République dominicaine (dont le pavillon a été créé par William Vega et Fernando Ottenwalder, et qui présente des objets des Indiens Taïnos) sont également présentes,,,.
Porto Rico a son propre pavillon, imaginé par Segundo Cardona Colom, Luis Sierra et Alberto Ferrer. L'édifice est formé de trois volumes géométriques de styles architecturaux différents : un volume à base triangulaire revêtu de pierre naturelle, un volume de forme générale cylindrique, métallique, recouvert d'une enveloppe de cuivre et de verre et, entre les deux, une pergola recouverte de panneaux de pâte de verre blanche. L'édifice cylindrique renferme un cyclorama et une salle d'exposition,.

### Océanie

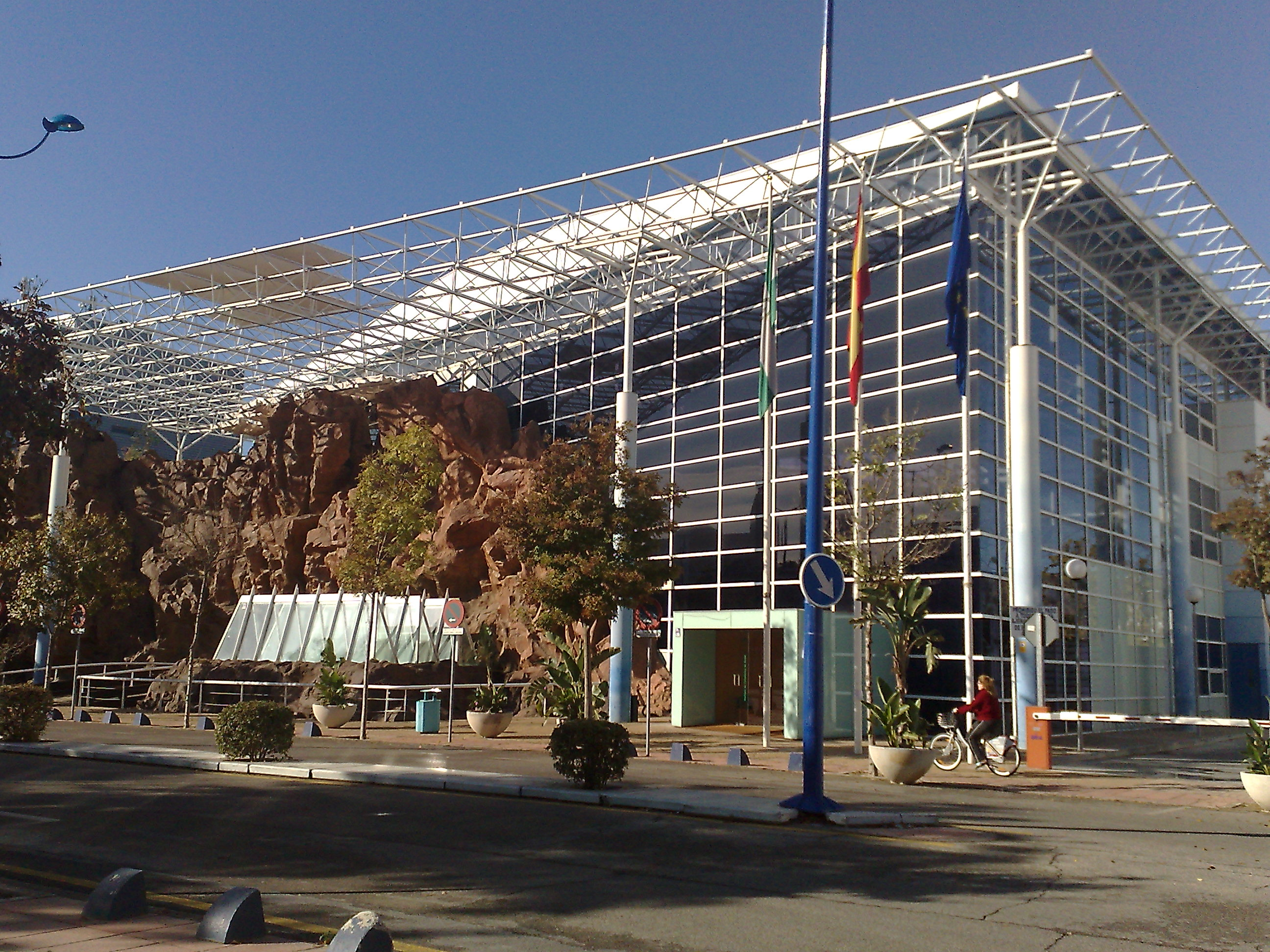
Le pavillon de la Nouvelle-Zélande en 2009. La façade de rochers est encore bien visible.

À côté de la Place d'Afrique se trouve le pavillon des îles du Pacifique sud, en bois et en bambou, imaginé par Stuart Hugget. Détruit par un incendie quelques jours avant l'inauguration, il doit être rebâti et ouvre ses portes avec trois mois de retard. On y trouve, en vente, des objets provenant des îles Fidji, des Kiribati, des îles Salomon et du Vanuatu. Des groupes folkloriques s'y produisent,.
Le pavillon de l'Australie se trouve sur l'avenue 1, parmi des pays asiatiques. Imaginé par Philip Page, David Rendon et Martinez Zúñiga et Donaire, il possède 5 étages et ses parois sont des toiles ondulées tenues par une structure en acier. On peut y voir entre autres un documentaire sur le pays, projeté sur 360 degrés, une petite forêt tropicale humide, habitée par des perroquets, et le Argyle Library Egg, un bijou en or de 15 kg décoré de 20 000 diamants et représentant une bibliothèque enfermée dans un œuf,,.
Le pavillon de la Nouvelle-Zélande, dessiné par Peter Hill, recrée en relief sur ses façades les côtes cartographiées par James Cook, avec des rochers, des cascades, des vagues et des animaux mécaniques comme des oiseaux marins. Des danses et de la musique folkloriques sont interprétées par un groupe de Maori. Le pavillon montre un documentaire présentant des navigateurs polynésiens, les colonisateurs de l'île et de célèbres Néo-Zélandais, le tout sur des chants de la soprano maori Dame Kiri Te Kanawa,,.
Le pavillon de la Papouasie-Nouvelle-Guinée se trouve sur l'avenue des Acacias. Il a été dessiné par David Richardson qui s'est inspiré des haus tambaran, maisons ancestrales traditionnelles du Sepik oriental,.

## Pavillons des communautés autonomes d'Espagne

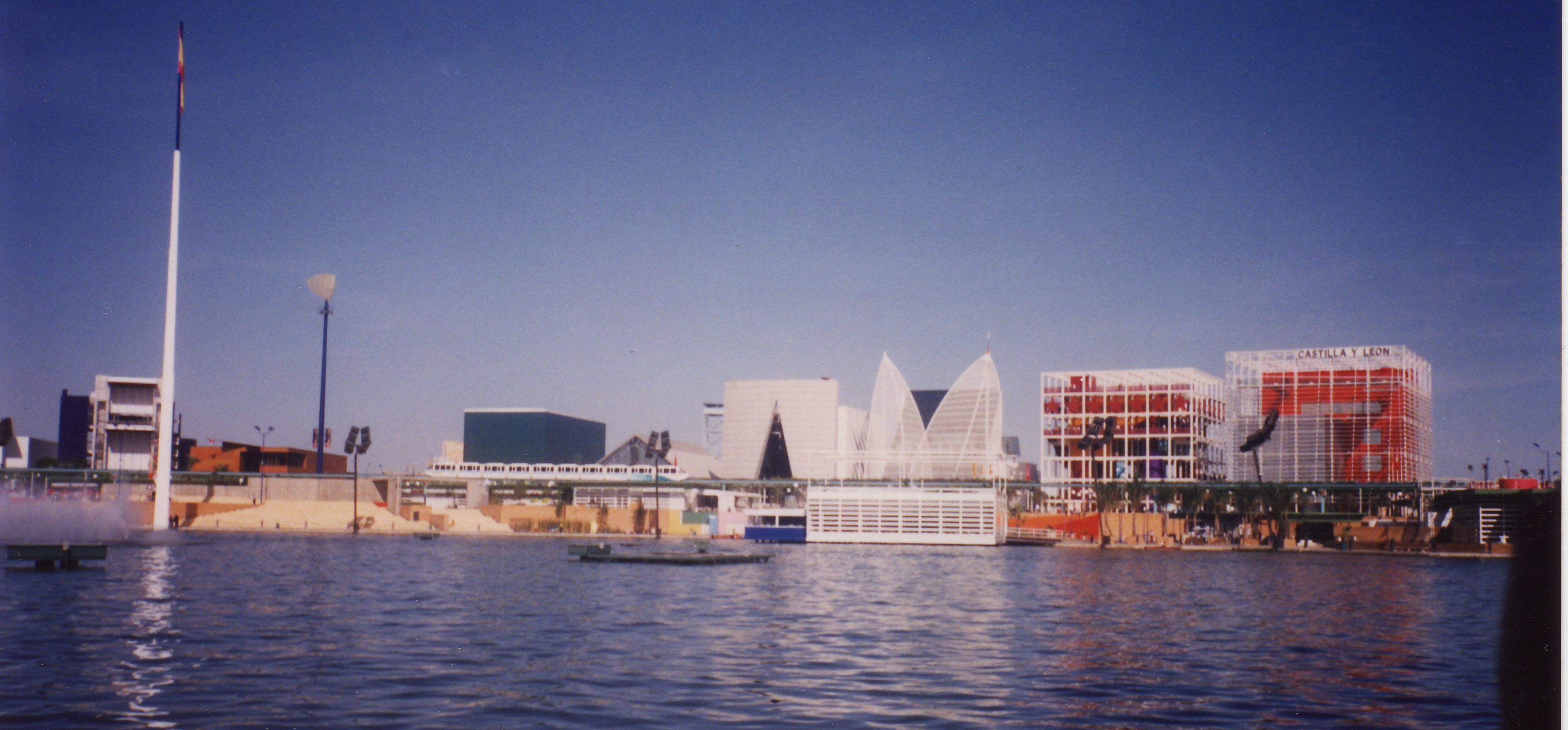
Vue panoramique du lac d’Espagne avec plusieurs pavillons de communautés autonomes espagnoles : à gauche ceux d'Aragon et de Castille-La Manche puis ceux des îles Canaries, de Navarre, d'Estrémadure, des îles Baléares, de la Communauté de Madrid et de Castille-et-León.

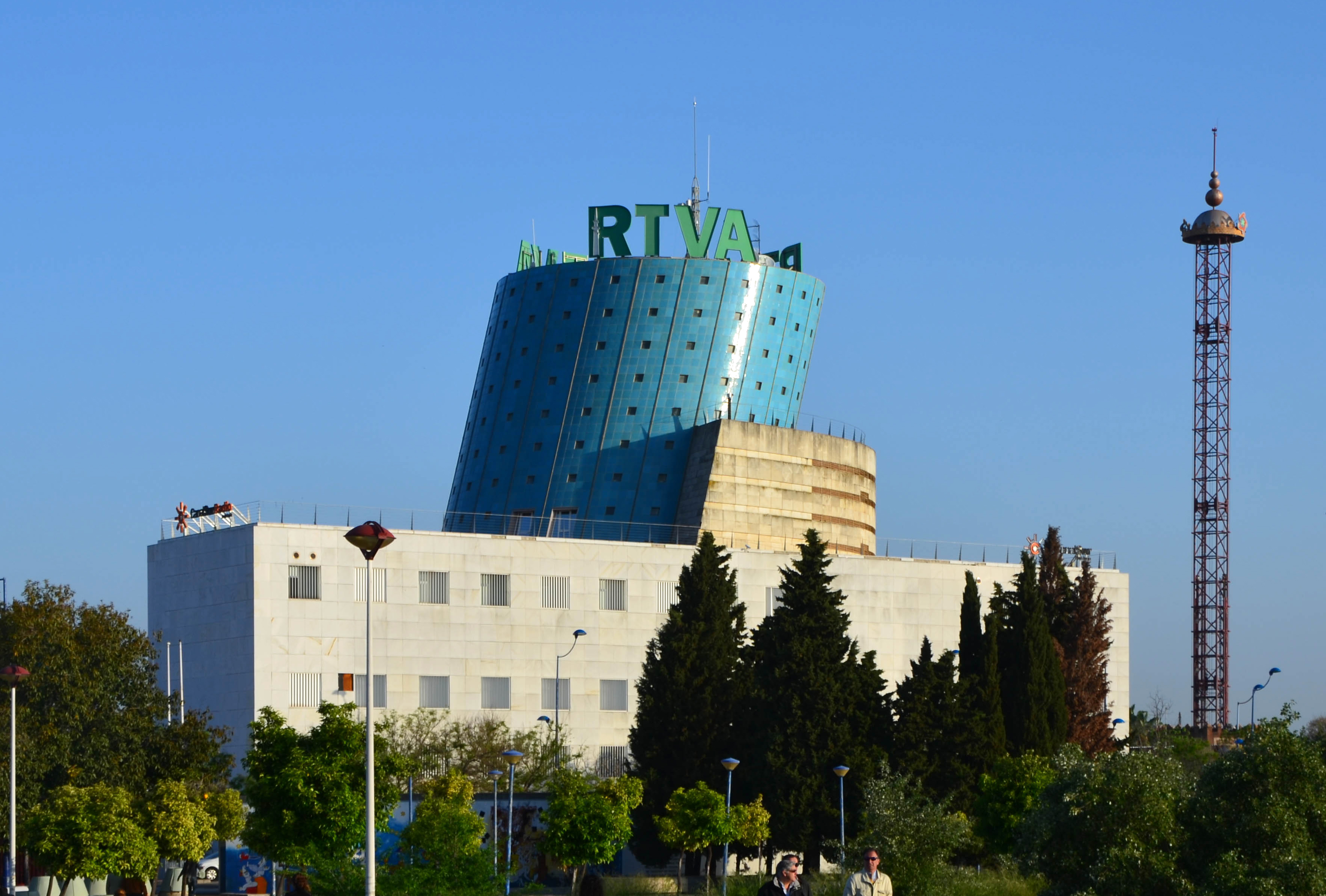
Le pavillon andalou, photographié en 2015, alors qu'il est devenu le siège de la Radio et Télévision d'Andalousie (RTVA).

Les 17 communautés autonomes d'Espagne ont leur pavillon, situés autour d'un lac artificiel de 400 m de diamètre, le lac d'Espagne (Lago de España), créé pour l'occasion. Ce dernier est, pendant la nuit, grâce à des projecteurs, des lasers et des écrans d'eau, le théâtre d'un spectacle lumineux.
Le pavillon de l'Andalousie est formé d'une base de marbre blanc de Macael, de laquelle part un édifice en grès dont la base est une demi-ellipse, lui-même traversé par un cylindre oblique recouvert de céramique bleue. Œuvre de l'architecte et scénographe sévillan Juan Ruesga Navarro, il est bâti près de l'entrée la plus fréquentée du site, la porte de la Barqueta. Le pavillon montre une collection des premières éditions de livres de Juan Ramón Jiménez, Antonio Machado et Federico García Lorca, la première grammaire d'Antonio de Nebrija et le trésor d'El Carambolo. On y trouve également, représentant les technologies andalouses du futur, une éolienne de Tarifa, le premier modèle de miroir cylindro-parabolique réalisé à Tabernas, un prototype de voiture de course créée à Motril et un avion ultraléger en fibre de verre construit à La Rinconada. On peut en outre y consulter l'Encyclopédie Électronique d'Andalousie et y voir un film qui, sur 360 degrés, donne l'impression au visiteur de survoler certains lieux andalous comme le pèlerinage d'El Rocío, les neiges de la Sierra Nevada ou les chantiers navals de Cadix. À l'extérieur du bâtiment se trouve, sous la juridiction du commissaire du pavillon Antonio Rodríguez Almodóvar, un parc qui reproduit, à échelle réduite, des bâtiments, monuments et espaces naturels célèbres d'Andalousie. Le parc, d'une surface de 10 000 m2, est parcouru en petits trains,.
Le pavillon d'Aragon, créé par José Manuel Pérez de la Torre, expose une collection de tableaux de Goya,.
Le pavillon de la Principauté des Asturies, imaginé par Ramón Muñoz et Antonio Sanmartín, présente à l'entrée un ours mécanique pouvant monter le long d'une poutre jusqu'au sommet du bâtiment. Le pavillon abrite une cidrerie et un parcours en petit train parmi des forêts et des montagnes. Le pavillon a été installé au Musée du peuple des Asturies en 1994.
Le pavillon des îles Baléares est l'œuvre de Miguel Vicens Coll. C'est un bâtiment entièrement vitré, possédant des voiles géantes et entouré d'eau, à l'intérieur duquel se trouve une collection d'art ancien et un hommage à Miró.
Le pavillon des îles Canaries, créé par les architectes José Manuel Barrio Losada et César Mezquita, forme un grand cube bleu marin entouré par un jardin de plantes locales comme le dragonnier des Canaries ou Euphorbia canariensis. À l'intérieur se trouve un tunnel volcanique (représentant celui de la Cueva del Viento d'Icod de los Vinos), des aquariums présentant les poissons et la végétation marine des îles Canaries et une exposition d'art ancien et contemporain, dont des œuvres de César Manrique.
La Cantabrie montre dans son pavillon, créé par Ricardo Piqueras, Alain Pelissier et Arnaud Sompairae, une réplique à grande échelle de la carte de Juan de la Cosa et une autre de la grotte d'Altamira.
Le pavillon de Castille-et-León est composé de deux éléments enveloppés d'une structure cubique autoportante servant d'armature. Œuvre de Josefina González, Dario Alvárez, Yolanda Martínez, Felix Cavallero, Miguel Angel de la Iglesia et José Munuel Martínez, il expose les Glosas Silenses : il s'agit d'un texte latin dans les marges duquel des copistes médiévaux ont noté des commentaires en langue romane de la péninsule Ibérique. Elles représentent un manuscrit fondamental pour la langue espagnole.
Le pavillon de Castille-La Manche, imaginé par Manuel et Ignacio de las Casas et Jaime Lorenzo, est entièrement en bois. On y trouve, éclairées par une fente percée dans le toit et quelques lucarnes, de nombreuses œuvres d'art, dont huit tableaux d'El Greco (dont La Spoliation ou Les larmes de Saint Pierre) et la custode de la cathédrale de Tolède, réalisée par Enrique de Arfe. La custode retourne à Tolède le jour de la Fête-Dieu et est remplacée jusqu'à la fin de l'Expo par les Esferas de los cuatro Continentes (Sphères des quatre Continents) de Lorenzo Vaccaro : sphères d'argent montées chacune par une figure féminine, datant de 1695 et qui sont également issues de la cathédrale de Tolède,.

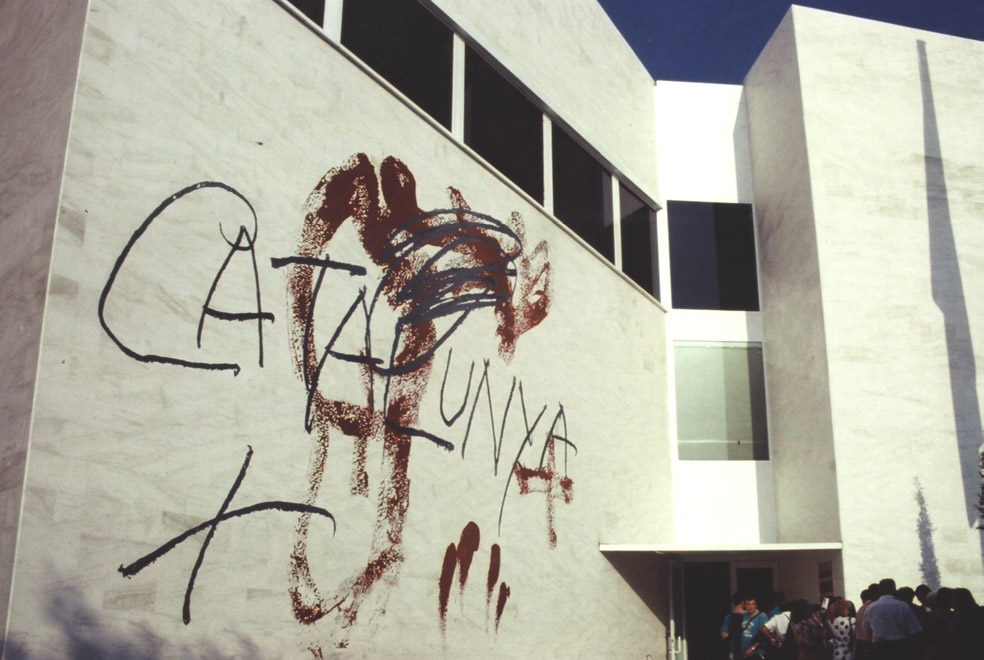
Le pavillon de la Catalogne.

Le pavillon de la Catalogne, dessiné par Pedro Llimona et Xavier Ruiz, entièrement blanc, abrite une collection de design catalan.
Tomás Vicente Curbelo et Juan José García Viondi créent le pavillon d'Estrémadure. C'est un bâtiment vitré de style avant-gardiste, aux sols transparents. On y présente une statue de la déesse romaine Cérès, issue du Musée national d'art romain de Mérida, ainsi que d'autres œuvres d'art.
Le pavillon de la Galice, en granite de Lugo et de Porriño et en schiste d'Ourense, imaginé par José Antonio Franco Taboada, est ouvert sur le lac par un perron. On y trouve une grande maquette de la cathédrale de Saint-Jacques-de-Compostelle ainsi que l'un de ses botafumeiros.
Le pavillon de la Communauté de Madrid est un bâtiment d'acier revêtu de matériaux transparents, illuminé pendant la nuit, créé par José Luis Ramón Solans, Ricardo del Amo et Pilar Briales,.
Le pavillon de la Région de Murcie, imaginé par Vicente Martínez Gadea, présente une façade antérieure inclinée recouverte de fleurs, descendant jusqu'à un bassin dans lequel se trouve le sous-marin d'Isaac Peral. L'édifice abrite l'autogire de Juan de la Cierva et une collection d'art, dont le Paso de la Cena, du sculpteur Salcillo.
Le pavillon de la Communauté forale de Navarre, imaginé par Fernando Redón Huici, est vitré et possède un toit blanc à deux versants. Il abrite une forêt de hêtres traversée par un ruisseau en cascades. Une présentation en hologrammes de l'histoire de la Navarre, réalisée par Juan Luis Buresi, y est montrée.
La structure du pavillon du Pays basque, dessiné par Luis Angoloti et Apolinario Fernández de Sousa, rappelle les caseríos locaux. Sa façade en verre a les couleurs du drapeau basque. Un film y est projeté, présentant un voyage imaginaire à travers le Pays basque.
Le pavillon de la Rioja (dessiné par Raúl Gonzalo Zarandona et Julián Torres Castillo) montre au visiteur les Glosas Emilianenses, premier livre écrit en espagnol. Le sous-sol du pavillon rend hommage aux chais de la région.
Le pavillon qu'Emilio Giménez Julián imagine pour la Communauté valencienne possède un clocher abritant six cloches de la cathédrale de Valence, qui sonnent quatre fois par jour. À l'intérieur du bâtiment se trouve une exposition sur le lien entre la Communauté valencienne et la découverte de l'Amérique. Elle expose notamment un document original signé par Santángel, un Valencien, allouant à Christophe Colomb un crédit pour son voyage, ainsi qu'une lettre, datée de 1493, dans laquelle Colomb raconte à son créancier sa découverte.

## Pavillons thématiques

### Pavillon duXVesiècle
Créé par Francisco Torres, bâti sur 3 305 m2 et situé dans les jardins du monastère, il possède une salle centrale surmontée d'une coupole octogonale. Il montre, au travers de montages audio-visuels et d'un théâtre tournant, le visage du monde avant 1492 et comment croyances et certitudes se côtoyaient alors, notamment concernant l'Eldorado. On y voit l'Europe d'alors et le Nouveau Monde tel que Colomb l'a découvert. On y trouve également une horloge astronomique. Le monastère est également le siège du Pavillon Royal, lieu de réception des gouvernements et des chefs d'État étrangers,.

### Pavillon des Découvertes
Il est en forme d'énorme parallélépipède, imaginé par Javier Feduchi. Peu avant l'ouverture de l'Expo, un incendie en ravage l'intérieur et, inutilisable, il demeure fermé pendant toute la durée de la manifestation. Il aurait dû être le noyau central de l'Expo, montrant, par des techniques muséographiques de pointe, le développement de l'homme et de la science entre 1492 et la fin du XXe siècle. Malgré tout, l'extérieur du bâtiment est transformé par le peintre Eduardo Arroyo : en le décorant de grandes silhouettes de ramoneurs, il en fait un véritable monument au feu, illuminé par la sphère du cinéma Omnimax, seule partie du pavillon à être sauvée des flammes. Ce cinéma sphérique permet de projeter le documentaire « Eurêka, la passion de découvrir » (Eureka, la pasión por descubrir), qui raconte de nombreuses découvertes, de l'arrivée de Magellan à Terre de Feu à la découverte des grottes d'Altamira. L'Omnimax projette également « Planète bleue » (Planeta azul), apportant un message écologique à travers des images du monde entier. Le dernier concert des Rolling Stones y est également diffusé pendant la dernière heure de la nuit.

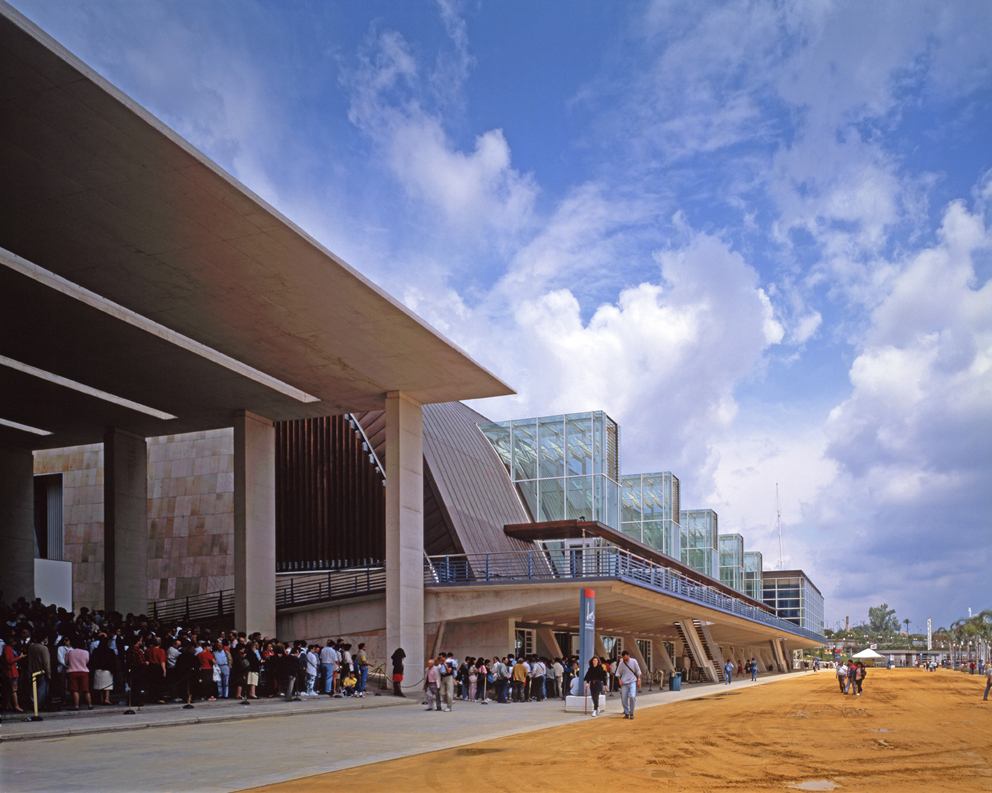
Le pavillon de la Navigation.

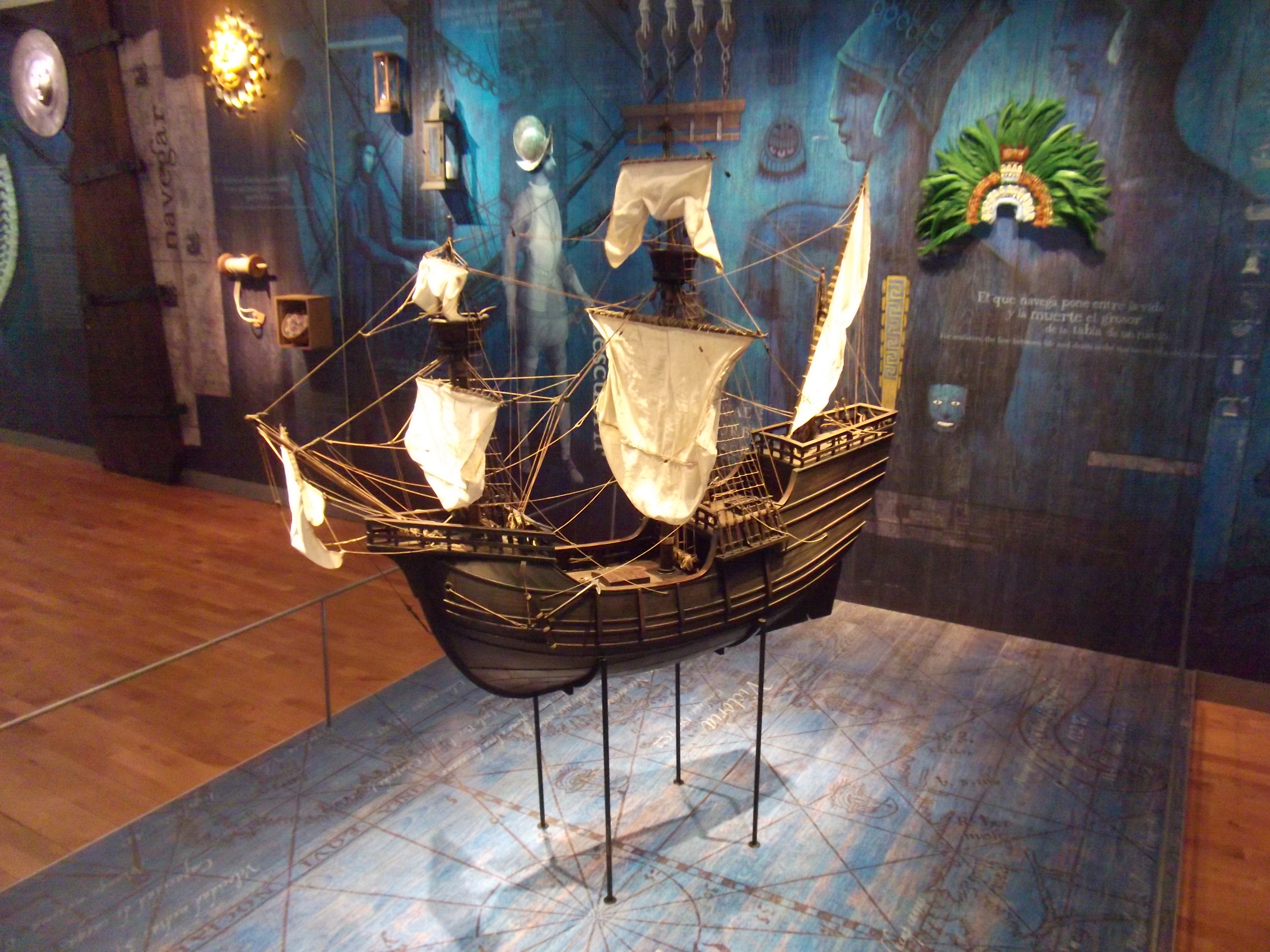
Une maquette du navire Victoria, à l'intérieur du pavillon de la Navigation.

### Pavillon de la Navigation
Il est le pavillon le plus visité de l'Expo. Œuvre de l'architecte Guillermo Vázquez Consuegra, il représente la coque inversée d'un bateau. Il se trouve au sud du site, au niveau du quai des Indes du Guadalquivir, juste en amont du Pont du Christ de l'Expiration, à l'endroit où sont amarrées des répliques des trois caravelles de Colomb et de la caraque Victoria. Sa façade principale, tournée vers le canal, évoque d'anciennes installations portuaires. Le visiteur se promène à l'intérieur de la reproduction d'un galion, accédant à une maquette de la Séville de Colomb et à de véritables trésors découverts dans les mers et les océans au cours des siècles.
Après l'Expo, il reçoit le prix, donné par le collège des architectes, de meilleure œuvre construite en 1992.

### Pavillon de la Nature et Jardin américain
Dessiné par Luis Fernando Gómez Stern, c'est une gigantesque bulle de forêt tropicale arrosée par une pluie artificielle ; on y trouve plus de 160 plantes et animaux de la forêt humide : iguanes, dindons, toucans, piranhas (dans la zone brésilienne), murènes (dans celle des Canaries), poissons du golfe Persique et d'Australie. Dans la zone de Monaco se trouve un aquarium auquel on accède par un tunnel transparent au travers duquel on peut observer des requins de la Méditerranée. De plus, un film en Showscan y est projeté, montrant des images du Parc national de Doñana, de l'archipel de Los Roques, de Gran Sabana, du delta de l'Orénoque et des Llanos d'Apure.
Autour du pavillon de la Nature se trouve le Jardin américain. Il s'agit d'un espace de deux hectares qui possède plus de 500 plantes amenées par 21 pays d'Amérique participant à l'Expo : cèdre de Cuba, ceibo argentin, palmier à huile colombien, belombra, coca, etc.

### Place du Futur
Créé par l'architecte Oriol Bohigas, l'édifice nommé Plaza del Futuro (Place du Futur) abrite les quatre pavillons du devenir : pavillons de l'Énergie, des Télécommunications, de l'Univers et de l'Environnement. Dans le pavillon de l'Énergie sont expliqués, à l'aide de nombreux appareils, le principe de « transfert d'énergie » et les problèmes énergétiques que l'homme rencontrera dans le futur. On y trouve entre autres une voiture solaire et le vélo de Miguel Indurain. Le pavillon des Télécommunications diffuse un spectacle audiovisuel sur un mur de 848 télévisions. Le pavillon de l'Univers renferme un planétarium exposant le cosmos et son évolution sur 180 degrés. Le pavillon de l'Environnement montre « Concert pour la Terre » (Concierto por la Tierra), un film en trois dimensions,.

## Pavillons des organisations internationales

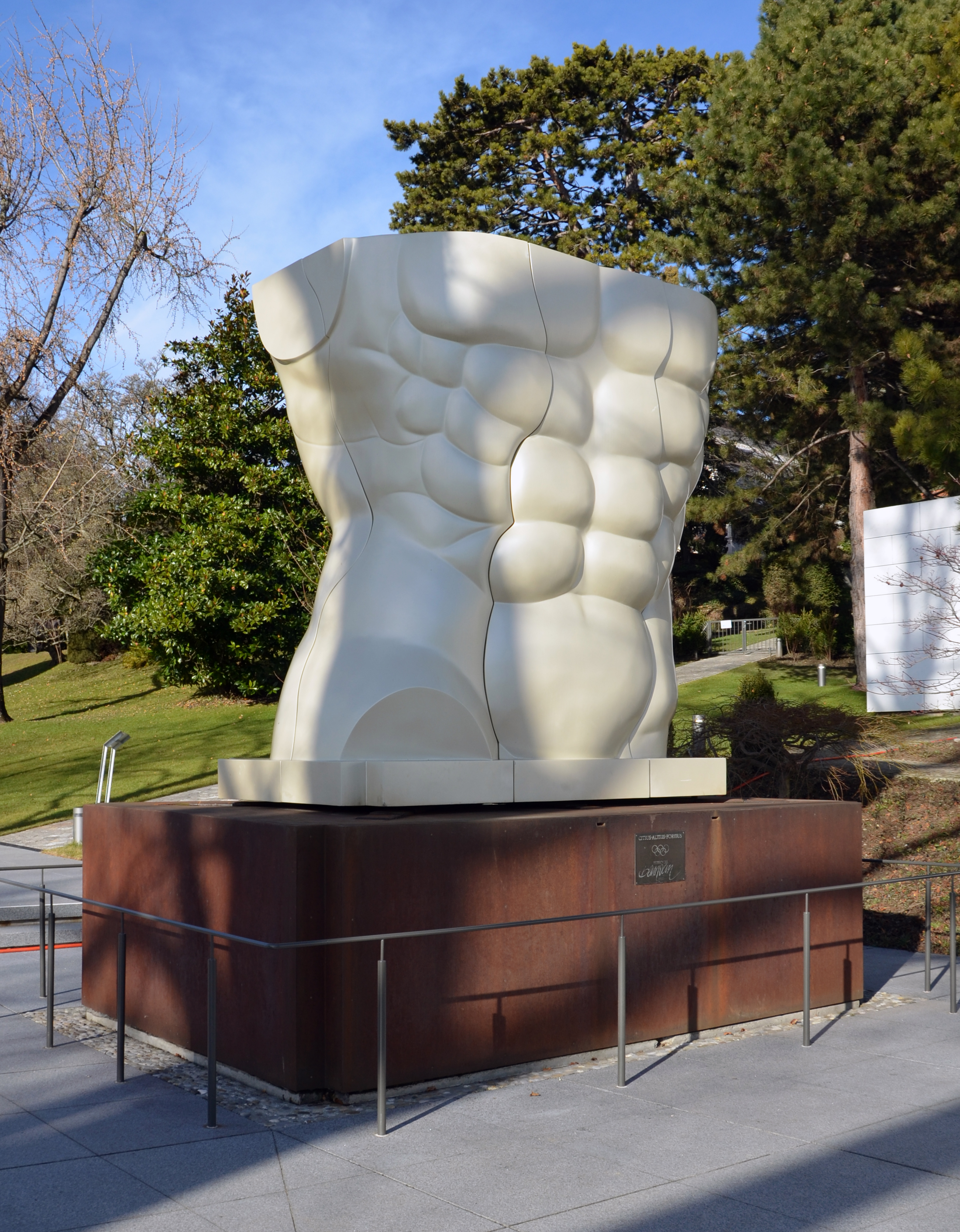
Citius, Altius, Fortius, de Miguel Berrocal, est exposé dans le pavillon du CIO.

Vingt-trois organisations internationales ont leur pavillon à l'Expo,.
Le pavillon du Comité international olympique (CIO), créé par Rafael de la Hoz, montre une collection de torches olympiques, de celle de Berlin (1936) à celle de Barcelone (1992), et des œuvres d'art comme L'Athlète américain d'Auguste Rodin, L'Athlète cosmique de Dalí ou Citius, Altius, Fortius de Miguel Berrocal,,,,.
Le pavillon de la Communauté européenne, créé par Karsten K. Krebs, se situe au centre de l'avenue de l'Europe, entouré des 12 tours bioclimatiques représentant les pays membres de la Communauté européenne. Le pavillon, d'une hauteur de 50 m, est un grand cône peint aux couleurs des drapeaux des douze pays. On y découvre l'Europe de l'ère des découvertes, de la Renaissance à la naissance de la Communauté européenne. Le parcours se termine par une présentation, sur 96 écrans syncronisés, du traité de Maastricht (signé en février 1992, deux mois avant l'ouverture de l'Expo).
L'ONU présente dans son pavillon (créé par José Ramón Rodríguez Gautier, Javier Morales et Luis Uruñuela) un film dans lequel un extraterrestre est irrité par les désastres que les humains causent à la Terre,.
Les autres organisations représentées à l'Expo sont l'ASE, la BID, le CERN, le CICR, le Conseil de l'Europe, le Conseil de la Ligue arabe, la FISCR, le HCR, l'IICA, l'Observatoire européen austral, l'OEA, l'OECO, l'OIT, l'OMI, l'OMS, l'OMT, l'ONUAA, l'ONUDI, l'OPS, l'UNESCO et l'Unicef.

## Présence des entreprises
De nombreuses entreprises sont présentes à l'Expo. Six d'entre elles ont un pavillon propre (Cruzcampo, Fujitsu, la ONCE, Rank Xerox, Retevisión et Siemens) et toutes participent directement au financement de la manifestation. Une loi sur les bénéfices fiscaux (ley de beneficios fiscales) est introduite par l'Espagne pour l'Expo : cette loi exempte les entreprises participantes d'une grande partie de leurs impôts directs sur le chiffre d'affaires fait à l'Expo et leur permet de ne pas payer la TVA.

### Fournisseurs officiels
Bull, El Corte Inglés, Ford, Fuji, IBM, Olivetti, Panasonic, Philips, Rank Xerox, Real Casa de la Moneda, Schindler, Siemens, Sony et Telefónica sont les fournisseurs officiels de l'Exposition.
La présence à l'Exposition de la chaîne espagnole de grands magasins El Corte Inglés est discrète, se résumant à la construction d'un parc de jeux pour enfants.
Fuji est le fournisseur officiel de l'Exposition en matériel cinématographique et photographique, dont l'entreprise obtient le monopole de la vente au public.
IBM prévoit dans un premier temps d'avoir son propre pavillon à l'Exposition mais décide finalement d'abandonner le projet. En effet, les difficultés rencontrées alors par le projet Cartuja 93, devant permettre la reconversion de l'Expo en centre technologique, persuadent l'entreprise de ne pas s'impliquer autant à Séville. IBM y présente malgré tout son centre de technologie de la langue espagnole, un appareil de reconnaissance vocale, situé dans un bâtiment fourni par l'Expo et que l'entreprise américaine pourra garder par la suite. IBM a de plus l'exclusivité sur les écrans géants des zones publiques et dissémine sur le site 33 terminaux fournissant des informations sur la manifestation. Le tiers des dépenses de la firme est assumé par la Junta de Andalucía.
Philips et Olivetti sont les fournisseurs officiels d'équipements de projection et de matériel informatique.
L'entreprise Rank Xerox est spécialisée dans les photocopieurs et les imprimantes. Emilio Haase Barasoain, directeur général de Rank Xerox en Espagne, signe un contrat d'un milliard de pesetas (6 millions d'euros) pour approvisionner l'Exposition en matériel de bureau. L'entreprise investit en outre le double dans son pavillon, imaginé par Manuel Carrilero de la Torre. Elle y présente des expositions consacrées à plusieurs artistes espagnols ainsi qu'un hommage au document antique, notamment au travers d'un documentaire, « Le mystère de Docera » (El misterio de Docera), qui parcourt l'histoire du document depuis l'imprimerie de Gutenberg,,.

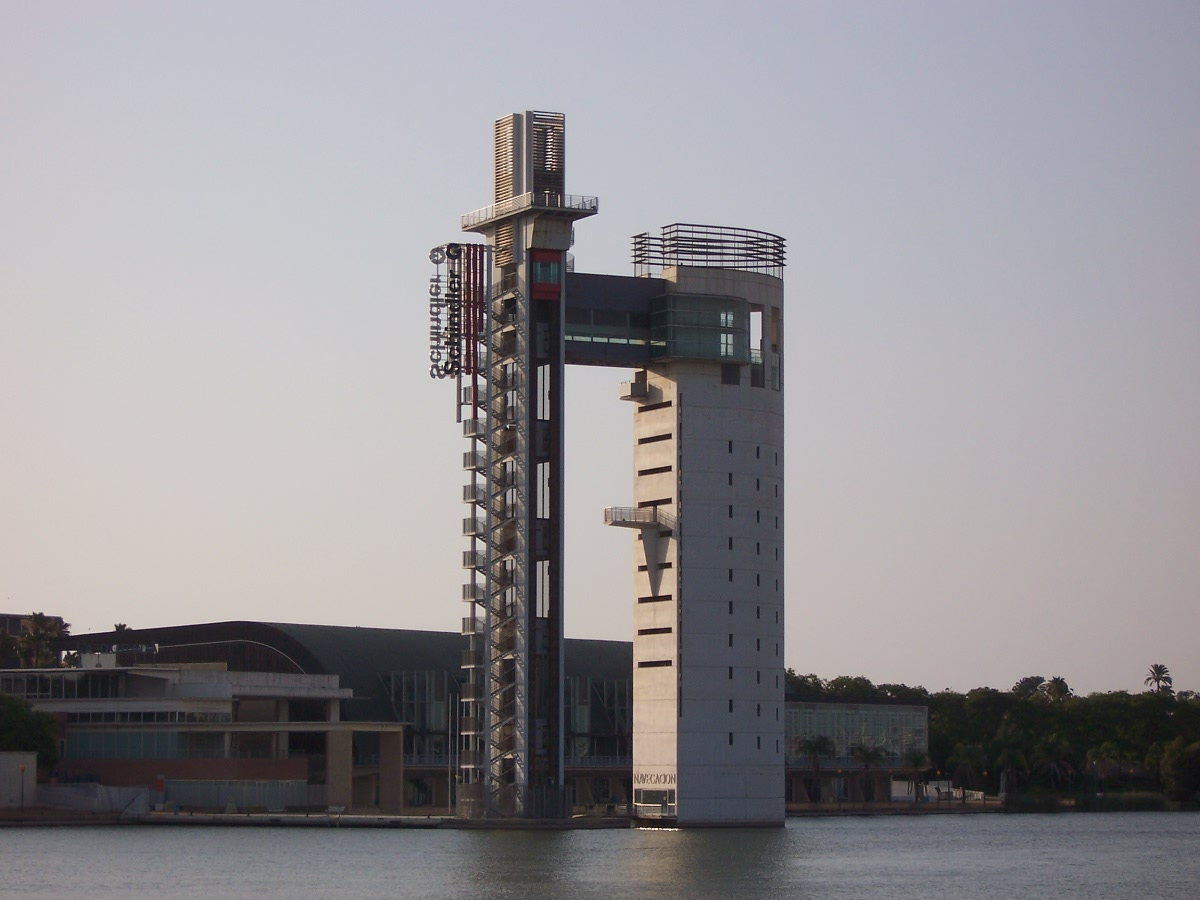
La tour Schindler en 2005.

Le groupe suisse Schindler, spécialisée dans les escaliers mécaniques, les trottoirs roulants et les ascenseurs, fait construire une tour panoramique de 65 m à côté du pavillon de la Navigation. Elle se compose de deux parties distinctes. La première est une structure métallique qui contient l'escalier utilisé pour la descente ; la seconde, structure de béton blanc à base ogivale, construite sur le canal et dont la forme évoque une coque de navire posée sur son extrémité, contient les ascenseurs permettant d'accéder à la terrasse.
Le pavillon de Siemens, entreprise allemande spécialisée dans les hautes technologies, est un grand édifice imaginé par l'Allemand Bertram Engel et bâti par l'architecte allemand Gunter R. Standke. Cylindrique, il est coupé par une ligne directement inspirée de la Giralda, le clocher de la cathédrale de Séville. Le bâtiment est protégé de la chaleur par un écran de lames tournant avec le soleil, et fonctionnant à l'énergie solaire. Siemens présente le film « Concert Évolution » (Concierto Evolución), qui met en garde contre les risques de la destruction de l'environnement, proposant comme seule alternative l'intégration de l'homme dans la nature. Le film compare l'humain à un pianiste rompant l'harmonie d'un concert en décidant égoïstement de jouer sans tenir compte des autres instruments. Siemens est le fournisseur officiel de l'Exposition en commutateurs téléphoniques, en terminaux polyvalents et en téléphones analogiques et digitaux. L'entreprise collabore en outre avec Alstom à la construction du train à grande vitesse AVE reliant Madrid et Séville. Elle prévoit de s'installer à Cartuja 93 avec un centre d'investigation dirigé par Florencio Meleno, délégué de Siemens en Andalousie,.
Sony installe sur la place homonyme de l'Expo le JumboTron, un écran cathodique de 228 m2, le plus grand d'Europe en 1992, et y projette des scènes de l'Exposition et les concerts,,.

### Sponsors officiels
La BBVA, Banco Central Hispanoamericano, Banco Español de Crédito, Coca-Cola, Cruzcampo et Schindler sont les sponsors officiels de la manifestation. Coca-Cola paie 1,7 milliard de pesetas (10,2 millions d'euros) pour sponsoriser officiellement la manifestation et pour obtenir l'exclusivité des ventes des sodas sur le site. La firme américaine organise en outre le défilé quotidien qui a lieu dans les rues de l'Expo. Cruzcampo, brasserie espagnole basée à Séville, vend dans son pavillon (dessiné par Miguel de Oriol e Ibarra) de la bière qu'elle brasse sur place,,.

### Autres entreprises
Les autres entreprises associées et collaboratrices sont Alcatel, American Express, Arbora, Bacardí, Campofrío, Coanbega, la Compagnie Sévillane d'Électricité, Danone, Electrolux, ENASA, Esabe-Servipack, Ever Rosa, Fujitsu, Hiram Walker, Hispasat, Iberia, J&B, Larios, Mapasa, Mapfre, Mensque Rodríguez y Cía, Nestlé, la ONCE, Pedro Domecq, la Renfe, Retevisión, Roneo Ucem, Seur, Tierras de Jerez, Yuca E et Zanussi.
Le thème du pavillon de Fujitsu, imaginé par l'architecte Hajime Mori, est « L'hormonie entre l'humanité et la technologie de pointe ». Il présente une collection d'art espagnol et un film en 3-D sur un écran hémisphérique (procédé IMAX Solido) appelé « Échos du soleil » (Ecos del sol) qui gagnera le prix de meilleur film de l'Expo 92. Fujitsu ne parvient pas à obtenir l'exclusivité sur les écrans géants des zones publiques de la manifestation (donnée à IBM). Par contre, l'entreprise japonaise gagne celle des systèmes de contrôle et de surveillance des entrées. Fujitsu y investit 3,2 milliards de pesetas (19,2 millions d'euros).
Jerez de la Frontera, cinquième ville d'Andalousie et plus grande ville de la province de Cadix, tient à avoir son pavillon. En tant que ville, le règlement le lui interdit et c'est sous le couvert d'une société, nommée « Promotion des Terres de Jerez et de ses Produits » (Promoción de la Tierras de Jerez y sus Productos, S.A.) que la commune parvient à entrer à l'Expo, pour la somme de 400 millions de pesetas (2,4 millions d'euros). La municipalité ainsi que 52 entreprises de sa comarque y participent. Le pavillon est dessiné par les architectes locaux José Ramón González de la Peña et Ignacio de la Peña Muñoz et par les ingénieurs Juan Manuel Hernández et Fernando García Martín. Le vin de Xérès (dont le pavillon a l'exclusivité sur le site) et la gastronomie locale y sont présentés, ainsi que la tradition équestre et le folklore andalou. Le pavillon est aménagé en cercle autour d'une grande piste sur laquelle sont présentés des spectacles mettant en scène des chevaux andalous.
Le pavillon de la fondation ONCE, créé par Gilbert Barbany et Sebastián Mateu, représente deux parallélépipèdes de verre juxtaposés ; la structure externe est composée de béton recouvert de pierre. L'édifice, émergeant du premier sous-sol, est entouré d'une cour anglaise sur un plan d'eau,.
Le pavillon de Retevisión, entreprise de télécommunications espagnole alors publique, transmet durant toute la durée de la manifestation Sevilla, Sevilla, une émission présentée par Carmen Maura et Antonio Banderas qui sera transmise par 64 télévisions dans le monde. Le pavillon, appelé également pavillon de la Technologie audiovisuelle, propose de plus un jeu vidéo de réalité virtuelle. Le bâtiment a été imaginé par Horacio Domínguez López,.

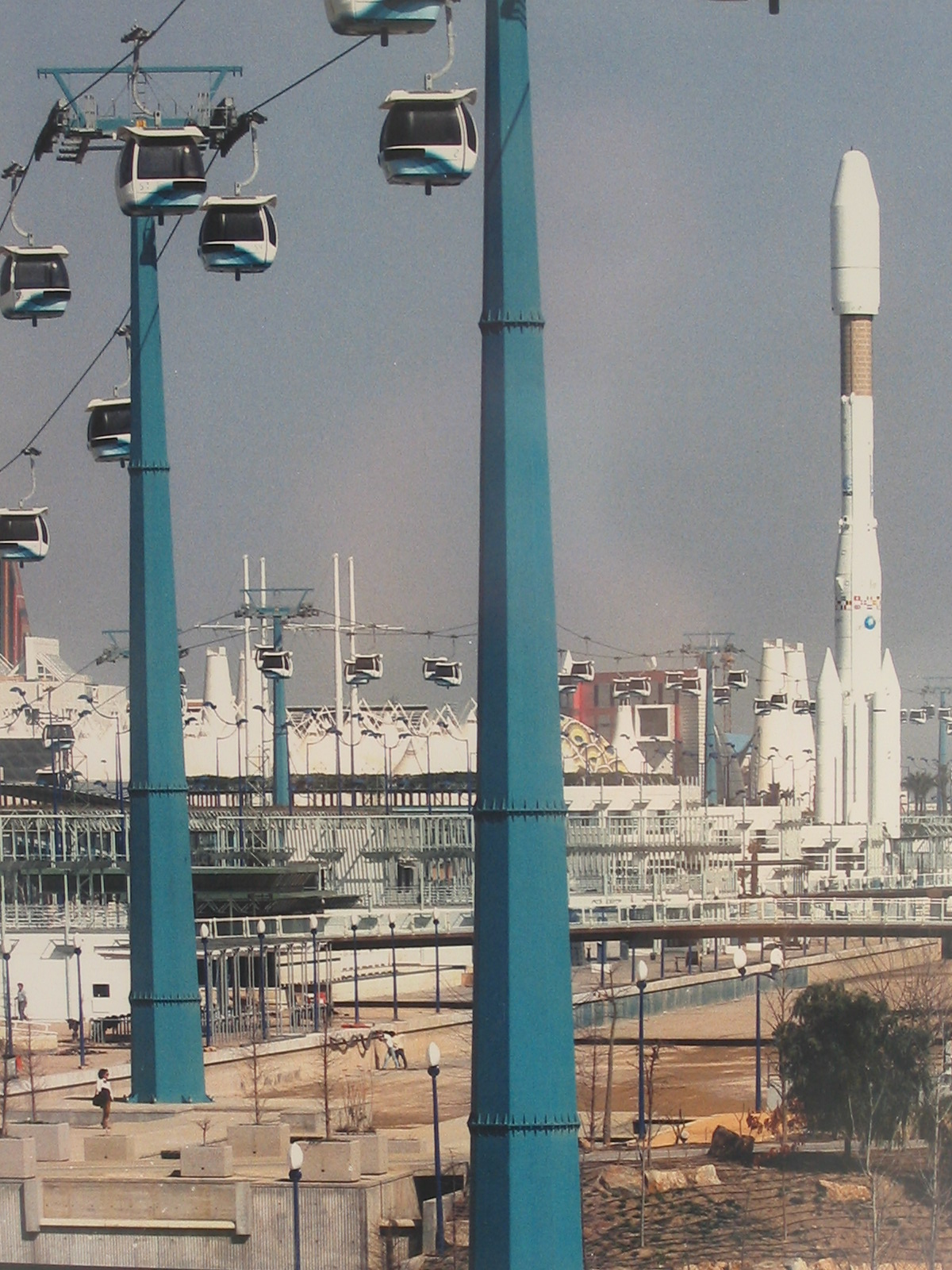
Le télécabine et l'Expo.
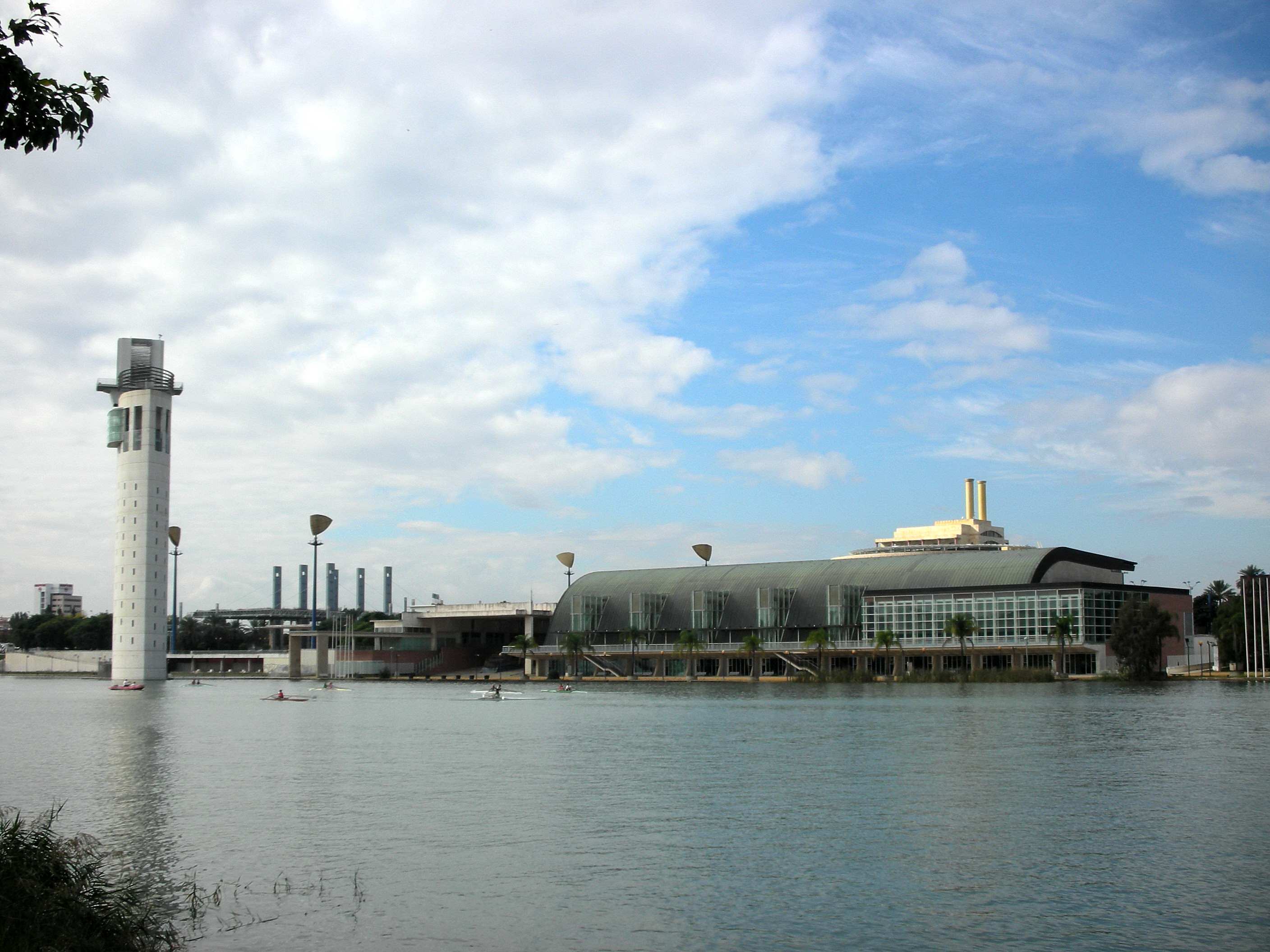
Le pavillon de la Navigation et la tour Schindler.

## Beaux-arts, culture et archéologie

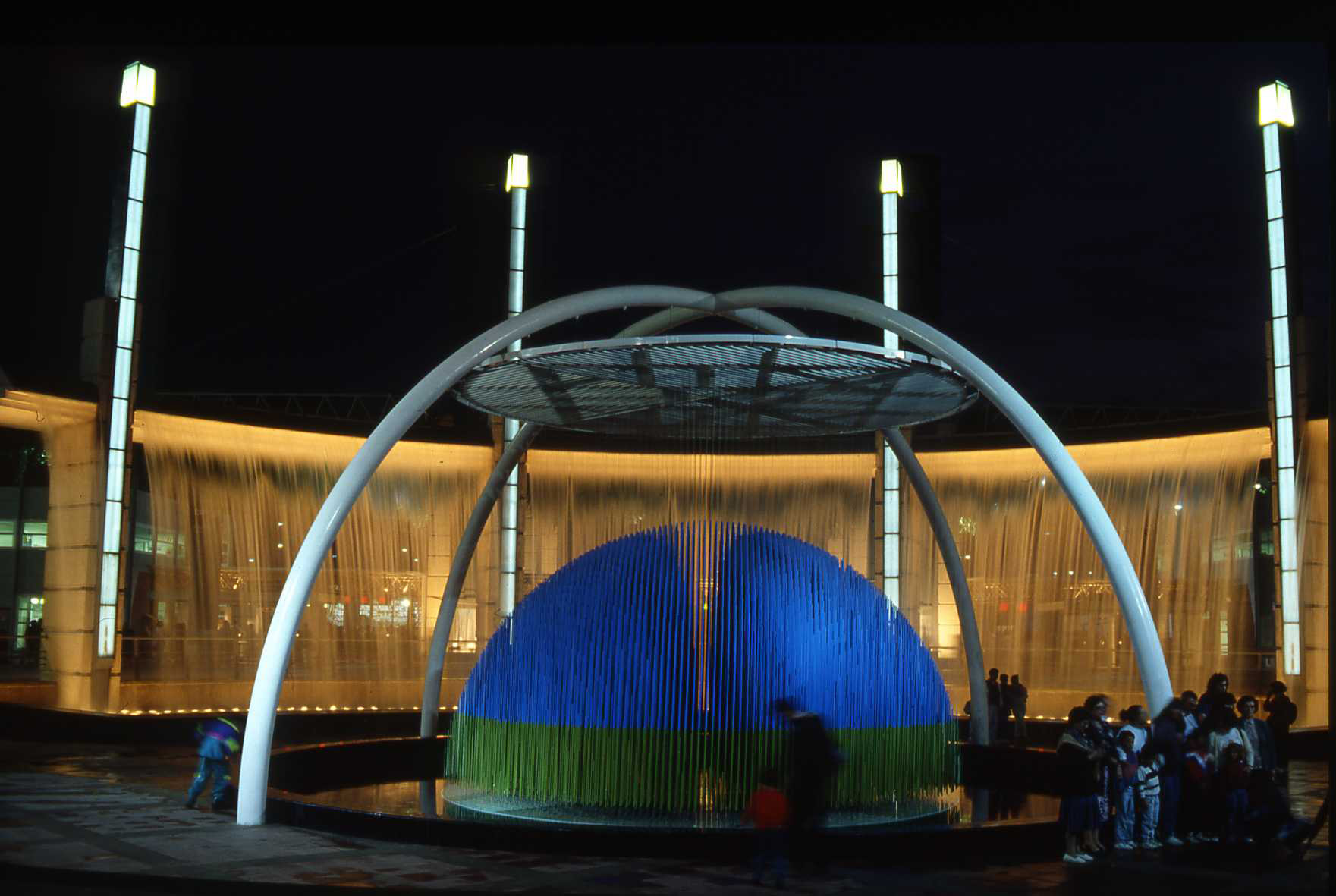
Media esfera azul y verde de Jesús-Rafael Soto, à l'entrée située à la Porte de Triana.

Au total, plus de 6 500 œuvres, provenant de 677 collections, sont exposées dans les différents pavillons. Parmi elles se trouvent des tableaux de Goya, de Rubens, de van Gogh, de Velázquez, d'El Greco, de Dalí, de Miró et de Tàpies, des sculptures d'Alonso Berruguete, de Miguel Berrocal, de Pablo Gargallo, d'Eduardo Chillida, de Gustavo Torner et de Jorge Oteiza. Des trésors archéologiques comme le contenu du complexe funéraire péruvien de la huaca Rajada, des sculptures de la Rome antique, des peintures murales mayas, des tapisseries chinoises, des tapis arabes, etc., sont également présentés, sans compter plus de 650 objets représentant les cultures ancestrales des différents pays présents.
Le monastère de la Cartuja est le siège de l'exposition « Art et culture autour de 1492 » (Arte y cultura en torno a 1492) qui montre, au travers de 331 objets de 28 pays, les cultures précolombienne, européenne, orientale, islamique et africaine de la fin du XVe siècle,. La gare routière de la Plaza de Armas, située sur l'autre rive de la darse du Guadalquivir, dans le centre de Séville, présente en outre une exposition d'art contemporain ibéro-américain. On y retrouve des œuvres de Wifredo Lam, Oswaldo Guayasamin, Fernando Botero, Edgar Negret, Alejandro Otero ou Jacobo Borges. Sur l'Avenue de l'Europe est exposé Europe à cœur, une sculpture de Ludmila Tcherina. À l'entrée de l'expo située à la Porte de Triana se trouve la « Demi-sphère bleue et verte » (Media esphera azul y verde) de l'artiste vénézuélien Jesús-Rafael Soto, dont on trouve également d'autres œuvres sur le site de l'Exposition. On trouve en outre disséminées sur le Jardin du Guadalquivir des œuvres d'artistes comme Stephan Balkenhol, Ettore Spalletti, Per Kirkeby ou Eva Lootz. Le pavillon des Arts, sur 2 000 m2, compte quatre expositions permanentes de sculpture de quatre pays et huit expositions temporaires permettant à 555 artistes contemporains de 44 pays d'exposer leurs œuvres,.

## Art scénique
Pendant les 176 jours de l'Expo, à raison de 19 heures par jour, sur 16 scènes dispersées sur le site (notamment au Palenque, un espace couvert de 9 000 m2), dans les différentes salles de spectacle de la ville et à Itálica, se succèdent spectacles de danse, concerts, opéras, pièces de théâtre, spectacles humoristiques, animations pour les enfants et défilés de mode. De nombreux concerts et spectacles ont lieu au théâtre de la Maestranza, au Théâtre Central et à l'Auditorium de la Cartuja,.

### Mode
Un défilé de vêtements issus de la collection de la Fondation Pierre Bergé – Yves Saint Laurent a lieu sur l'esplanade du pavillon de la France; on y montre notamment pour la première fois lors d'un défilé la collection Mondrian. Lors d'un gala à l'auditorium sont présentées des collections de créateurs comme Giorgio Armani, Pedro del Hierro et Victorio & Lucchino, portées par des modèles comme Inés Sastre.

### Musique

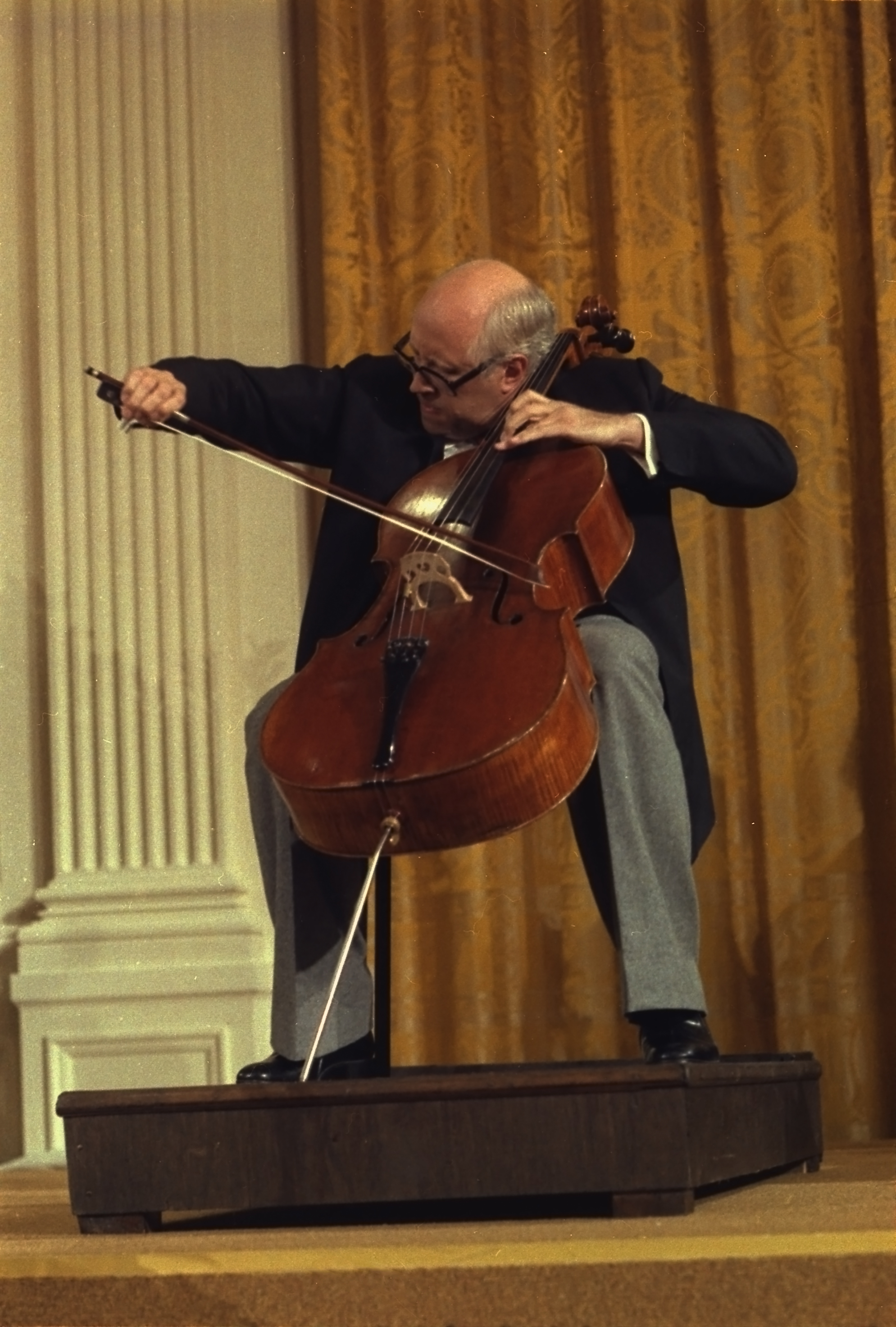
Le violoncelliste Mstislav Rostropovitch.

Le théâtre de la Maestranza vit avec l'Exposition sa saison inaugurale. Au programme des opéras, on trouve notamment Un ballo in maschera de Giuseppe Verdi (avec Plácido Domingo comme ténor) et Fidelio de Beethoven, tous deux par la compagnie du Metropolitan Opera de New York. La traviata est jouée par la compagnie de La Scala de Milan et Don Giovanni est interprété par l'Orchestre philharmonique de Vienne et son chœur. Kiri Te Kanawa y chante aussi, accompagnée de l'orchestre symphonique de Nouvelle-Zélande, tout comme la mezzo-soprano grecque Agnes Baltsa. L'Opéra de Dresde présente en outre Der Fliegende Holländer de Richard Wagner et l'Opéra royal de Stockholm le Maria Stuarda de Gaetano Donizetti,.
Les orchestres philharmoniques de Londres, de Vienne (dirigé par Claudio Abbado), de Munich (dirigé par Sergiu Celibidache), de Varsovie, de Moscou, d'Israël (dirigé par Zubin Mehta) et d'Oslo (dirigé par Mariss Jansons), les orchestres nationaux des Pays-Bas et de Belgique et les orchestres symphoniques de Göteborg, de Leipzig, de Malmö et de Hongrie se produisent dans le cadre de l'Exposition, tout comme le violoncelliste Mstislav Rostropovitch. On note en outre la présence du Michael Nyman Band et de l'Orquesta Andalusí de Tétouan qui interprètent des œuvres de Michael Nyman,,. À l'Auditorium de la Cartuja, on peut en outre entendre des œuvres d'Andrew Lloyd Webber interprétées par l'Orchestre philharmonique royal de Liverpool, ainsi que la comédie musicale Which Witch.
L'orchestre de jazz de Glenn Miller se produit au Palenque dans des hommages à Miles Davis, Charlie Parker et John Coltrane. Kenny Garrett, Gerry Mulligan, Herbie Hancock et Tony Williams y participent. Le Count Basie Orchestra et le Pasadena Roof Orchestra jouent également,. Plusieurs concerts de salsa et de musique latine ont lieu, notamment grâce au Panaméen Roberto Blades, à Elba Ramalho, au Gran Combo de Puerto Rico, à Milton Nascimento ou à Nacha Guevara et Julio Bocca. Séville invite logiquement le flamenco à l'Expo, avec des spectacles de Manuela Carrasco, accompagnés par les guitaristes Chiquetete, Manuel Mairena ou José de la Tomasa. La comédie musicale Gitanos de Jerez est présentée à l'Auditorium de la Cartuja, dirigée par le guitariste Manuel Morao. Le pop et le rock sont également présents et on peut assister sur la Place Sony aux concerts de Crowded House, de Rui Veloso, de Luz Casal ou de Siniestro Total, entre autres. Le groupe Scorpions se produit dans le pavillon allemand et Guns N' Roses dans le Stade Benito-Villamarín.

### Théâtre
De nombreuses pièces, sous la responsabilité de Maurizio Scaparro, consultant théâtral de l'Exposition, sont présentées, notamment au théâtre Lope de Vega et au Théâtre Central de la Cartuja.
Vittorio Gassman présente une œuvre inspirée de Moby Dick. Peer Gynt, l'œuvre de Henrik Ibsen, est interprétée par la compagnie Dramaten de Stockholm, avec Börje Ahlstedt et Bibi Andersson dans les rôles principaux ; la Comédie-Française présente Le Barbier de Séville, avec Roland Bertin dans le rôle de Figaro ; la pièce Le baruffe chiozzotte, de Carlo Goldoni, est présentée par le Piccolo Teatro di Milano ; la pièce de Pedro Calderón de la Barca, La vie est un songe, est interprétée par la compagnie Rustaveli de Géorgie ; le Gate Theatre de Dublin présente deux œuvres de Samuel Beckett, dirigées par Walter Asmus. La compagnie allemande du Thalia Theater interprète un spectacle musical dirigé par Bob Wilson, sur une musique de Tom Waits et la compagnie française L'Esquisse joue Plein soleil. Le théâtre espagnol est représenté par Comedias bárbaras de Ramón María del Valle-Inclán, dirigée par José Carlos Plaza, Lope de Aguirre, de José Sanchis Sinisterra et des œuvres contemporaines de Martín Recuerda, Antonio Gala, Lucas Marañas et Alfonso Sastre. La tragédie grecque est également à l'honneur avec Antigone, par la compagnie grecque Volos.

### Danse
Les danses folkloriques de nombreux pays sont dévoilées durant l'Exposition, notamment lors des journées nationales des différents pays. On y retrouve entre autres les 200 danseuses du cabaret cubain Tropicana, un spectacle de kabuki, forme épique du théâtre japonais traditionnel, des danses maori ou des ballets folkloriques du Nicaragua ou de République dominicaine. La Compagnie nationale de danse du Costa Rica présente un spectacle intitulé Preludio nuestro au Palenque.
« Les Yeux de la Déesse » (The Eyes of the Goddess), œuvre posthume inachevée de Martha Graham, est interprétée à l'Amphithéâtre d'Italica ; le Théâtre d'Helsinki présente « Août » de Carolyn Carlson et les Grands Ballets canadiens la version russe de « Le Tricorne » (El sombrero de tres picos) de Serge de Diaghilev, sur la chorégraphie de Léonide Massine et avec les décors de Pablo Picasso. Le BalletMet (compagnie de ballet de Columbus (Ohio), aux États-Unis, fondée en 1974) interprète un spectacle sur l'histoire du jazz alors que le Ballet Gulbenkian de Lisbonne et Olga Roriz montent Isolde, d'après Tristan et Isolde, sur la musique de Richard Wagner. Le Ballet du Théâtre Kirov, lui, interprète « Prière pour l'ère du Verseau » de Sofia Goubaïdoulina sous la direction musicale de Mstislav Rostropovitch. Cristina Hoyos danse « Déserte » (Yerma) avec Manuel Reyes et Juan Antonio Jiménez ; Víctor Ullate interprète De Triana a Sevilla sur une musique de Manolo Sanlúcar et Merche Esmeralda sa chorégraphie « Le ciel protecteur » (El cielo protector),.

## Conférences et débats
De nombreuses conférences, des séminaires et des débats ont lieu sur des sujets aussi divers que les langues et la littérature, les relations bilatérales, le commerce et l'économie, le climat, l'histoire, etc. On y retrouve des experts internationaux comme le poète et essayiste Octavio Paz, les écrivains José Saramago, Camilo José Cela et Günter Grass, les philologues Rafael Lapesa, Manuel Alvar et Emilio Alarcos Llorach, des hommes politiques comme Raúl Alfonsín ou Helmut Schmidt, l'économiste Jacques Attali, le théologien Hans Küng ou le philosophe Karl Popper.

## L'Expo dans les médias
Le centre de presse de l'expo occupe une surface de 11 000 m2 dans un édifice du site disposant d'un Centre International de Transmission. Un cabinet de presse est chargé de diffuser l'information officielle par l'intermédiaire d'un bulletin quotidien. De plus, Radio Expo et Tele Expo, station de radio et chaîne de télévision officielles de la manifestation, offrent quotidiennement des émissions.
L'expo prend une place importante dans les médias sévillans et andalous, non seulement pendant les six mois de la manifestation, mais également avant. Au début du projet, le scepticisme est au premier plan, notamment concernant la capacité des organisateurs à atteindre leurs objectifs. Le prix fixé pour les entrées est également critiqué. Lors des élections locales de 1991, peu avant l'inauguration, les médias reflètent les critiques des chefs de file de l'opposition. Malgré tout, après les incendies qui ravagent à quelques jours de l'ouverture le pavillon des Découvertes et celui de l'Océanie, les médias changent d'attitude et se montrent solidaires. Après l'inauguration, ils deviennent quasi unanimement positifs, dirigeant leurs critiques plus sur la gestion que sur le résultat final. L'Expo prend une telle place dans les médias sévillans que trois périodiques locaux décident de moderniser le matériel du centre de presse pour pouvoir diffuser l'information. Les aspects négatifs présentés initialement par la presse locale sont repris en partie par la presse nationale, qui passe par les mêmes périodes de scepticisme et d'enthousiasme. L'inauguration est généralement qualifiée de brillante et de réussie. Des agences de presse comme Reuters ont des bureaux sur le site.[réf. nécessaire] La presse internationale, notamment européenne mais également américaine, s'intéresse régulièrement à la manifestation et, généralement positive, décrit les investissements des organisateurs comme indiscutables quant à la quantité et à la qualité des attractions et des exhibitions de l'Exposition.

## Après l'Expo

### Séville après l'Expo

#### Impact sur les transports et l'urbanisme

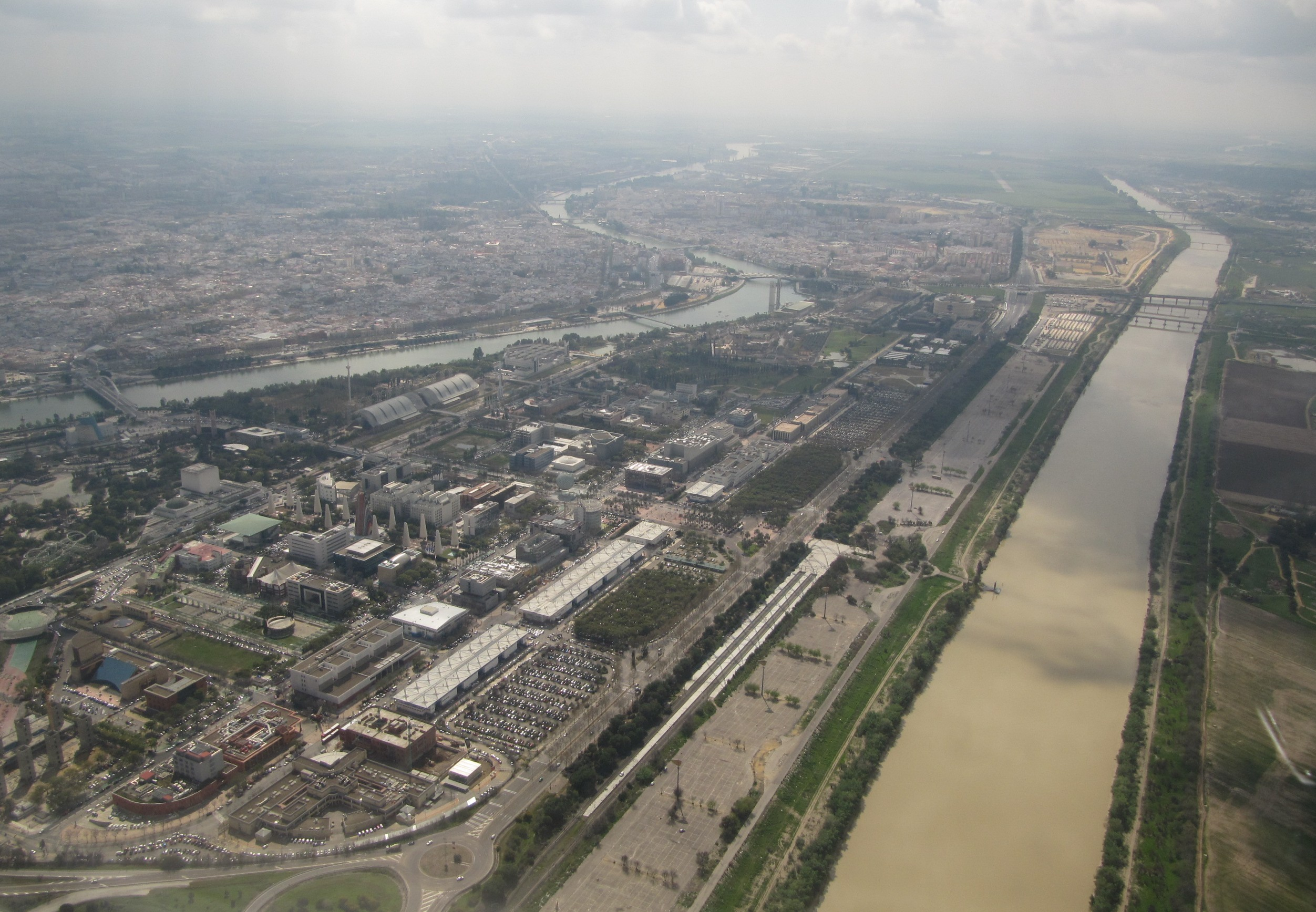
Le site de l'Exposition universelle, photographié en 2011.

L'Expo a permis à la ville de Séville de se doter d'infrastructures modernes et d'en rénover de nombreuses autres. Grâce à l'Expo 92, Séville, qui était auparavant relativement isolée du reste du pays, se trouve à deux heures et demie de train de Madrid, avec laquelle elle est également reliée par une autoroute. Les communications entre la ville et le reste de l'Andalousie se sont également nettement améliorées et l'aéroport a quadruplé sa capacité. La création d'une ceinture périphérique et la construction de plusieurs ponts rendent la ville plus accessible, notamment depuis l'ouest, et permet le développement des zones périphériques. La création de la nouvelle gare au nord de la ville a éliminé les barrières que constituait auparavant le passage des voies ferroviaires au milieu de la ville.
Malgré tout, 15 ans après, certaines infrastructures semblent déjà dépassées. Le faible nombre de voies de la ceinture périphérique et du pont du Cinquième Centenaire ne permettent plus d'absorber le trafic routier du XXIe siècle, ce qui provoque régulièrement des encombrements. En outre, l'anneau périphérique est incomplet et la circulation qui passe par le nord doit traverser une zone de carrefours et de feux de signalisation, ce qui limite sa fonctionnalité. Les communications routières avec les zones situées à l'ouest de Séville ont été privilégiées lors de la préparation de l'Exposition, afin de faciliter l'accès au site, notamment depuis Huelva et Cadix, sans malgré tout permettre un accès adéquat à l'est de la Costa del Sol. Logiquement, durant les années suivantes, l'accent a été mis sur la rénovation des infrastructures des autres régions, l'ouest de Séville et l'accès à la Costa del Sol étant mis à l'écart, les empêchant de se développer,.

#### Impacts économique, touristique et social de l'Exposition
L'endettement de la ville à la suite de l'Exposition de 1992 (pour un coût de mille milliards de pesetas (6 milliards d'euros), la dette est encore en 2000 de cent soixante milliards de pesetas (un milliard d'euros)) et les problèmes de reconversion du site de la Cartuja nourrissent la polémique. Malgré tout, il a été montré que si l'Exposition universelle n'avait pas eu lieu et que si, par conséquent, la grande majorité des infrastructures réalisées entre 1987 et 1992 n'avaient pas été construites, les taux de croissance du secteur de la construction de la région andalouse auraient été, en moyenne, 5,4 % plus bas que les valeurs enregistrées, ce chiffre correspondant à une différence de 0,94 % du PIB. Cette augmentation du PIB atteint 3,24 % si on y ajoute les effets indirects de l'impact de l'Expo 92. Au niveau national, elle est de 0,43 %, ce qui place l'Exposition universelle de Séville devant la Coupe de l'America 2007 de Valence (0,09 %) et devant l'Exposition spécialisée de 2008 de Saragosse (0,044 %), mais nettement derrière les Jeux olympiques d'été de 1992 de Barcelone (1,08 %).
Les années suivant la manifestation, aucune augmentation nette du tourisme n'est notée à Séville. Il n'est donc pas possible d'affirmer que l'Expo ait eu un impact positif sur l'image de la ville au niveau international. Une enquête est effectuée en 2010 à Séville parmi 101 personnes âgées de 15 à 65 ans (61 Espagnols et 40 touristes étrangers provenant de France, d'Italie, des États-Unis, de Chine et d'Allemagne). Parmi les personnes interrogées, 63,4 % ont visité l'Expo en 1992, dont 20,5 % des étrangers. Parmi les 36,6 % qui n'ont pas visité l'Expo (en incluant les personnes interrogées qui n'étaient pas nées ou étaient trop jeunes en 1992), 56,8 % n'ont jamais entendu parler de la manifestation et 43,2 % n'ont qu'une idée vague de ce qu'elle était et de ce qu'elle représentait pour Séville. Parmi les Sévillans âgés entre 45 et 65 ans, 85 % reconnaît les bénéfices que la manifestation a amenés à la ville. Plus de 75 % des personnes interrogées pensent que le site de l'Expo n'a pas été exploité convenablement après la fin de la manifestation. Parmi ces derniers, 76,2 % y verraient plus d'installations destinées aux loisirs et 66,3 % plus d'institutions culturelles.

### Le quartier de la Cartuja après l'Expo

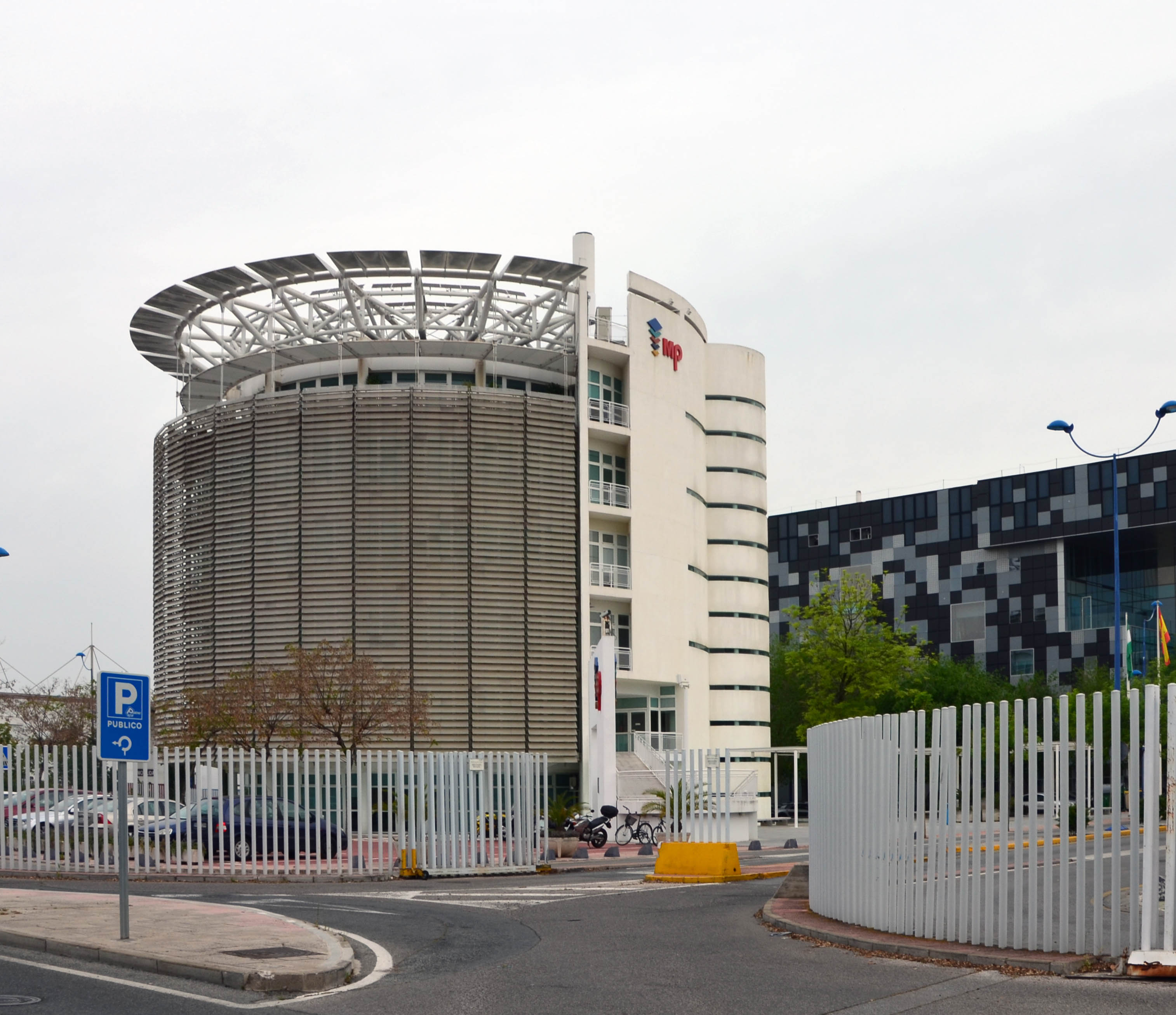
De nombreux pavillons ont été convertis en sièges d'entreprises. Celui de Siemens, par exemple, appartient dorénavant à MP Productividad, une entreprise espagnole spécialisée dans la maintenance industrielle et les services techniques et d'ingéniérie.

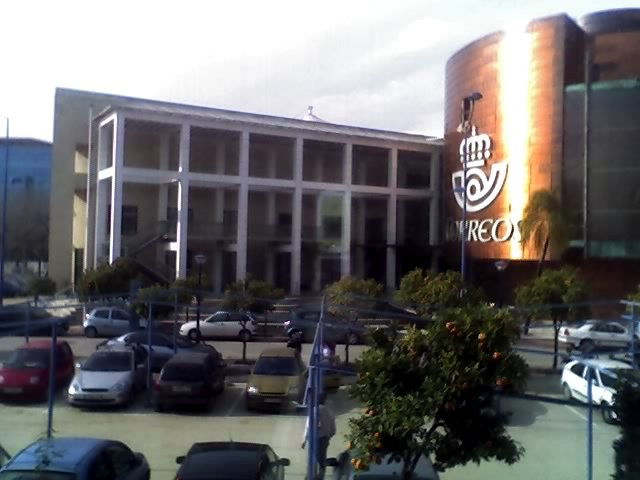
Le pavillon de Porto Rico est devenu propriété de la poste espagnole.

Une société de gestion des pavillons et des espaces de l'Expo est créée, nommée Agesa (Empresa Pública de Gestión de Activos S.A.). Le parc technologique Cartuja 93 et le parc à thème Isla Mágica reprennent une partie du site après l'Exposition,. En dehors des projets Cartuja 93 et Isla Mágica, d'autres édifices et infrastructures de l'Expo sont réutilisés : parmi eux, le pavillon du CIO est transformé en discothèque, celui de Porto Rico est racheté par la poste espagnole, celui d'Andalousie est le siège de RTVA, celui du Maroc est le siège de la Fondation Trois Cultures (chrétienne, hébraïque et musulmane) et la Place d'Afrique est le siège de la Confédération des entrepreneurs d'Andalousie. Le monastère de la Cartuja devient en 1997 le Centre Andalou d'Art Contemporain (CAAC), reprenant notamment les collections du Musée d'Art Contemporain situé alors sur la rue Santo Tomás, et abrite également l'Institut andalou du patrimoine historique,,. Le 2 janvier 2012, le pavillon de la Navigation, après des travaux qui auront coûté 11 millions d'euros, rouvre au public une partie de la collection exposée lors de l'Exposition, dont les maquettes de navires historiques, enrichie d'animations interactives. Séville parvient en outre à récupérer, après de nombreuses années d'abandon, la moitié des espèces végétales du Jardin Américain, inauguré en avril 2010 après des travaux qui auront coûté 8,5 millions d'euros. En 2007, la Direction générale des biens culturels du ministère andalou de la culture entame une procédure pour inscrire au Catalogue général du patrimoine historique andalou six pavillons de l'Expo : ceux d'Espagne, d'Andalousie, de Hongrie, de France et de Finlande ainsi que le pavillon thématique de la Navigation. Leur inscription dans ce catalogue suppose, en plus de leur sauvegarde, leur mise en valeur d'un point de vue touristique.

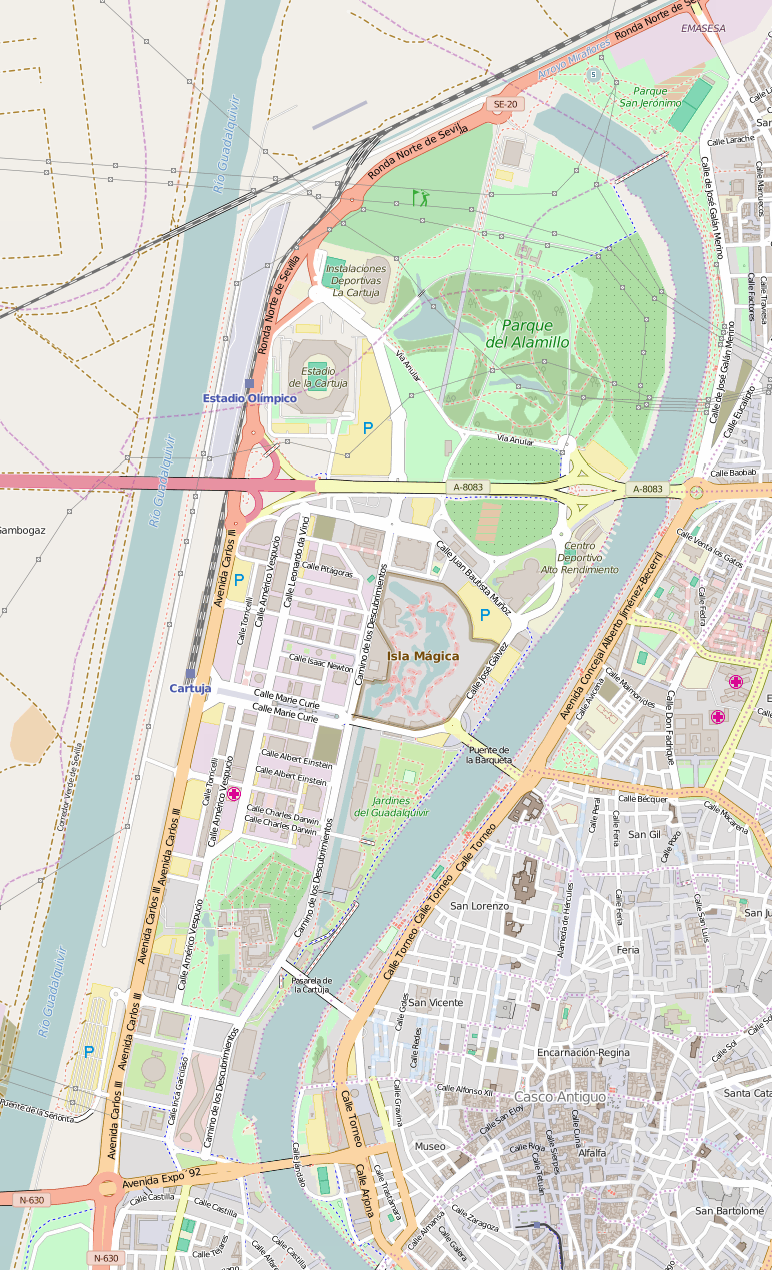
La Cartuja en 2013, avec la localisation des différentes entités ayant pris place sur le site de l'Exposition.

La ligne ferroviaire temporaire C-2, établie pour atteindre l'île de la Cartuja depuis la gare de Santa Justa, est fermée à la fin de l'expo avant d'être rouverte temporairement lors des championnats du monde d'athlétisme de 1999 qui ont lieu au stade olympique de la Cartuja, puis définitivement depuis le 20 février 2012. L'héliport construit pour la manifestation existe toujours et est depuis géré par les sociétés Transportes Aéreos del Sur et Helisureste. Héliport civil, il sert en outre de base pour les appareils officiels de gestion du trafic, d'urgence sanitaire et d'extinction d'incendies,.
Malgré tout, de nombreux bâtiments et structures sont progressivement démontés ou démolis, comme la télécabine, le Palenque et le pavillon des Découvertes,. Le manque de planification préalable entraîne au total la démolition de 70 % des infrastructures de l'Expo. En outre, de grandes portions de l'Expo ne trouvent pas de repreneur et sont laissées à l'abandon : le système de rafraîchissement de l'air installé pour la manifestation et qui permettait de contrôler la température du site n'est pas maintenu après l'Exposition : les fontaines et les canaux sont asséchés, bon nombre de pergolas ne sont plus entretenues et se vident de toute végétation et d'autres sont transférées dans différents quartiers de la ville, notamment à Puerta Triana ou devant la gare de Santa Justa. Quant à la sphère bioclimatique, toujours en place, elle ne fonctionne plus,. Plusieurs bâtiments ne sont pas entretenus et s'endommagent avec le temps. Il faut ajouter à cela la croissance des mauvaises herbes qui envahissent les rues et les places. Les trains du monorail sont laissés dans leur garage : les différentes idées pour les réutiliser (transport des employés de l'île de la Cartuja par exemple, ou accès direct entre la gare de Santa Justa et l'aéroport) sont progressivement abandonnées. À la merci de la météo et des vandales qui y mettent le feu, les trains sont définitivement hors d'usage. Les structures et édifices de l'avenue de l'Europe, symbole de l'Exposition, ne sont pas entretenus et s'endommagent irrémédiablement,. Plusieurs projets d'utilisation des structures existantes sont présentés. Parmi eux, la réutilisation des canaux asséchés comme parkings ou la pose d'un toit sur l'auditorium. En 2013, ces projets n'ont pas été mis à exécution. Quant au pavillon du Futur, qui offre une surface utilisable de 25 000 m2, il est successivement proposé d'y installer le siège des Archives générales d'Andalousie, un hôtel quatre étoiles ou des musées de la science et de l'aéronautique. Aucun de ces projets n'aboutit et Agesa parvient uniquement à y organiser des événements éphémères comme la foire des sciences. Le cinéma Omnimax du pavillon des Découvertes reste en fonctionnement jusqu'en 2005 avant de fermer. La ville de Séville imaginait dévier une partie de l'itinéraire de la télécabine pour permettre l'accès au parc de l'Alamillo, situé juste au nord du site de l'expo. À nouveau, ce projet est enterré, comme celui de la vendre à la ville de Jaén.
En 2011, la société Agesa est toujours active alors qu'elle aurait dû cesser de fonctionner, selon le projet, après avoir rempli sa mission de reconversion du site, plusieurs années auparavant.

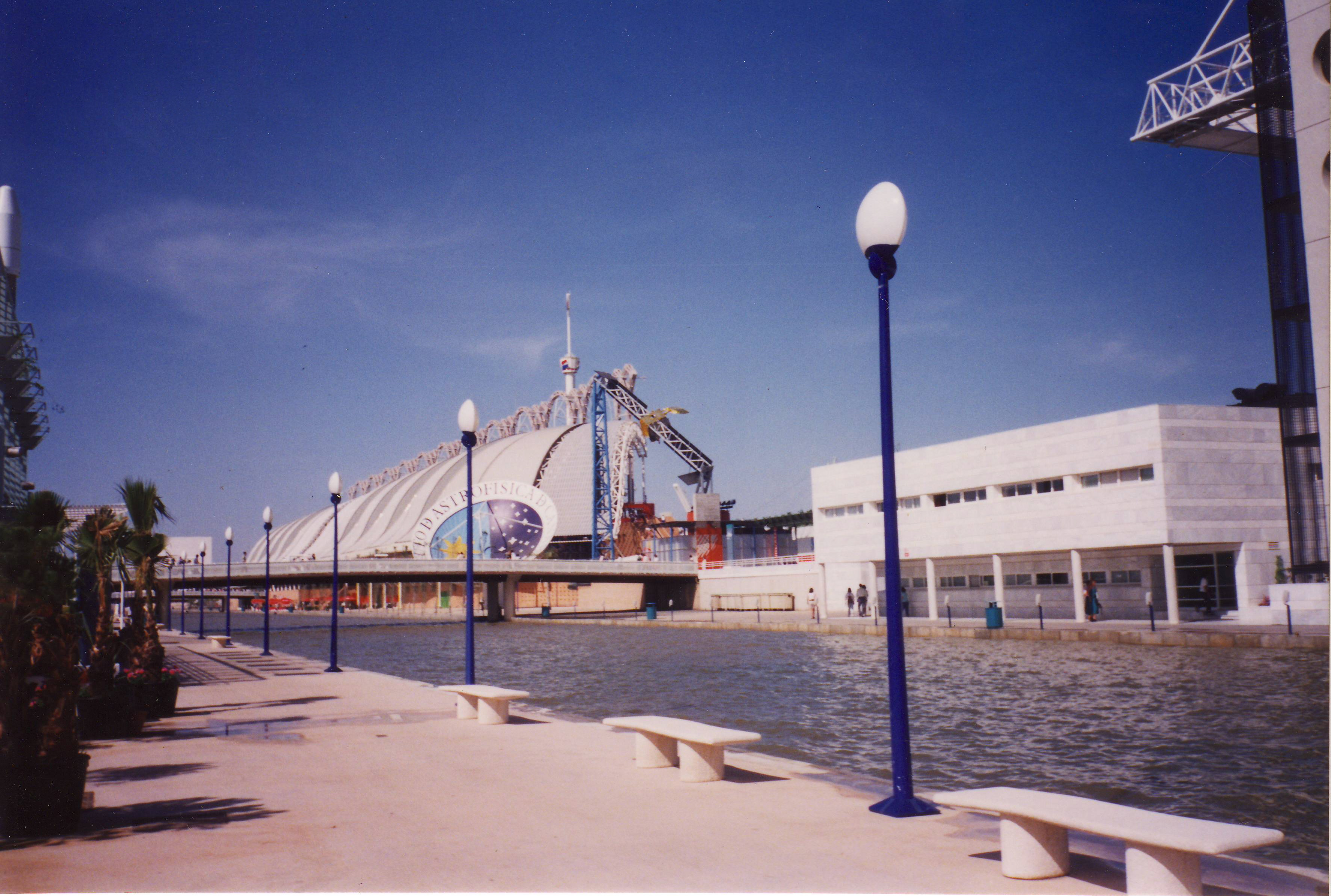
Le pavillon du Futur en 1992.
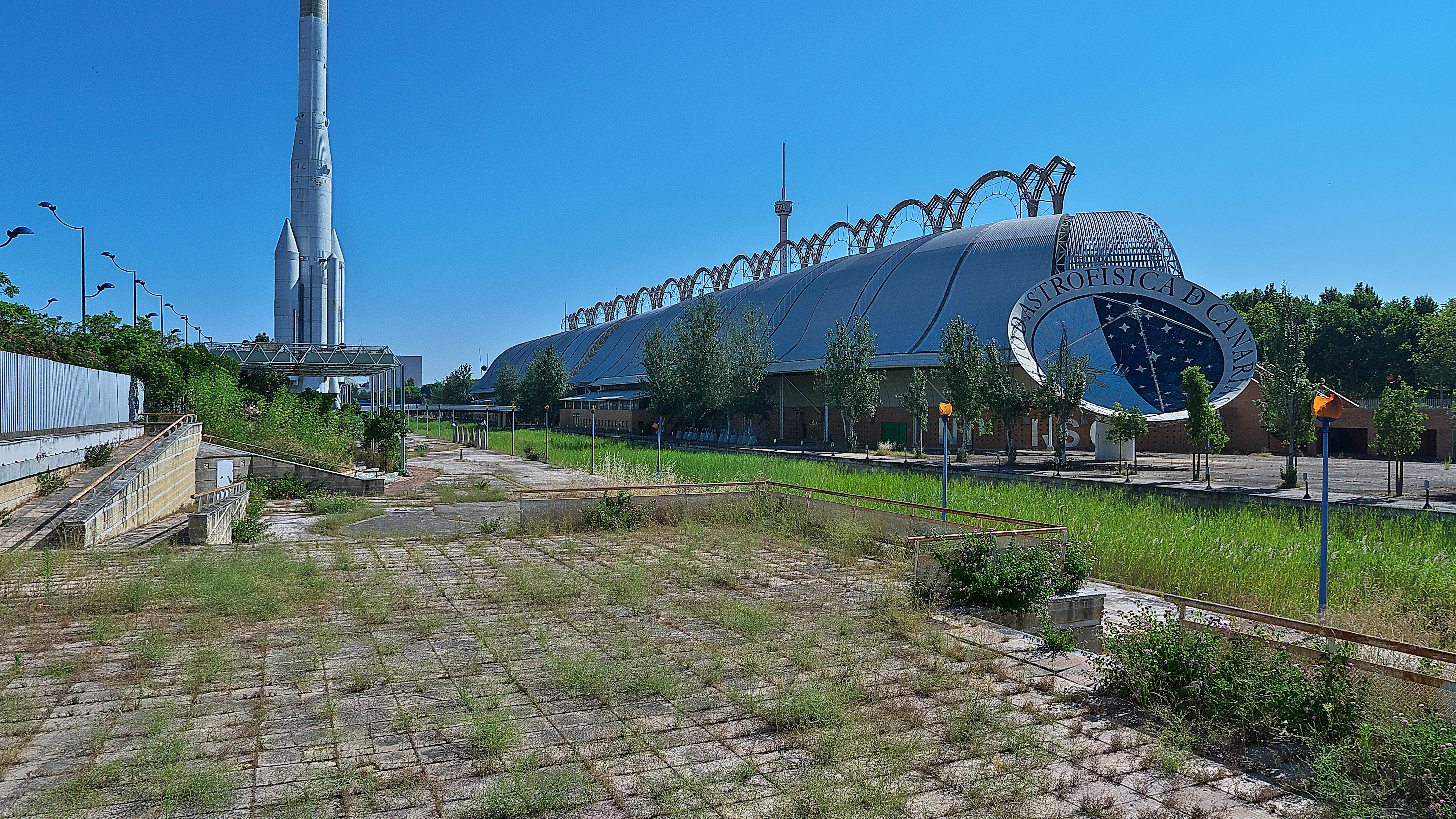
Le pavillon du Futur en 2011. L'herbe a envahi le site, le canal est asséché et les lampadaires ont été cassés.
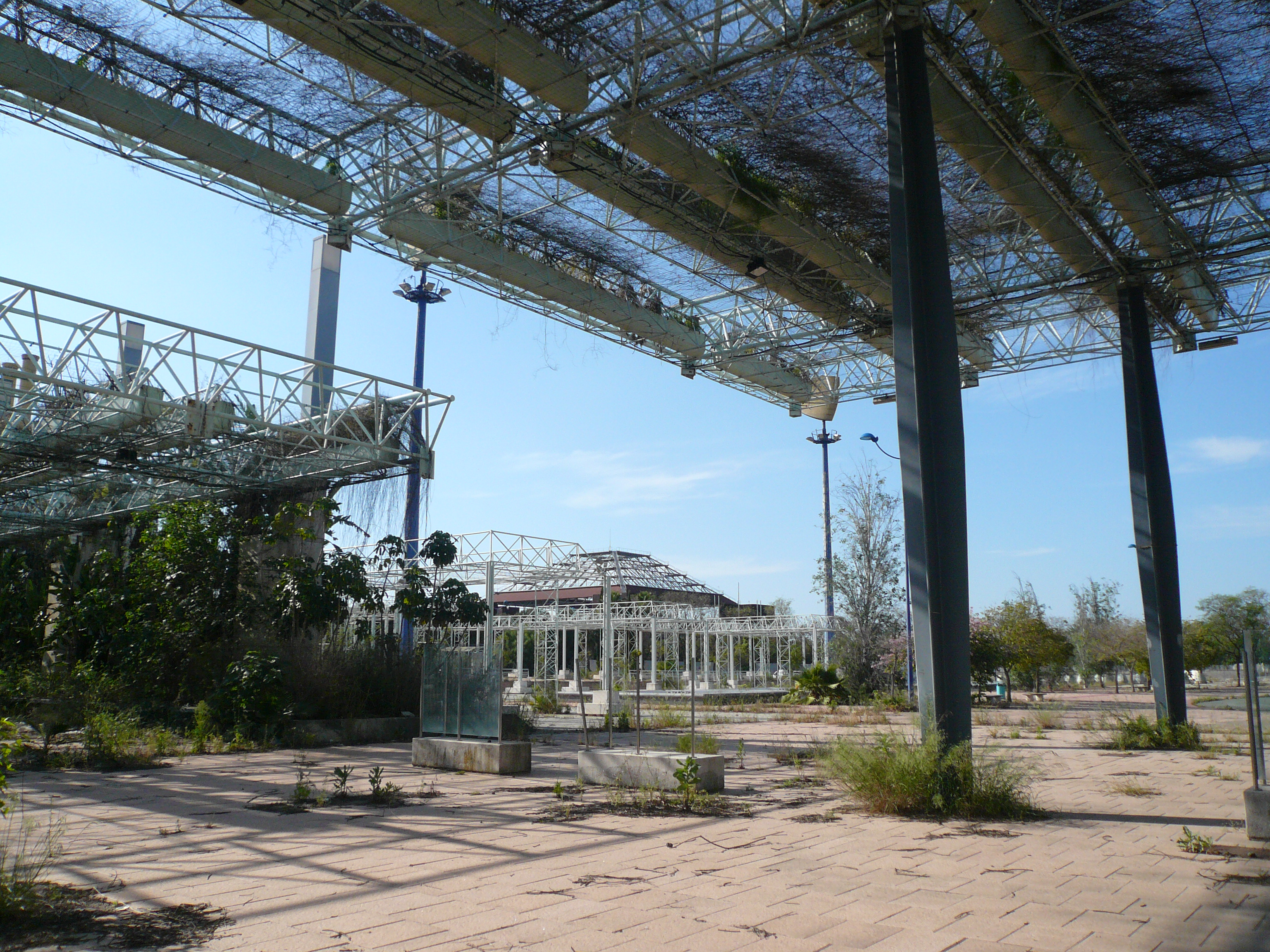
Le site abandonné de l'Expo 92, photographié en 2007.
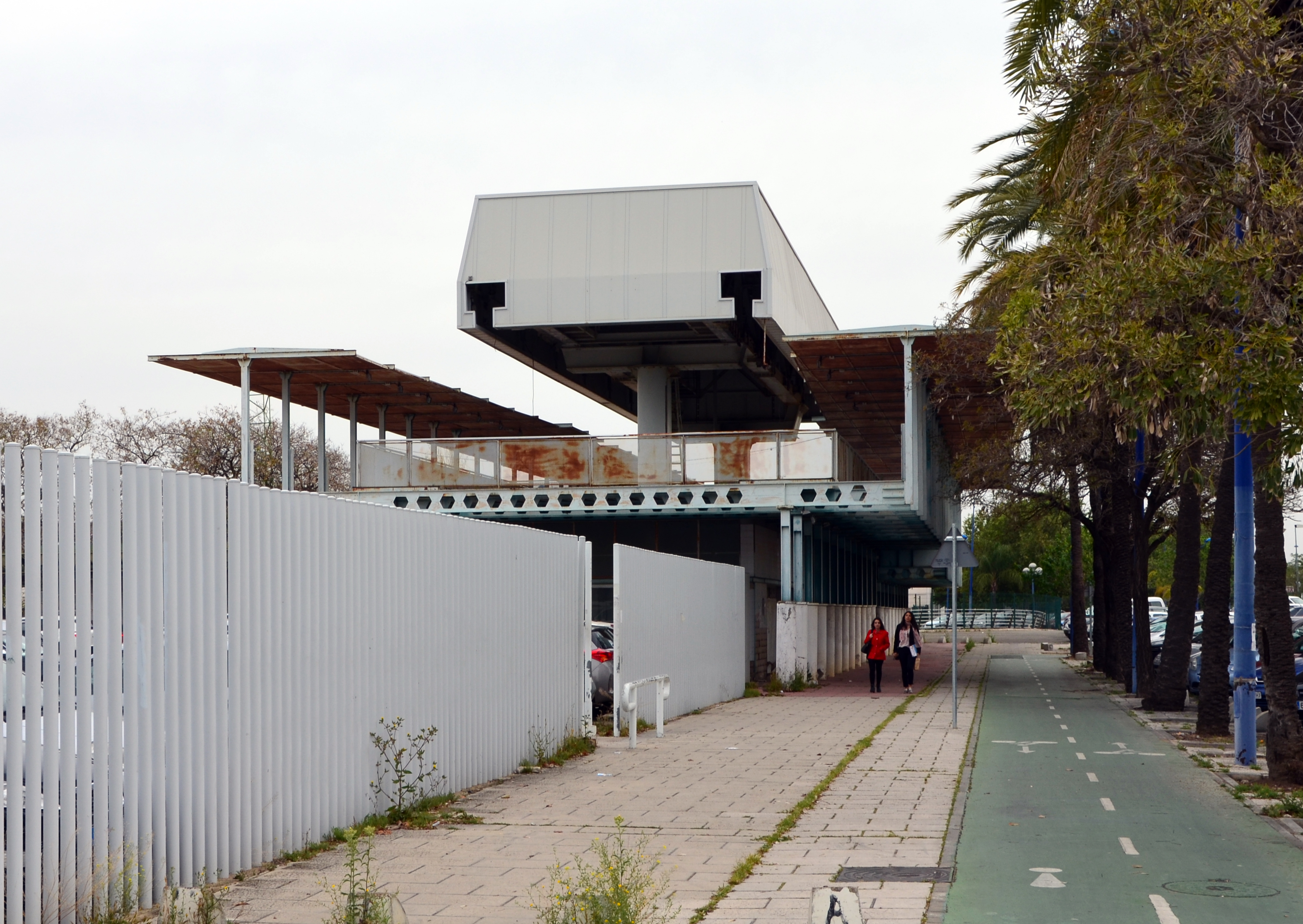
Une station du monorail, laissée à l'abandon, photographiée en 2015.

#### Cartuja 93
En 1989, la Junte d'Andalousie charge un groupe de spécialistes du Projet de recherche sur les nouvelles technologies en Andalousie (Proyecto de Investigación sobre Nuevas Tecnologías en Andalucía - PINTA). Le projet du parc Cartuja 93 en fait partie, comme moyen d'innovation technologique pour l'Andalousie. Une année auparavant, la société responsable de l'Expo avait donné aux pays et entreprises participants la possibilité de construire des pavillons permanents, l'objectif étant de poser les bases d'un parc scientifique et technologique. De nombreuses entreprises, voyant la nécessité de rentabiliser leurs investissements après l'Expo, signent des accords. Alcatel s'engage à ouvrir un centre de formation, d'investigations et de design ; Philips Ibérica, Siemens et Rank Xerox promettent des centres d'investigations, de formation et de développement. IBM imagine un centre de recherche sur le traitement automatique du langage naturel. D'autres entreprises comme Telefónica, Retevisión, Cruzcampo et ONCE s'engagent également,,.
En 1993 naît le parc technologique et scientifique Cartuja 93, qui comporte plusieurs secteurs d'activité : entreprises de technologies avancées, services publics de recherche et de développement, centres de recherche scientifique, centres de technologie, universités, écoles de commerce et centres de formation. Les pavillons repris par le parc sont modifiés pour leur reconversion. La totalité des emplacements prévus pour Cartuja 93 est finalement occupée en 2008. En 2009, 329 entreprises, bureaux administratifs ou universités résident sur le site.
Le problème du manque d'occupation et d'activité du parc technologique pendant la première décennie après l'Expo 92 se mue depuis le début du XXIe siècle en un problème totalement opposé : les entreprises et sociétés installées sur le site emploient 14 000 personnes, nombre montant à 30 000 si on compte les étudiants des diverses écoles et universités. Cet afflux provoque sur l'île et aux alentours d'énormes problèmes de trafic et de mobilité, et ce malgré toutes les infrastructures, ponts et routes créés pour l'Exposition.

#### Isla Mágica

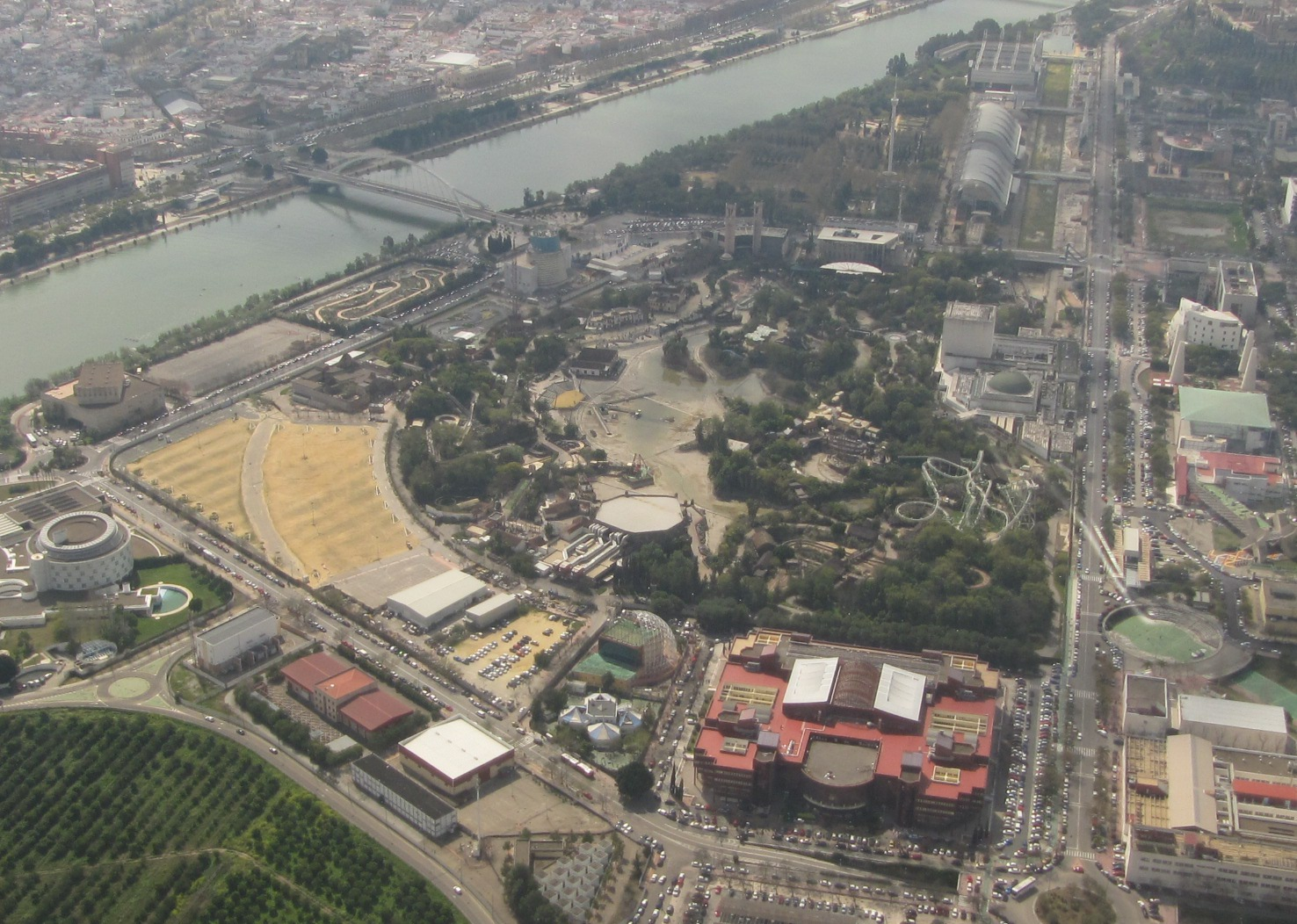
Vue aérienne d'Isla Mágica en 2011, avec le lac d'Espagne de l'Expo au centre. On reconnaît de nombreuses structures de l'Expo, dont l'avenue de l'Europe à droite et le pavillon du Futur en haut de l'image.

Le projet de construction d'un parc d'attractions sur le terrain de l'Expo surgit alors qu'on réfléchit à l'avenir du site. Le parc choisit de suivre la thématique des siècles des grandes découvertes. Sa construction commence en 1995 autour du lac d'Espagne. Hormis le pavillon de Cruzcampo, transformé en restaurant, et celui de l'Espagne, les autres pavillons situés sur le site du parc d'attraction, notamment ceux de la plupart des communautés autonomes d'Espagne, sont détruits. Le roi Juan Carlos inaugure le parc Isla Mágica (« Île Magique »), le 28 juin 1997. Sa construction aura coûté 20 milliards de pesetas (120 millions d'euros).
En 1999, avec le manque de succès, le parc est sur le point de fermer ses portes et parvient de justesse à éviter la faillite, situation qui se répète en 2002. En 2007, 5 millions d'euros sont investis dans de nouvelles attractions mais à nouveau les perspectives ne sont pas atteintes.

#### Tour Sevilla

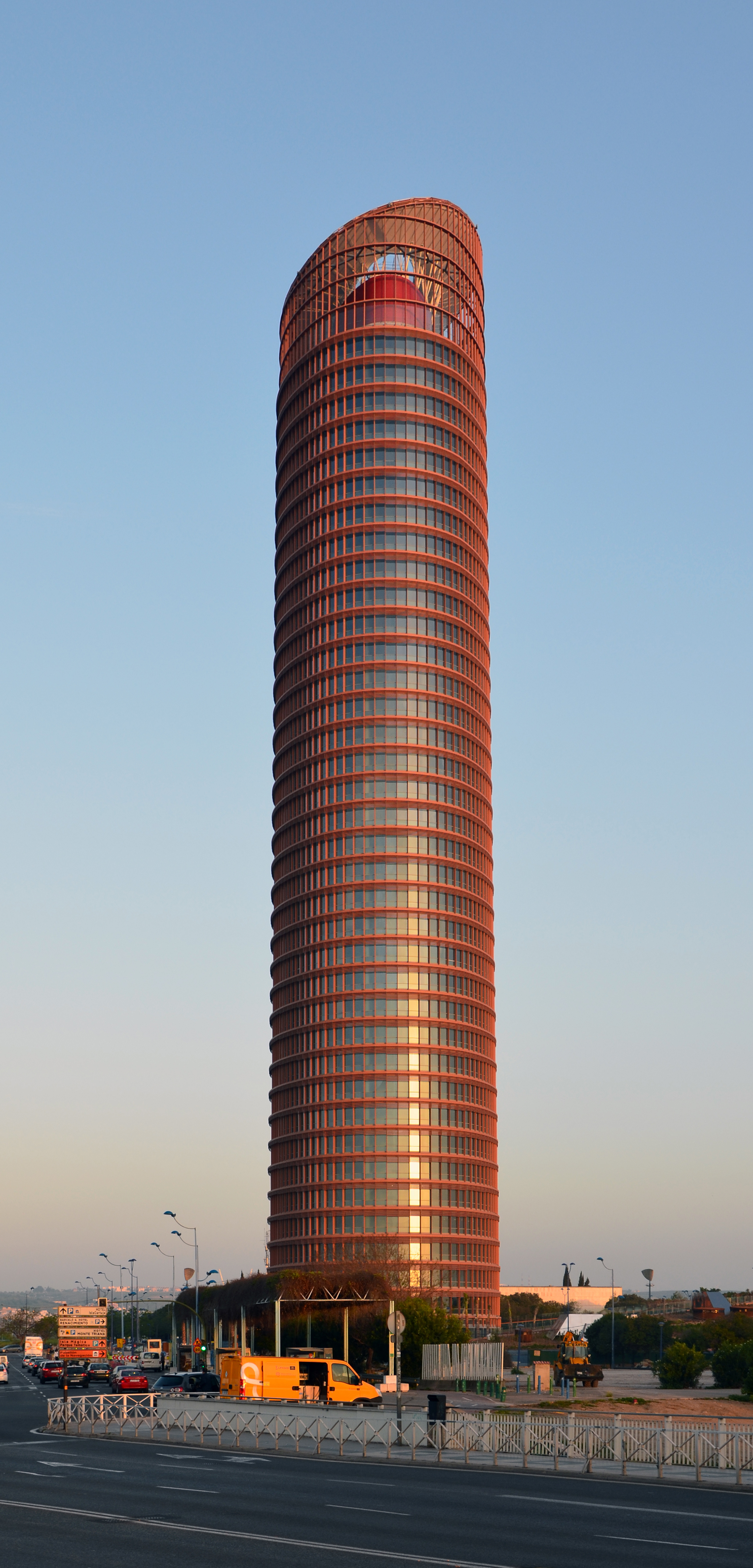
La tour Sevilla en avril 2015.

La tour Sevilla, est le premier gratte-ciel de Séville. Dessinée par l'architecte argentin César Pelli et construite au sud du site de l'Expo, elle est inaugurée en 2016. Sa hauteur de 180,5 m en fait le bâtiment le plus haut d'Andalousie et le 7e d'Espagne.
Le projet est engagé par l'ancienne banque sévillane Cajasol dans le but de faire de la tour son siège principal. Après plusieurs mois d'incertitude concernant l'avenir de la tour à la suite du rachat de Cajasol par la banque catalane La Caixa, cette dernière décide de financer la fin de la construction. On y retrouve entre autres les bureaux locaux de la banque CaixaBank et de l'entreprise de télécommunications Orange. Un hôtel de 5 étoiles de la chaîne espagnole Eurostars Hotels est situé entre le 19e et le 37e étage. Le complexe entourant la tour abrite un centre commercial et le Centre culturel CaixaForum,.